# Alain Delon
Pour les articles homonymes, voir Delon.
Alain Delon , né le 8 novembre 1935 à Sceaux (Seine) et mort le 18 août 2024 à Douchy-Montcorbon (Loiret), est un acteur, réalisateur, chanteur et producteur franco-suisse.
Considéré comme l’une des figures majeures du cinéma européen du XXe siècle, il compte parmi les acteurs français les plus connus et influents. 
Révélé par Plein Soleil (1960) de René Clément, qui le propulse au rang de sex-symbol, Alain Delon enchaîne avec Rocco et ses frères (1960) et Le Guépard (1963). Ces deux chefs-d'œuvre de Luchino Visconti consacrent la renommée internationale de l'acteur français. Star mondiale dans les années 1960, Delon est courtisé par Hollywood, mais ses expériences américaines, peu concluantes, le poussent à renoncer à une carrière outre-Atlantique. Il incarne ensuite l’archétype du polar français, interprétant des personnages froids et énigmatiques dans des films tels que Mélodie en sous-sol, Le Samouraï, Le Clan des Siciliens, Le Cercle rouge, Borsalino ou Un flic. Son jeu intense et épuré, marqué par une sobriété captée et sublimée par Jean-Pierre Melville, lui assure une reconnaissance internationale qui perdure encore. 
Son éclectisme l’amène à explorer des genres variés : le mélodrame avec La Piscine, le drame avec L’Éclipse, le film historique avec Monsieur Klein, le film d’aventures avec Les Aventuriers, le film politique avec Deux Hommes dans la ville, le western avec Soleil rouge et Zorro, ou encore le thriller psychologique avec Le Professeur. Dans les années 1980, Delon poursuit sa carrière au cinéma tout en se tournant davantage vers la réalisation et la production. À partir des années 1990, il fait des apparitions ponctuelles, comme dans Une chance sur deux, où il retrouve Jean-Paul Belmondo, son rival et ami à l’écran, ou encore dans Les Acteurs (2000), où il est invité par Bertrand Blier à jouer son propre rôle d'acteur mélancolique. Son apparition dans Astérix aux Jeux olympiques (2008) marque l’un de ses derniers rôles au cinéma, où il joue avec autodérision sur sa propre image. 
Parallèlement au cinéma, Delon mène aussi une carrière à la télévision, avec des séries et téléfilms à forte audience (Fabio Montale et Frank Riva). 
Les films auxquels il participe attirent plus de 136 millions de spectateurs dans les salles françaises, auxquels s’ajoutent des dizaines de millions d’entrées à l’étranger. Ce succès repose notamment sur la qualité des réalisateurs (Michelangelo Antonioni, Jacques Deray, Georges Lautner, Joseph Losey, Henri Verneuil), et des partenaires artistiques (Claudia Cardinale, Jean Gabin, Annie Girardot, Burt Lancaster, Romy Schneider, Simone Signoret, Lino Ventura) avec lesquels il collabore. Il obtient de nombreuses récompenses dont le César du meilleur acteur en 1985 pour son rôle dans Notre histoire et une Palme d'honneur lors du festival de Cannes 2019 pour l'ensemble de sa carrière.

## Biographie

### Origines, enfance et adolescence (1935-1953)

#### La famille Delon

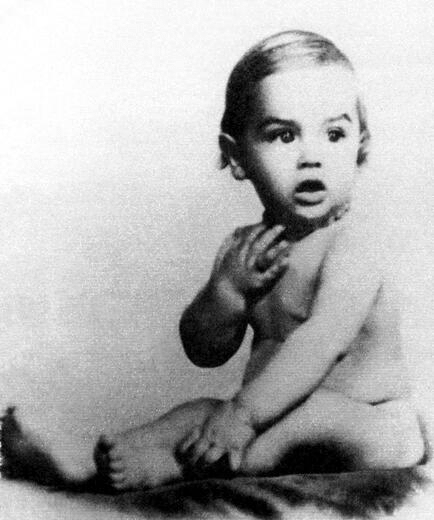
Alain Delon bébé en 1936.

Alain Fabien Maurice Marcel Delon,, naît le 8 novembre 1935, à 3h25, à Sceaux, dans l'ancienne Seine (aujourd'hui Hauts-de-Seine). Il est le fils de Fabien Delon (1904-1977), projectionniste au cinéma Le Régina Palace de Bourg-la-Reine, et d'Édith Arnold (1911-1995), employée à la pharmacie Martin-Lavigne dans la même ville. Sa famille appartient à la petite bourgeoisie.
Les Delon sont originaires de Saint-Vincent-Lespinasse, dans le Tarn-et-Garonne, et leur lignée remonte à Jean Delon, né au XVe siècle. L'arrière-grand-père paternel d'Alain, Fabien Delon (Saint-Vincent-Lespinasse, 28 décembre 1829 - Figeac (Lot), 12 décembre 1909), ingénieur des ponts et chaussées, fut fait chevalier de la Légion d'honneur le 8 août 1892. Sa grand-mère paternelle, Marie-Antoinette Evangelista (née en 1867 à Prunelli-di-Fiumorbo), d'origine corse, épouse le 3 décembre 1888 Jean-Marcel Delon, percepteur dans la même commune,. Selon Jean-Louis Beaucarnot, une légende familiale évoque un lien de parenté entre les Evangelista et les Bonaparte. Mais les jeunes mariés doivent quitter la Corse. Au fil des mutations, ils s'installent à Craponne-sur-Arzon (Haute-Loire), où naissent deux enfants : François Fabien — qui utilisera son second prénom — et Jeanne Lucidor..
Cette branche des Delon manifeste un goût marqué pour le mouvement. Fabien (le petit-fils) n'y échappe pas : il quitte l'Auvergne pour s'installer près de Paris, où il devient directeur de cinéma, alors en plein essor. Passionné par le cinématographe, il débute dans la production avant de se tourner vers l'exploitation. En novembre 1929, il participe comme administrateur au tournage du court-métrage Sans histoire, chargé de la gestion financière. Dépassé par les exigences techniques du cinéma parlant, il abandonne la production pour se concentrer à la diffusion. Le 17 juin 1935, au Plessis-Robinson, il épouse Édith Arnold, 24 ans, fille d'un cavalier de manège et d'une couturière. Le couple s'installe dans une modeste maison au 5 avenue Jules Gravereaux, à L'Haÿ-les-Roses, en proche banlieue parisienne.

#### Divorce, famille d'accueil, retour au foyer
En 1939, Alain Delon a 4 ans lorsque ses parents divorcent, le 26 décembre 1940,. Cette séparation restera pour lui une blessure d'enfance jamais refermée. Ni son père ni sa mère ne se sentent alors capables de s'occuper de lui. François-Fabien Delon, mobilisé, exerce comme secrétaire militaire et se déplace fréquemment. Édith reprend son ancien emploi de préparatrice en pharmacie.

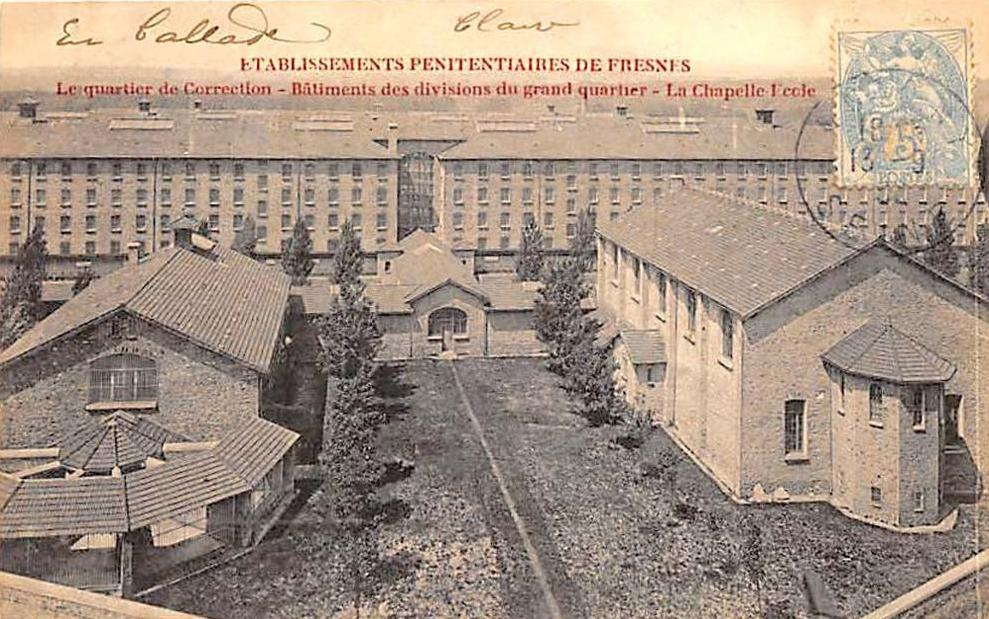
Le jeune Alain grandit dans l'ambiance particulière de la prison de Fresnes.

Le jeune Alain est confié à une famille d'accueil, les Nérot, vivant rue de la Terrasse, près du centre pénitentiaire de Fresnes. Le père, ancien gardien, garde des liens avec ses collègues et leurs enfants. Alain grandit ainsi à l'ombre de la prison, jouant parfois dans l'une de ses cours. Les Nérot le traitent avec tendresse ; il les considérera comme ses parents adoptifs. Il évolue dans un foyer modeste mais affectueux.
Sous l'Occupation, la prison passe sous autorité allemande. La population carcérale change — résistants, opposants et futurs déportés — y sont internés, et les tortures comme les exécutions deviennent fréquentes. Les enfants ne peuvent plus y jouer librement.
Lors de la Libération de Paris, le 25 août 1944, la division Leclerc contourne les positions allemandes en passant par Fresnes et essuie un feu nourri devant la prison, où les nazis ripostent ; le combat s'achève vers 19h. Alain, comme d'autres habitants, accourt pour saluer les soldats français. Peu après, les collaborateurs prennent la place des résistants dans les cellules. Le jeune garçon est marqué par l'exécution de Pierre Laval, fusillé derrière la prison, un événement abondamment commenté par les adultes.
Pendant ce temps, sa mère et les Nérot veillent à lui assurer un enseignement catholique, qui le conduit à faire ses deux communions. Interrogé sur son avenir, Alain répond sans hésiter : il veut devenir motard.
M. Nérot, épuisé par la guerre, meurt en 1946, bientôt suivi par son épouse, incapable de vivre sans lui. Alain se retrouve à nouveau sans repères, presque orphelin. Sa mère, Édith — surnommée Mounette — ne l'a jamais totalement abandonné et prend régulièrement de ses nouvelles. Remariée depuis le 19 mai 1941 à Paul Boulogne, elle a eu une fille, Paule-Édith, née en 1943. Elle reprend Alain auprès d'elle, tout en le partageant avec son ex-mari Fabien, revenu à Bourg-la-Reine après plusieurs années d'errance. Ce dernier a lui aussi fondé une nouvelle famille, avec un fils, Jean-François, puis un autre garçon. Dans ces familles recomposées, Alain peine à trouver sa place. Il se sent étranger parmi les siens, ni d'un foyer ni de l'autre. Entre deux beaux-parents, sans véritable ancrage, il développe un sentiment de rejet qui l'isole davantage.

#### Scolarité turbulente
En quête d'un cadre stable, Alain est placé en pension. Indiscipliné, provocateur plus que violent, il se décrit plus tard comme un « petit monstre ». Il fréquente des écoles religieuses dirigées par des pères ou des abbés, où règnent discipline stricte et enseignement rigide. Il est renvoyé à six reprises. Il commence au collège Saint-Nicolas d'Issy-les-Moulineaux, tenu par les frères des écoles chrétiennes, parmi un millier de garçons en uniforme, logés dans d'immenses dortoirs surveillés de près. Dans ce cadre austère, Alain se distingue vite par son refus de l'autorité : son tempérament indocile et son refus de se plier aux règles font de lui un élève à part. Les réprimandes n'ont aucun effet sur lui, et il est finalement exclu. Il est ensuite envoyé au collège Saint-Nicolas de Buzenval à Rueil-Malmaison, où il ne s'attarde pas, puis passe brièvement par Saint-Gabriel à Bagneux, sans davantage d'adaptation.
Delon garde de ces années un souvenir amer : il décrit sa scolarité comme un enfer. Obéir lui semble impossible. Chaque rentrée rime avec solitude et changement d'établissement. En pension, les « billets de consigne » le privent souvent de sortie le samedi. Seule lumière dans ce quotidien : à 11 ans, il vit à Fresnes une première histoire d'amour, qui dure deux ans,. C'est hors du cadre scolaire qu'Alain trouve d'autres rares moments de bonheur. Son père, Fabien, féru passionné de cinéma, l'emmène voir des films au Cinéac-Montparnasse. Il découvre The Lone Ranger et lit des revues cinéphiles. Il se prend d'admiration pour Michèle Morgan et Ava Gardner, dont il est frappé par le rôle dans Les Tueurs. Il apprécie aussi Madeleine Lebeau, actrice française à Hollywood . Côté musique, il écoute Charles Trenet et Édith Piaf dès qu'il en a l'occasion.
Il termine sa scolarité au pensionnat catholique de Saint-Nicolas d'Igny, où il se lie d'amitié avec Gérard Salomé. À 14 ans, Alain et un camarade, Daniel Salvadé, décident de fuguer pour rejoindre Chicago. Un oncle de Daniel, censé y posséder une usine à cochons, leur aurait promis un emploi. Le plan : rejoindre un port atlantique, probablement Bordeaux, pour embarquer. Ils s'échappent un matin du pensionnat, sacs au dos. Un maraîcher, intrigué par leurs propos accepte de les prendre en stop, mais finit par les déposer à la gendarmerie de Châtellerault,,,. Les forces de l'ordre découvrent rapidement leur identité : deux mineurs en fugue. Ils sont placés en garde à vue et Paul, le beau-père d'Alain, vient le chercher. Après avoir tout raconté, les deux garçons sont renvoyés au pensionnat et sanctionnés. Pour s'occuper, Alain rejoint une chorale, où l'on découvre chez lui une certaine justesse. Le chef de chœur le trouve doué, mais cela ne suffira pas à lui donner le goût d'une carrière artistique.

#### De figurant à charcutier

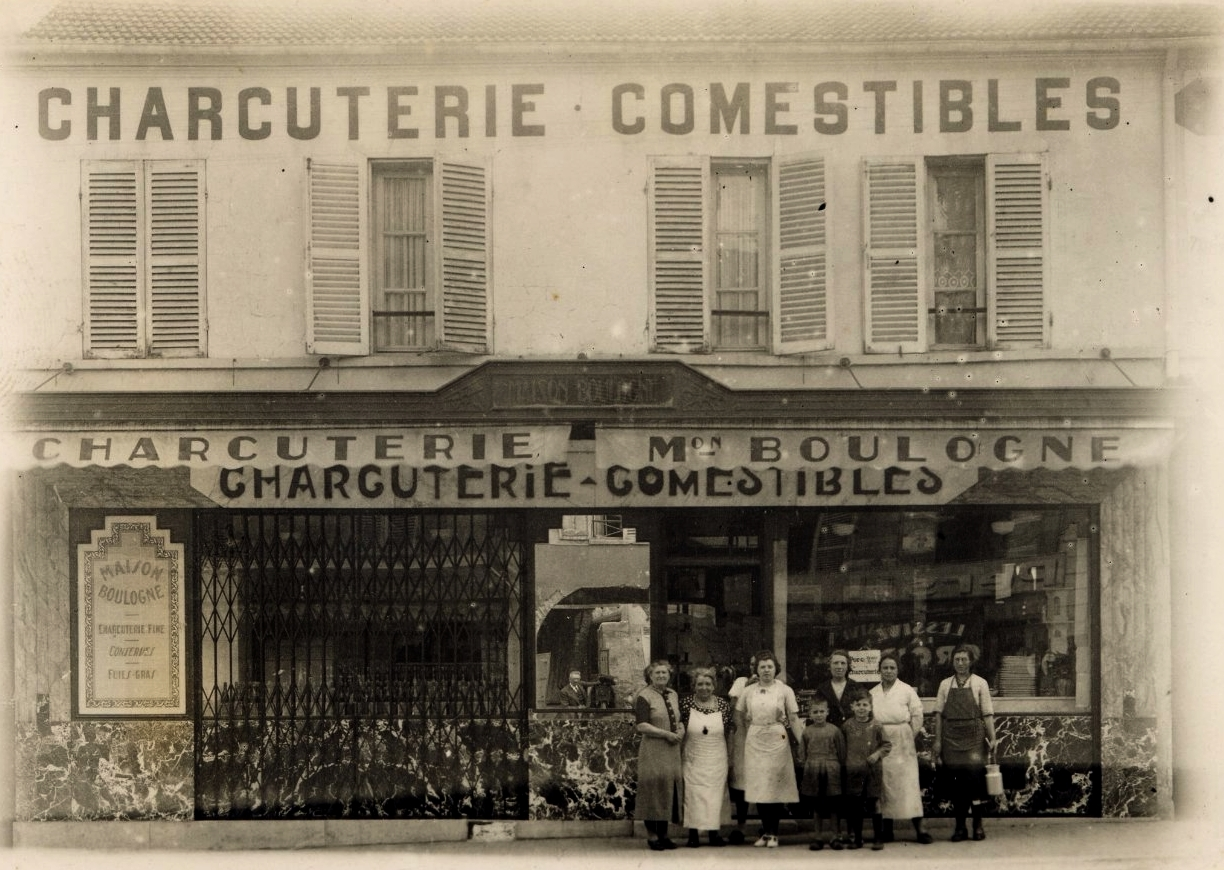
La boucherie-charcuterie du beau-père Paul Boulogne, à Bourg-la-Reine, en 1940. Le petit Alain est l'enfant de gauche.

À l'âge de 14 ans, il a l'occasion de tourner le rôle d'un voyou dans Le Rapt, un court métrage muet de 22 secondes réalisé par Olivier Bourguignon,. Alain y incarne un malfrat chargé d'enlever une jeune femme. L'opération échoue, et son personnage finit tué.
Mais pour l'heure, les études sont définitivement derrière lui. Il n'a ni le goût ni la capacité à poursuivre une scolarité classique. Aucune école ne veut plus de lui. Sa mère, qui a épousé en secondes noces Paul Boulogne, un commerçant boucher-charcutier de Bourg-la-Reine, dans les Hauts-de-Seine, lui ménage une place dans le domicile familial. Alain passe un certificat d'aptitude professionnelle de charcuterie et travaille à la boutique de son beau-père qui compte seize employés.
Avec son avenir professionnel semblant assuré, Alain consacre son temps libre au sport. Il s'enthousiasme pour les grands noms du cyclisme : René Vietto, Jean Robic et Roger Lapébie. Un jour, pour impressionner les filles dans le parc de Sceaux, Alain tente quelques figures acrobatiques à vélo. La dernière figure tourne mal : il chute violemment, menton le premier sur le bitume. Il saigne, se fait recoudre, et garde une cicatrice visible sur le visage. Motivé, il rejoint la section cycliste de l'US Métro de Croix de Berny. Il se met à rêver d'un avenir de champion, et participe à des compétitions au Vélodrome d'Hiver. Dans ce lieu, il fait la connaissance d'un autre passionné, André Pousse, qui deviendra acteur et restera son ami.
De retour à ses obligations, Alain obtient son certificat d'aptitude professionnelle de charcutier-traiteur, à l'École du jambon français. Il travaille à la charcuterie de son beau-père et brièvement dans deux autres charcuteries : l'une à L'Haÿ-les-Roses, chez Madame Durand, l'autre rue Saint-Charles à Paris,. Il est compétent, mais il sent qu'il n'est pas à sa place.

### Armée et errances (1953-1957)

#### La Marine
En quête de repères, Alain Delon erre dans les rues de Paris jusqu'au jour où une affiche attire son attention : « Jeunes gens de 18 à 26 ans, l'Armée de l'Air vous appelle ! », promettant des vols en avion à réaction, un entraînement en France et en Afrique du Nord, ainsi qu'une prime d'engagement. Enthousiasmé, il en parle à son père, qui l'encourage : Alain déteste l'école, et ce choix lui permettrait de réduire son service militaire. Mais au Secrétaire d'État à l'Air, on lui lui annonce qu'il est trop jeune et que le prochain départ n'a lieu que dans six mois. Refusant d'attendre, il se tourne vers la Marine nationale : le 22 janvier 1953, accompagné de son père, il signe un engagement de trois ans. Mineur, c'est son père qui signe à sa place. Delon reçoit une prime de 1 520 francs, une somme importante pour un adolescent à cette époque.
Avant son incorporation, il rompt avec Mick, une jeune femme qu'il a un temps envisagé d'épouser. Le 21 janvier 1953, il part pour Rennes, puis rejoint le centre de formation maritime de Pont-Réan, près de Guichen, pour quatre mois de classes,. Il est enregistré comme matelot de 3e classe no 1203 T 53, sans spécialité. Il y apprend la godille, l'aviron en baleinière, le matelotage, le tir, les corvées et les tours de garde. Il s'initie à la discipline militaire : marcher au pas, obéir, résister à l'effort. Il trouve dans ce cadre une forme d'intégration, le sentiment d'appartenir à un collectif mais l'absence de sa mère lui pèse.

#### L'Indochine
À la fin de sa formation, Alain Delon choisit de partir en Indochine, une destination qui fascine encore de nombreux jeunes soldats malgré la fin des grands combats. Encore mineur, il obtient à nouveau l'autorisation de ses parents pour signer la prolongation d'engagement de cinq ans,. Leur réponse, rapide et sans question, le sidère et le blesse. Pour lui, ils l'envoient à la guerre comme s'il s'agissait d'une formalité : « C'est peut-être ce qui m'a le plus marqué dans ma vie. Je n'ai jamais pu l'admettre ni le comprendre. Je sais que je n'enverrai jamais à la guerre un gosse de 18 ans qui a plus besoin d'avoir un livre entre les mains qu'un fusil ».
Il entame alors une formation de radio à l'école des transmissions des Bormettes, à La Londe-les-Maures, près de Toulon. Le soir, il erre parfois en solitaire, dans le sulfureux « Petit Chicago », où se croisent marins, voyous, filles de joie et mauvais garçons dans une ambiance électrique. C'est là qu'il rencontre Charles et Rita Marcantoni, tenanciers de bar, qui deviennent pour lui une famille de substitution. Après une première incarcération pour vol de matériel,, il est affecté comme radio sur le Gustave Zédé (en), un navire ravitailleur de sous-marins, pour une mission en Méditerranée de quatre mois et onze jours. Il souffre du mal de mer. À son retour, il est à nouveau sanctionné et placé sous les verrous vingt jours, n'en sortant que pour embarquer vers l'Indochine, le 1er août 1954.

« Je suis arrivé en Indochine après Diên Biên Phu. Il n'y avait plus que des combats de rue… Mais je serais tombé en pleine guerre, j'aurais aimé ça aussi. Ce sentiment que tout peut arriver… Cette sensation de se trouver en face de ce qu'on croit être des responsabilités. En fait, on n'en a aucune, bien sûr. On n'est rien. Un gamin, un gosse. Mais on se sent un homme, bien qu'on ne le soit pas du tout. On joue les hommes, on a un fusil. »

Arrivé à Saïgon le 11 septembre, il est affecté à la défense de la caserne Francis-Garnier (n'ayant toujours pas le pied marin, il est mis en poste sur la terre ferme). L'atmosphère militaire, la camaraderie et la vie en mission lui plaisent, malgré de nombreuses sanctions pour insubordination. Il fréquente les cinémas de la rue Catinat et est marqué par Touchez pas au grisbi de Jacques Becker. Le 15 décembre 1954, il est promu matelot de 2e classe. Peu après, une escapade en jeep non autorisée tourne mal : l'accident blesse un camarade et entraîne une enquête. Delon est incarcéré, rétrogradé au grade de mousse, interdit de séjour en Indochine, et renvoyé en France. Il évite un procès ou une peine plus lourde, la Marine préférant étouffer l'affaire pour ne pas exposer l'existence d'éléments incontrôlables dans ses rangs. Son contrat de cinq ans est annulé ; il doit rembourser une partie de la prime d'engagement, une dette réglée par sa mère,.

#### Retour en France et vie instable à Paris
Le 17 juin 1955, Alain Delon revient en France. Arrêté à Marseille par la police militaire pour possession d'une arme non déclarée, achetée à un trafiquant à Saïgon, il est condamné à 45 jours de prison au fort Lamalgue à Toulon,. Cette peine prolonge son service militaire de cent jours. Il passe son vingtième anniversaire, le 8 novembre, seul en caserne,. Libéré le 1er mai 1956, il ne reçoit ni certificat de bonne conduite ni prime de libération. Il a passé 1 195 jours sous l'uniforme, soit trois ans et trois mois, dont près d'un an en détention militaire. Son livret militaire, expurgé grâce à l'intervention de sa mère, ne mentionne plus que « sept jours pour mauvaise conduite », alors qu'il a accumulé quatorze punitions,. Ce service intense, chaotique, a transformé en profondeur Delon,. Il repart avec seulement une médaille commémorative de la campagne d'Indochine, sa seule décoration, mais à ses yeux un souvenir important. Officiellement envoyé à Bourg-la-Reine chez son père, il retourne en réalité chez ses amis Marcantoni à Toulon. Exclu de l'armée, il refuse les pistes proposées, comme la Légion étrangère ou la police, qu'il juge incompatibles avec son caractère.
Rapidement, Alain Delon comprend qu'il doit quitter Toulon pour envisager un avenir, et décide de partir à Paris. Il rompt tout contact avec ses parents. La capitale l'oppresse au point qu'il dit y avoir ressenti plus de peur qu'en Indochine : « J'étais complètement transformé. J'avais même peur de traverser la rue. Les voitures qui filaient à toute vitesse dans la grande ville étaient pires que des balles. J'avais une sensation d'angoisse. Tous ces gens, ces automobiles, ce flot d'êtres humains sans contrôle… c'était pire que la jungle vietnamienne ». Sans logement, il est hébergé par Lucien Lejeune, ancien quartier-maître, dans sa petite chambre d'hôtel près de Pigalle, alors haut lieu de la prostitution. Des femmes du quartier, attirées par son physique, lui proposent de devenir leur protecteur, un rôle entre l'amant et le garde du corps. Son avenir semble alors se diriger vers celui de souteneur,.
Installé ensuite rue Jean-Mermoz, il se lie avec une voisine, Yolanda Gigliotti, future Dalida ; encore inconnus, ils partagent leurs débuts difficiles. Delon enchaîne alors les petits boulots : manutentionnaire aux Halles le matin, serveur le soir dans un café des Champs-Élysées, Le Colisée, qu'il quitte au bout d'un mois,. Il est condamné à deux mois de prison ferme pour avoir tiré en février 1957 dans la vitrine d'un marchand de couleurs de Saint-Germain-des-Prés avec une arme de 9 mm ; il est amnistié en 1959, sa peine étant convertie en une amende de 10 000 francs.
Malgré une vie instable, Alain Delon reste curieux et plein d'énergie. Sa beauté facilite les rencontres et lui ouvre de nombreuses portes. Avec son ami Lucien, il fréquente les lieux animés mais connaît encore peu Paris en dehors de ce quartier et des Champs-Élysées,. La découverte de Saint-Germain-des-Prés marque un tournant. Il y croise notamment régulièrement les jeunes comédiens de la « bande du Conservatoire », dont Jean-Paul Belmondo. Très vite, ils partagent les mêmes lieux de vie : cafés, baby-foot sous le théâtre Montparnasse, soirées animées rue Saint-Benoît.

### Devenir acteur par accident (1957-1958)

#### Introduction dans le milieu du cinéma

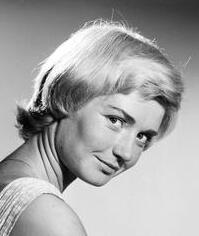
L'actrice Brigitte Auber (ici en 1957) introduit Alain Delon dans le milieu du théâtre et du cinéma.

À ce moment-là, Delon ne pense toujours pas à devenir acteur. Il vit au jour le jour, sans plan précis, porté par le hasard des rencontres. Il devient l'amant de Monique Aïssata, dite Zizi, ancienne danseuse martiniquaise paralysée par la polio. Elle présente Alain à ses amis du milieu, l'introduisant sans le savoir dans les cercles du cinéma français. Parmi eux : Brigitte Auber, comédienne remarquée au théâtre puis au cinéma, notamment dirigée par Hitchcock dans La Main au collet. Il parvient à la séduire avec une lourde insistance,. Très vite, ils emménagent ensemble, dans un petit appartement rue du Pré-aux-Clercs, dans le 7e arrondissement. Alain confie qu’il veut devenir célèbre, sans savoir encore dans quel domaine. Il a renoncé au cyclisme, délaissé la boxe. Souvent, il va retrouver Brigitte au théâtre de la Madeleine, où elle joue L’Amour fou. Dans les coulisses, il sympathise avec le futur comédien Claude Brasseur (venu chercher sa mère l'actrice Odette Joyeux) et l'entraîne dans ses virées. Delon suit Brigitte dans ses déplacements professionnels. 

Ambiance du festival de Cannes 1957 devant l'hôtel Miramar. Une voiture de sport, une starlette et l'affiche du film Le Tour du monde en 80 jours.

Brigitte Auber Auber lui conseille d'aller à Cannes où, vu son physique, il pourrait y nouer de bons contacts. En mai 1957, elle lui prête sa MG verte décapotable pour qu'il se rende au festival de Cannes. Au milieu du tumulte de l'événement, Alain Delon, alors inconnu, attire l'attention. Sur la plage, il joue avec un groupe de jeunes, dont Jean-Claude Brialy, futur acteur de la Nouvelle Vague ; leur relation débute par une rencontre tendue, puis se transforme en amitié durable. Ensemble, ils tentent d'assister aux projections officielles du festival, sans succès, mais se rabattent sur des séances gratuites, où Delon se fait remarquer pour son allure et son attitude,.
Il est approché par l'agent hollywoodien Henry Willson, découvreur de Rock Hudson, qui lui propose de venir à Rome pour rencontrer le producteur David O. Selznick. D'abord réticent, Delon accepte ensuite à condition que ses frais soient pris en charge. Willson vante Delon auprès de Selznick, le présentant comme un nouveau « French lover » à la Louis Jourdan, et lui décroche une audition, en dépit de la faible maîtrise de l'anglais de l'acteur.

#### De premiers essais
Alain Delon profite encore de la Côte d'Azur lorsqu'il fait la rencontre de Philippe Erlanger, haut fonctionnaire et délégué général du Festival de Cannes. Ce dernier, influent dans les milieux culturels, propose de l'aider à entrer dans le monde du cinéma,.
À Rome, Delon est accueilli par Rock Hudson et présenté à David O. Selznick qui, qui accepte de lui faire passer un bout d'essai. L'annonce de ce test paraît dès le lendemain dans The Hollywood Reporter : « Henry Willson signed to agent Brigitte Auber’s husband… Jimmy Dean type named Delon ».
Lors de ce premier essai, Delon doit interpréter une scène mêlant plusieurs émotions. S'il prend l'exercice à la légère, sa photogénie et son aisance sont remarquées. Selznick envisage un contrat de sept ans, mais Delon, prudent, demande quels rôles lui seraient proposés. Aucun ne lui est précisé, mais il accepte de suivre des cours d'anglais financés par le producteur. 
De retour à Paris, Brigitte Auber l'encourage à suivre des cours de théâtre auprès de Simone Jarnac. Il abandonne rapidement. Leur relation se détériore, et après une dernière rencontre à Marseille, ils se séparent,.

#### Rencontre avec Michèle Cordoue et Yves Allégret
Au fil des soirées et des rencontres, Alain Delon fait la connaissance de Michèle Cordoue. Celle-ci s’intéresse très vite à Alain. Cette comédienne blonde aux yeux gris, âgée de 35 ans, a commencé sa carrière au cinéma grâce à son second mari, Yves Allégret. Elle a notamment joué aux côtés de Gérard Philipe dans La Meilleure Part et Les Orgueilleux. Bien implantée dans le milieu, elle dispose d’une réelle influence grâce à sa proximité avec Allégret. Entre Michèle et Alain, une liaison débute. Le jeune homme, attiré par les femmes plus âgées, y voit une expression de la féminité à son apogée. Michèle, fascinée par son charme et sa beauté, le pousse à envisager sérieusement une carrière d’acteur. Michèle insiste auprès de son mari, qui prépare alors un polar inspiré d’un roman de la Série Noire intitulé Quand la femme s'en mêle. Il recherche des jeunes hommes solides pour des seconds rôles de truands. Il a déjà recruté Bruno Cremer, tout juste sorti du Conservatoire, mais il lui manque encore l’acteur pour incarner Jo, l’un des acolytes du chef de gang Riton. Les producteurs proposent Gil Vidal, récemment vu avec Annie Girardot dans L'Homme aux clés d'or. Allégret hésite. Sous l’influence de Michèle, il accepte finalement de rencontrer Alain. Plutôt que de lui faire passer un essai, il engage la conversation. Alain raconte son enfance difficile, son service militaire, son passage à Cinecittà et l’offre de Selznick à Hollywood. Ce récit séduit Allégret, mais il met le jeune homme en garde : à Los Angeles, il ne sera qu’un visage parmi tant d’autres. Il l’incite à tenter sa chance en France, où il pourrait rapidement se distinguer. Il se dit même prêt à lui confier un rôle de voyou dans son film. Alain hésite. Il veut réussir, devenir célèbre, mais n’est pas encore convaincu que le cinéma soit la voie. Toutefois, face à la ténacité d’Allégret et à la persuasion douce de Michèle, il finit par céder. Plus par reconnaissance que par réelle envie, il accepte le rôle.
Peu après, il contacte Henry Willson pour lui annoncer qu’il renonce à partir aux États-Unis. L’agent hollywoodien tombe des nues : c’est la première fois qu’un jeune Français refuse un contrat de sept ans avec un grand producteur américain. Sans regret, Delon admet : « Si je n’avais pas rencontré Yves Allégret, je ne sais pas ce qu’il serait advenu de moi et de ma carrière. Je serais effectivement parti aux États-Unis lié à un contrat de sept ans. Et je ne sais pas du tout la carrière que j’aurais pu y faire. »

#### Quand la femme s'en mêle: la révélation
Yves Allégret donne finalement son accord : Alain Delon incarne Jo, un gangster séduisant dans Quand la femme s'en mêle. Mais plusieurs obstacles demeurent : Delon ne se montre toujours pas pressé de devenir acteur. À l’image de Lino Ventura quelques années plus tôt, qui ne franchit le pas que grâce à la présence de Jean Gabin dans Touchez pas au grisbi, Delon n’accepte de tourner Quand la femme s’en mêle que parce que le projet est entouré de grands noms. Le film promet d’être une œuvre sérieuse, bien produite, loin d’une quelconque série B. Et pour finir, Alain touche un cachet de 400 000 francs, somme confortable pour un débutant. Yves Allégret décide de faire confiance à l’instinct d’Alain, sans répétitions. Delon raconte :
« Je ne savais rien faire. Allégret m'a regardé comme ça et il m'a dit : « Écoute-moi bien, Alain. Parle comme tu me parles. Regarde comme tu me regardes. Écoute comme tu m'écoutes. Ne joue pas, vis ». Ça a tout changé. Si Yves Allégret ne m'avait pas dit ça, je n'aurais pas eu cette carrière ». 
Le tournage débute le 8 juillet dans les studios de Boulogne-Billancourt. La toute première scène d’Alain paraît simple en apparence : il doit sortir d’une pâtisserie avec Sophie Daumier, qui porte un petit paquet de gâteaux. Mais l’ambiance n’est pas anodine : une imposante caméra, des projecteurs, une équipe de techniciens braquée sur lui… Le défi est réel. Pourtant, Delon ne se laisse pas envahir par le trac. Il se sent détendu, à sa place. Son naturel fait mouche. La scène est tournée sans difficulté. De jour en jour, Delon prend goût à son nouveau métier :
« Je ne connaissais rien de ce métier-là. Tout ce que je connaissais du cinéma c’était Jean Gabin, Michèle Morgan, Jean Marais. Et je ne me sentais pas capable, je ne savais pas dans quoi j’allais me fourrer… Quinze jours après avoir commencé je suis tombé amoureux de mon métier, c’est-à-dire amoureux de la caméra. »».
Autour de lui, l’étonnement est général. La presse commence à s’intéresser à ce nouveau venu et le magazine Cinémonde publie deux articles.
Sur le plateau, le charisme d’Alain Delon opère pleinement. Il incarne un tueur à gages, chargé par Henri Godot dit Riton (interprété par Jean Servais) d’éliminer les gêneurs. Sa première apparition à l’écran le montre assis en face de son patron, aux côtés d’un autre homme de main, joué par Jean Lefebvre. Le choix du polar n’est pas anodin. Delon est déjà fasciné par ce genre, auquel il restera fidèle tout au long de sa carrière. Son personnage de Jo esquisse déjà les contours de ce qu’on appellera plus tard les héros deloniens.
Quand la femme s’en mêle sort en salles le 15 novembre 1957, Delon vient de fêter ses 22 ans. Son nom figure seul à l’écran (juste après celui de Jean Lefebvre), signe de la confiance qu’Yves Allégret lui accorde. À ce moment-là, son père, Fabien Delon, découvre par hasard une affiche. En passant devant un cinéma, il croit reconnaître la silhouette de son fils. Il s’approche et, au bas de l’image, lit : Alain Delon. Son fils est devenu acteur. Le film ne dépasse pas le million d’entrées. Le public préfère des films spectaculaires comme Le Pont de la rivière Kwaï, ou romantiques, tels que ceux où triomphe Romy Schneider en Sissi.
Malgré tout, plusieurs journalistes repèrent Delon. Un constat s’impose : Alain Delon possède un vrai don, ou du moins une présence unique, ce qui est déjà beaucoup au cinéma.
Delon, lui, pense n’avoir signé que pour un coup d’essai. Il accepte Quand la femme s’en mêle comme une expérience unique, avant de reprendre sa route. Trop tard : le virus du cinéma l’a contaminé. Edwige Feuillère l’encourage vivement à continuer et elle lui présente même son agent, Olga Horstig, qui représente déjà Danielle Darrieux, Michèle Morgan et une étoile montante : Brigitte Bardot. Alain Delon devient pleinement acteur.
Feuillère le pousse à tenter un rôle important : celui de l’amant d’Yvette Maudet, voleuse et meurtrière bientôt jugée aux assises, dans En cas de malheur, le prochain film de Claude Autant-Lara. Delon en rêve mais le rôle lui échappe.

### Ascension (1958-1959)

#### Notoriété grandissante
Alain ne reste pas longtemps sur la touche. Yves Allégret, impressionné par sa performance, en parle à son frère Marc Allégret, également cinéaste, qui cherche de nouveaux visages pour son prochain film : Sois belle et tais-toi. Il s’agit d’une comédie policière portée par Henri Vidal, l’ex-mari de Michèle Cordoue. Le titre, volontairement provocateur, correspond à la dernière réplique du film. Marc décide d’engager Alain Delon en même temps qu’un autre jeune acteur fraîchement sorti du Conservatoire : Jean-Paul Belmondo.
Grâce à son agent Olga Horstig, Delon obtient un cachet de 600 000 francs, soit 50 % de plus que pour son film précédent. L’histoire du film met en scène une bande de jeunes mêlés à un trafic d’appareils photo… qui dissimulent en réalité des bijoux. Un fringant inspecteur de police vient dénouer l’affaire. Pour Marc Allégret, l’objectif est surtout de valoriser les deux vedettes principales : Henri Vidal et Mylène Demongeot. Cette dernière hérite d’un rôle que le scénariste Roger Vadim destinait initialement à sa fiancée : Brigitte Bardot. Lors du tournage, il emprunte la Renault 4CV de Pascal Jardin, le second assistant du réalisateur, contre l'avis du propriétaire du véhicule. Dans le tunnel de Saint-Cloud, la voiture empruntée effectue cinq tonneaux. Le véhicule est détruit et Alain Delon s'en sort avec une cicatrice sous le menton qui deviendra caractéristique de son image.
Delon incarne Loulou, un petit caïd. Il participe à plusieurs scènes musclées : poursuite en voiture, bagarre contre Henri Vidal, escalade, maniement d’arme… et même un coup de feu. Côté critique, sa performance est remarquée.
Sois belle et tais-toi sort en mai 1958 et approche les deux millions d’entrées. Le public lui préfère cependant les jeunes des Tricheurs de Marcel Carné. Le nom de Delon est d’ailleurs brièvement envisagé pour Les Tricheurs, il passe une audition mais Marcel Carné lui préfère Jacques Charrier.
En mai 1958, Alain Delon profite de sa notoriété grandissante pour revenir au Festival de Cannes, où il est cette fois pleinement admis dans le monde du cinéma. Les photographes l’immortalisent au bras de plusieurs comédiennes en vogue, parmi lesquelles la mystérieuse Bella Darvi, avec qui il fait du bateau — même s’il déteste la mer —, et la blonde Estella Blain, qu’il accompagne en smoking à une projection officielle. Bella, de sept ans son aînée, multiplie les avances. Déjà maîtresse du redoutable producteur Darryl F. Zanuck, elle n’hésite pas à déclarer être « folle de lui ». Delon, absorbé par ses nouvelles obligations, ne trouve pas le temps de voir Sissi face à son destin, qui représente l’Allemagne cette année-là au festival. Il passe pourtant à côté du charme de la jeune actrice principale. De retour à Paris, il entame une liaison avec la danseuse Rita Cadillac du Crazy Horse, célèbre cabaret dirigé par Alain Bernardin, un ami de Delon.
À la fin de l’année, la presse publie une photo rassemblant les nouveaux espoirs du cinéma français, millésime 1958. Y figurent Jean-Claude Brialy, Pierre Brice, Alain Saury, Jacques Charrier, Maurice Sarfati, Georges Poujouly, et bien sûr Alain Delon. Tous ne connaîtront pas le même destin.

#### Naissance d'un couple mythique
Alain Delon réside désormais au 3 quai Malaquais, face à la Seine, dans un quartier paisible voisin de l’Institut de France. Il loge chez Georges Beaume, un journaliste qu’il a rencontré lors du Festival de Cannes 1957. Grand lettré et cinéphile, il travaille pour Cinémonde et mène parallèlement une carrière d’écrivain, critique d’art, producteur et agent artistique. Grâce à sa parfaite connaissance des arcanes du monde cinématographique, Georges devient un précieux conseiller pour Alain. Il lui indique les bonnes personnes à rencontrer, les projets à privilégier, les soirées où se montrer, mais aussi les pièges à éviter pour un jeune premier. Car Delon déborde déjà de propositions, certaines farfelues comme Père et mère inconnus ou Le Bouc étourdi, d’autres plus sérieuses comme Le Jugement de Salomon que prépare un temps André Michel, avant de se tourner vers l’adaptation de Sans famille. Georges Beaume préfère guider son protégé vers des voies plus solides.
Convaincu qu’un tel charisme ne suffit pas, Beaume incite Alain à approfondir son art. Il l’encourage à se cultiver davantage, car Delon connaît encore peu de films. En quelques semaines, ce dernier devient un véritable cinéphage. Il se passionne pour des acteurs aussi divers que Gary Cooper, Gérard Philipe, Montgomery Clift, Burt Lancaster et James Dean, mais sa préférence reste au tourmenté John Garfield, mort d’une crise cardiaque à 39 ans.
Pendant ce temps, Michel Safra, producteur, perçoit le succès des romances en uniforme et développe un projet ambitieux : Christine, adaptation de la pièce Liebelei d’Arthur Schnitzler, transposée dans la Vienne de 1806. L’univers d’aristocrates et de militaires séduit le public, porté par la vague des films Sissi. Pour ce rôle féminin principal, Safra engage Romy Schneider, déjà star adulée dans toute l’Europe.
Reste à trouver son partenaire masculin. Plusieurs candidats passent : Gérard Blain décline, peu séduit par l’idée d’un uniforme de lieutenant. Jacques Charrier, encore méconnu, refuse également. Louis Jourdan, envisagé un temps, est écarté en raison de son âge (37 ans). C’est alors que Georges Beaume et Olga Horstig saisissent l’occasion pour défendre la candidature de Delon. Le producteur objecte qu’il est certes très photogénique, mais qu’il n’a joué que des rôles de voyous, et que son passé militaire ne fait pas de lui un officier autrichien convaincant. Malgré tout, il accepte de lui faire passer des essais dans les costumes des Grandes Manœuvres, romance en uniforme avec Gérard Philipe et Michèle Morgan. Parmi les autres postulants figurent Jean Piat, Paul Guers et Jacques Toja. Les bandes d’essai sont envoyées en Allemagne, où Romy Schneider doit trancher. Elle choisit Delon. À peine engagé, Alain demande que le rôle de son meilleur ami dans le film soit confié à Jean-Claude Brialy. Ce dernier n’en revient pas : il est impressionné par la capacité de persuasion de Delon.
Tout commence le 10 avril, Alain reçoit pour mission d’accueillir Romy Schneider à l’aéroport d’Orly. La production orchestre la rencontre dans les moindres détails. Il doit lui tendre un bouquet de fleurs et afficher son plus beau sourire. L’événement attire la presse : c’est la première fois que la star allemande – forte de plus de 18 millions d’entrées en France avec la trilogie Sissi – vient travailler à Paris. Ni l’un ni l’autre ne se montre vraiment à l’aise. Pour tous les deux, cette rencontre a des allures de corvée.
L’avion atterrit, la porte s’ouvre, Romy apparaît, accompagnée de sa mère, la comédienne Magda Schneider. Elle aperçoit un jeune homme impeccable qui s’approche. Plus tard, Romy confiera avoir trouvé ce jeune Français trop parfait, presque surfait : trop beau, trop jeune, trop bien coiffé, trop bien habillé. La mise en scène entière lui paraît artificielle. À cela s’ajoute la barrière linguistique. Alain ne parle pas allemand, Romy ne parle pas français.
La journée de Romy est entièrement planifiée : essayage de costumes, présentation aux techniciens, rendez-vous médiatisé le soir même au Lido, en présence des photographes. Au cabaret, ils dansent. Alain tente un mot d’allemand : Ich liebe dich. « Je t’aime. ». Un peu prématuré… La soirée reste aussi fade que la cérémonie d’Orly et chacun rentre de son côté. Le lendemain, Romy repart pour Ibiza se reposer. Alain lui adresse une lettre enthousiaste où il se réjouit de leur prochaine collaboration. Elle lui répond poliment, l’échange reste très convenu. Sur le tournage de Christine, Romy est l’incontestable vedette. Son cachet atteint 75 millions de francs, contre 400 000 pour Delon, qui a accepté un gros rabais pour obtenir le rôle. Le 22 mai, à l’occasion du bal d’inauguration du Festival du Film de Bruxelles, la production envoie le « couple vedette » pour assurer la promotion. Romy, accompagnée de sa mère, voyage en avion ; Alain, moins choyé, prend le train. La réception, organisée dans le cadre de l’Exposition universelle, est somptueuse. Mais les deux jeunes acteurs dînent séparément : elle à la table allemande, lui à la table française. Après quelques danses, Alain propose à Romy de l’accompagner à sa table. Alain suggère qu’ils rentrent ensemble en train et Romy accepte. Pendant le trajet, l'ambiance s’allège. Peut-être les prémices d’une idylle ? Romy, en tout cas, montre une volonté nouvelle de s’affranchir de l’emprise maternelle. Début juin, après un court séjour en Allemagne, elle revient à Paris pour les essayages de costumes, de perruques, de maquillage, et participe à des répétitions de valse dans un studio à Pigalle.
À Neuilly, Delon et Brialy s’entraînent à l’équitation à la viennoise. Le tournage commence, d’abord à Paris et Versailles. Romy découvre alors un Delon bien différent de l’image lisse qu’elle avait perçue.
Quelques jours après le début du tournage, incident : en conduisant trop vite, Alain coince sa voiture entre deux rames de tramway et la circulation est bloquée. Les acteurs n’arrivent pas sur le plateau : la production, furieuse, envisage de les remplacer. Gaspard-Huit s’y oppose fermement. Fin juillet, l’équipe se rend à Vienne pour les extérieurs. L’atmosphère se détend. Alain découvre la popularité folle de Romy, quasi impériale. Pour éviter la foule, elle entre par une porte de service mais reste d’une ponctualité et d’une simplicité exemplaires.
La presse flaire l’idylle. Elle apprend que Romy rejoint Alain à l’hôtel Sacher : sa mère entre dans une colère noire. Les week-ends, le trio part en virée, partageant les frais. Alain, cependant, se montre très généreux avec Romy, ce qui agace un peu les autres. Un dimanche, ils prennent la route vers Salzbourg : Romy, de son côté, reste exigeante. Elle sait que le succès du film repose sur elle. Son nom apparaîtra au-dessus du titre, celui d’Alain en petit, en bas.
Le 30 août, le tournage s’achève. Alain s’apprête à quitter l’Autriche. À l’aéroport, Romy l’accompagne : avant d’embarquer, il l’embrasse tendrement. Elle rentre chez elle en larmes. Dans l’avion, Delon se sent aussi bouleversé et confie son trouble à Georges Beaume.
Le lendemain, Romy retourne à l’aéroport, censée s’envoler pour Cologne. Mais elle change d’avis au comptoir : elle achète un billet pour Paris. Elle choisit la liberté : elle appelle Alain et il vient aussitôt la chercher à Orly.
Ils s’installent quai Malaquais.
Très vite, les journalistes s’emparent de l’histoire. Le couple Delon-Schneider devient l’un des plus médiatisés du moment : beaucoup les surnomment déjà « Les fiancés de l’Europe ». Romy n’a que 20 ans, Alain 23. Leur carrière les accapare et les contrats s’enchaînent. Romy tourne dans Éva ou les Carnets secrets d'une jeune fille, un film sans grand intérêt qui l’ennuie. Alain, de son côté, accepte Faibles Femmes, une comédie légère dans laquelle il ne se reconnaît pas. Il retrouve Mylène Demongeot et partage également l'affiche avec d'autres jeunes premières, Pascale Petit et Jacqueline Sassard.
Mais au quotidien, la pression est forte : les paparazzis les traquent. La presse allemande réclame le retour de sa star au pays. Et la famille Schneider, solidaire, tente de soustraire Romy à l’emprise du sulfureux Delon. Appels téléphoniques incessants, lettres critiques, rumeurs… Tout est bon pour discréditer le jeune Français. Romy, prise dans cette tempête, lutte tant bien que mal. Pour retrouver un peu de paix, le couple se réfugie à Tancrou, en Seine-et-Marne, à environ 70 km de Paris. Alain y achète un ancien prieuré, conseillé par son ami Georges Beaume. La demeure se situe rue de l’Église, près d’une église désaffectée, au bord de la Marne. La maison blanche, entourée de verdure, devient leur havre.
Le film Christine sort dans les salles le 24 décembre 1958, en pleine période de fêtes. La concurrence est rude et le film est accueillie avec tiédeur : on lui reproche d’être une simple bluette viennoise. Mais la province adhère, et le film atteint près de 3 millions d’entrées, même si cela reste deux fois moins que les chiffres de Sissi. En Allemagne, l’accueil est beaucoup plus froid. Les critiques de la presse allemande sapent peu à peu la popularité de Romy. Christine chute à la 28e place du box-office, loin des sommets atteints par ses précédents succès. Fait rare pour l’époque : Christine sort simultanément dans une cinquantaine de grandes villes européennes. La critique, en revanche, souligne la transformation d’Alain Delon dans son rôle.

#### Delon, jeune premier du cinéma européen
Alain Delon est en pleine ascension. Alors que Christine n’est pas encore sorti, il enchaîne déjà un quatrième tournage, avec encore une fois un rôle principal. La comédie romantique Faibles Femmes lui permet d’endosser le rôle d’un homme à femmes qui fait chavirer le cœur de trois jeunes héroïnes : Agathe (Pascale Petit), Sabine (Mylène Demongeot) et Hélène (Jacqueline Sassard). Il lui faudra en choisir une, qu’il épousera finalement... après avoir suscité des élans criminels chez chacune. Le film est mis en scène par Michel Boisrond, ancien assistant de René Clair et de Jean Cocteau. Le scénario est signé Annette Wademant, son épouse. Le tournage débute le 8 septembre 1958. Dès les premières heures, l’ambiance se dégrade : Delon se retrouve malgré lui impliqué dans un conflit entre le réalisateur et le producteur, Paul Graetz. Le premier souhaite confier le rôle d’Hélène à Agnès Laurent, tandis que le second lui préfère Jacqueline Sassard. Le désaccord remonte jusqu’au directeur du Centre du cinéma, organisme de tutelle des productions. C’est ainsi qu’Alain découvre les coulisses tendues du cinéma. Il comprend que s’imposer dans ce milieu requiert parfois de défendre âprement ses choix : une leçon qu’il retiendra.
Dans ce climat apaisé, le tournage reprend. Dans une séquence, Delon doit affronter ses trois partenaires lors d’une bagarre chorégraphiée Son énergie débordante l’amène à oublier de retenir ses coups, et Mylène Demongeot en garde quelques bleus. Son vrai clash est avec Pascale Petit. Elle n’est pas charmée par lui, le jugeant « fade » et lui préférant Pierre Mondy, « plus chaleureux ». Elle l’accuse également d’arriver constamment en retard à cause de ses virées nocturnes. Un jour, ses retards provoquent un incident. Les actrices, nues pour leur séance de maquillage-bronzage avant la scène de piscine, ferment la porte à clé. Pascale va ouvrir : il entre brusquement, la renverse et son peignoir s’ouvre. Furieuse, elle lui flanque une gifle : Delon réplique avec une claque plus violente qui lui tuméfie la joue gauche. Pascale quitte le plateau, refuse de tourner, puis accepte de revenir à condition qu’Alain s’excuse. Il refuse et elle tourne tout de même. Un jour, alors qu’elle est dans sa loge, Delon y entre pour la première fois. Il dit regretter leur dispute et confie être amoureux d’elle : Delon propose même de l'épouser mais elle refuse.
Faibles Femmes sort le 11 février 1959. Les critiques sont partagées. D’autres voix sont plus enthousiastes et le public suit : plus de 2,3 millions de spectateurs en France. Le film cartonne aussi au Japon, où la popularité de Delon commence à prendre racine.
Alain aurait pu continuer à camper des séducteurs. Jean-Pierre Mocky pense à lui pour Les Dragueurs, mais le rôle revient à Jacques Charrier. Delon ne tient pas à se retrouver piégé dans ce type de personnage et veut explorer des rôles plus variés.
Son prochain projet est lancé : Le Chemin des écoliers, avec Bourvil dans le rôle de son père, et Lino Ventura à l’affiche. Y figurent aussi Françoise Arnoul, Jean-Claude Brialy et Pierre Mondy. Même ambiance, même auteur (Marcel Aymé), mêmes scénaristes (Aurenche et Bost). Delon y joue un adolescent de 17 ans, puceau et amoureux : pas de scène forte pour lui, les rôles clés reviennent aux adultes. Alain se lie avec Ventura grâce à leur passion commune pour le sport.
Le 8 mars 1959, sur le plateau, Alain annonce ses fiançailles avec Romy. Deux semaines plus tard, les fiançailles officielles ont lieu en Suisse, au bord du Lac de Lugano.
Le Chemin des écoliers sort en septembre 1959 : plus de 2,5 millions d’entrées.
En moins d’un an, Delon a enchaîné trois succès : Christine, Faibles Femmes et Le Chemin des écoliers. Il est devenu un acteur incontournable. Mais le risque d’enfermement dans le rôle de jeune premier est réel. Un projet de Jacques Becker, aux côtés d’Orson Welles et Brialy, tombe à l’eau. C’est finalement René Clément qui lui offrira une nouvelle voie. Lui, deux fois oscarisé, prépare un thriller solaire tourné en pleine Méditerranée.

### Apogée du mythe Delon (1959-1969)

#### La consécrationPlein Soleil

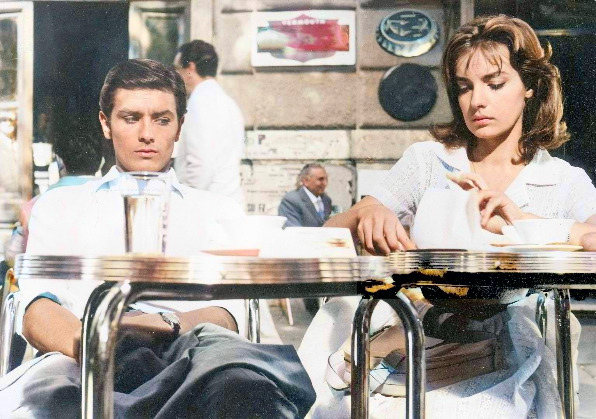
Alain Delon aux côtés de Marie Laforêt, sur le tournage de Plein Soleil en 1959.

En 1959, René Clément adapte The Talented Mr. Ripley, roman de Patricia Highsmith, sous le titre Plein Soleil. L'intrigue entrelace trois personnages centraux : Philippe Greenleaf, héritier riche et désinvolte, sa compagne Marge, et Tom Ripley, jeune homme sans ressources, missionné par le père de Philippe pour le convaincre de revenir à San Francisco, moyennant une somme de 5 000 dollars. Ce triangle relationnel conduit à un crime : Ripley assassine Greenleaf et prend son identité, dans le but de s’approprier ses biens. Clément souhaite des acteurs jeunes, au physique avantageux, car il veut que l'apparence des personnages masque leurs tensions intérieures. Alain Delon ne fait pas tout de suite partie de ses choix. Sur les conseils de Georges Beaume, Clément visionne Faibles Femmes : il trouve Delon maladroit, mal assuré, mais reconnaît en lui un indéniable pouvoir de séduction. Il décide alors de le rencontrer et lui propose d'interpréter Philippe Greenleaf. Jacques Charrier doit jouer Ripley.
Delon est convié chez le réalisateur pour confirmer son engagement, en présence de Bella Clément et des frères Hakim. Après avoir étudié le scénario, Delon décline et annonce vouloir plutôt incarner Ripley. Il se remémore de la réaction des producteurs : « Ce fut horrible. Les frères Hakim, Robert surtout, hurlaient : « Comment ! Vous osez ! Vous n'êtes qu'un petit con ! Vous devriez payer pour le faire ! » Ça a duré jusqu'à deux heures du matin, constamment à la limite de la rupture définitive. Et puis est venu un grand silence impressionnant, je m'en souviens très bien. Et dans ce silence est tombée la voix de Bella Clément : « Rrrené chérri, le petit a rrraison ». Et jusqu'à quatre heures du matin, elle a expliqué pourquoi le petit avait raison »,. Clément cède et convainc les producteurs : Delon incarnera donc Ripley. Il touchera un cachet de 35 millions de francs, identique à celui de Chemin des écoliers, mais cette fois en tête d’affiche, à 23 ans. Charrier se désiste et le rôle de Greenleaf échoit à Maurice Ronet.
Le tournage a lieu d'août à octobre 1959, principalement dans le sud de l’Italie. Delon se montre très impliqué dans son rôle. Très vite, Delon et Clément développent une relation quasi filiale. Des scènes difficiles, comme celle du meurtre sur le bateau, sont filmées dans des conditions météorologiques extrêmes. Delon s'entend bien avec Ronet et Romy Schneider, qui fait une apparition non créditée. Il entame aussi une liaison avec le mannequin Nico. Plein soleil sort en mars 1960, en pleine guerre d'Algérie. L’affiche met en avant Delon, torse nu, sur fond de ciel bleu. La critique est élogieuse. Le film attire 2,4 millions de spectateurs et Patricia Highsmith apprécie le jeu de Delon. Le succès est aussi international et Delon devient une star mondiale,.
C’est une période où de nouveaux talents émergent, où de jeunes comédiens attirent l’attention. Cela se vérifie notamment lors du casting du Classe tous risques, premier film de Claude Sautet. Celui-ci recherche un jeune acteur crédible pour donner la réplique à Lino Ventura, dans le rôle d’un gangster en fuite. Les noms de Gérard Blain, Laurent Terzieff et Alain Delon sont proposés. Toutefois, soutenu par Ventura, Sautet maintient son choix et impose Belmondo. De son côté, le cinéma italien commence à s’intéresser à Delon. Mauro Bolognini envisage de lui confier le rôle d’Antonio dans Le Bel Antonio mais les producteurs choisissent finalement Marcello Mastroianni, plus populaire en Italie.

#### Triomphe en Italie, le pygmalion Visconti
Olga Horstig continue de gérer les intérêts d'Alain Delon. Dotée d’un impressionnant carnet d’adresses, elle compte parmi ses proches de nombreuses figures influentes du milieu, notamment Luchino Visconti. Déjà reconnu pour Senso, le cinéaste italien souhaite explorer un sujet qui lui est personnel. Pour mettre en scène le destin de cinq frères – Rocco, Vincenzo, Simone, Ciro, Luca – et de leur mère Rosaria, Visconti s’appuie sur un roman existant. Famille modeste, leurs conditions les poussent à envisager une carrière dans la boxe pour Rocco et Simone. Autour d’eux, gravite Nadia, jeune prostituée et compagne de Simone. Mais lorsque Rocco revient du service militaire, il retrouve Nadia et noue une relation avec elle. En l’apprenant, Simone, ivre de jalousie, viole Nadia sous les yeux de son frère. Rocco retourne à la boxe, Nadia à la prostitution. Simone, incapable de supporter cette situation, la tue. Rocco tente de le soutenir, mais la cellule familiale est irrémédiablement brisée.
Ce récit intense est à la hauteur des ambitions de Visconti, et nécessite une distribution solide. Parlant parfaitement le français et partageant sa vie entre Paris et Rome, le réalisateur cherche ses acteurs des deux côtés des Alpes. Il pense à Jeanne Moreau pour le rôle de Nadia : elle refuse. Il se tourne alors vers Annie Girardot, moins connue à l’époque, qu’il a déjà dirigée au théâtre. Elle accepte. Pour incarner Simone, il choisit Renato Salvatori, au physique robuste de boxeur. Mais pour Rocco, aucun nom ne lui vient.

Olga lui demande alors une description aussi précise que possible du personnage. Visconti lui expose en détail le physique et la psychologie de Rocco. Peu après, elle accompagne Alain Delon à Londres pour assister à la première de Don Carlos de Giuseppe Verdi, mise en scène par Visconti au Covent Garden. À l’issue de la représentation, Delon est présenté au réalisateur. Visconti se contente de l’observer et déclare :
— « Vous êtes Rocco. J'ai vu Plein soleil, Rocco ce sera vous ! ».
Une simple poignée de main scelle cet accord. Des essais concluants à Rome confirment l’engagement de Delon début mars 1959, près d’un an avant le début du tournage. Visconti ne laisse aucune place au doute :
« Alain Delon est Rocco. Si on m'obligeait à prendre un autre acteur, je renoncerais à faire le film. J'ai écrit le rôle pour lui, il est le personnage central de l'histoire. ».
Pour incarner au mieux son personnage de boxeur, Delon se plonge dans un entraînement physique intense. Parallèlement, Alain s’exerce aussi avec Jacques Villedieu, un ami amateur éclairé de boxe.

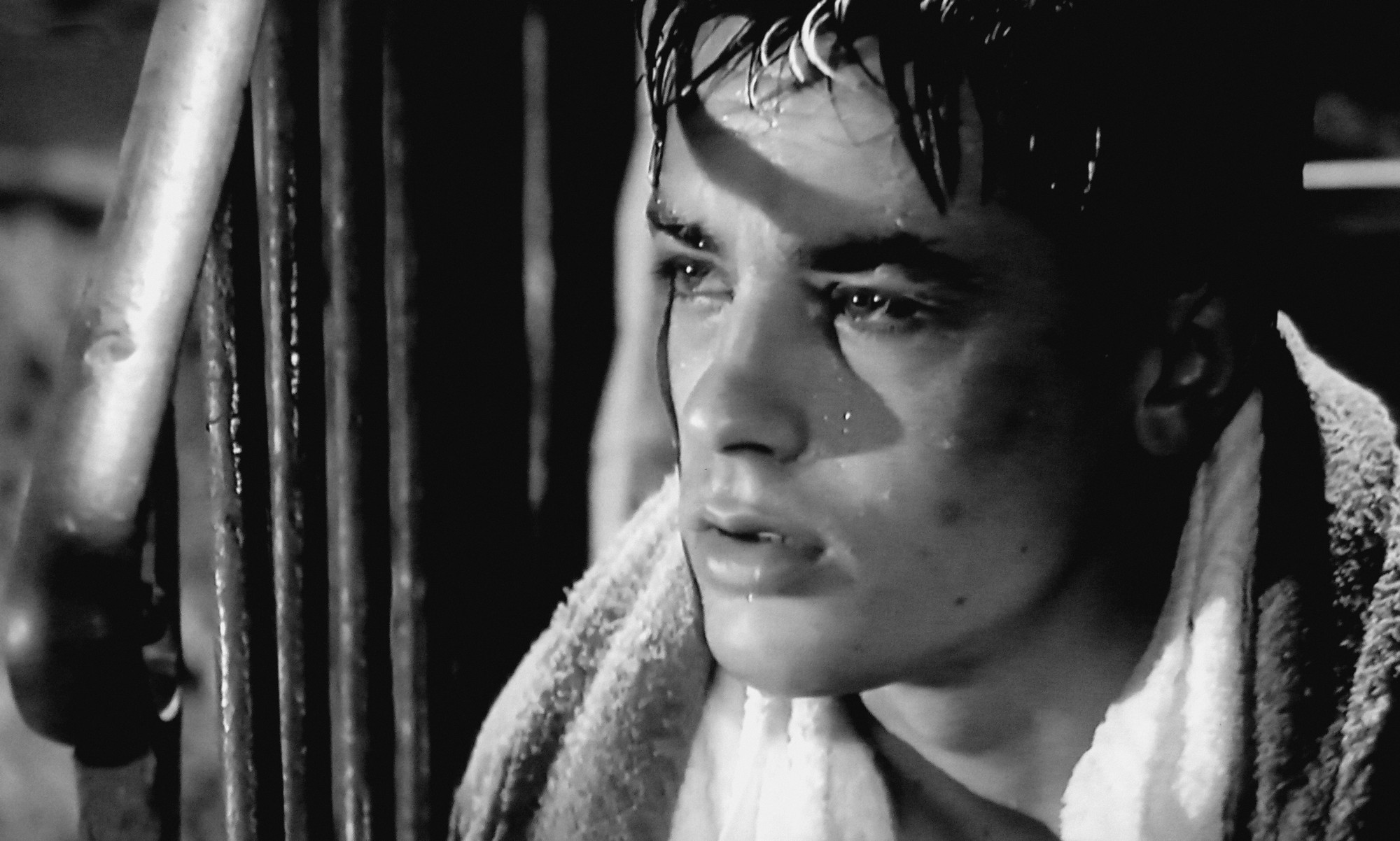
Alain Delon dans Rocco et ses frères de Luchino Visconti (1960).

Le tournage débute le 22 février 1960 à Milan, la ville natale de Visconti. Comme c’est souvent le cas en Italie, le film est tourné sans prise de son directe. Delon parle la plupart du temps en français, surtout face à Annie Girardot, mais il échange aussi en italien avec les autres acteurs. S’il avait été impressionné par l’attention au détail de René Clément, Delon découvre ici un degré supérieur d’exigence. Visconti veille à tout : Delon devient rapidement le favori du cinéaste, bénéficiant d’une grande liberté, alors que Salvatori, lui, subit une pression constante, devenant le souffre-douleur du tournage. Les spéculations vont bon train sur la nature exacte de la relation entre Delon et Visconti. Pourtant, les rumeurs ne seront jamais confirmées.
Rocco e i suoi fratelli, déjà auréolé d'une réputation sulfureuse, est projeté à travers toute l'Italie. À la fin de sa diffusion, le film de Visconti se classe en deuxième position des productions italiennes de l'année, juste derrière La Dolce Vita de Federico Fellini. Le personnage incarné par Delon, devient un symbole de cette jeunesse désemparée : l’acteur réalise une prestation magistrale qui marquera sa carrière. La France devra attendre le 10 mars 1961 pour découvrir le film polémique. Moins virulent qu’en Italie, Rocco continue pourtant de susciter de vives passions et donne naissance à de nouvelles tentatives de censure. Le public veut juger par lui-même, et plus de 2 millions de spectateurs se pressent dans les salles.

#### Des projets à foison

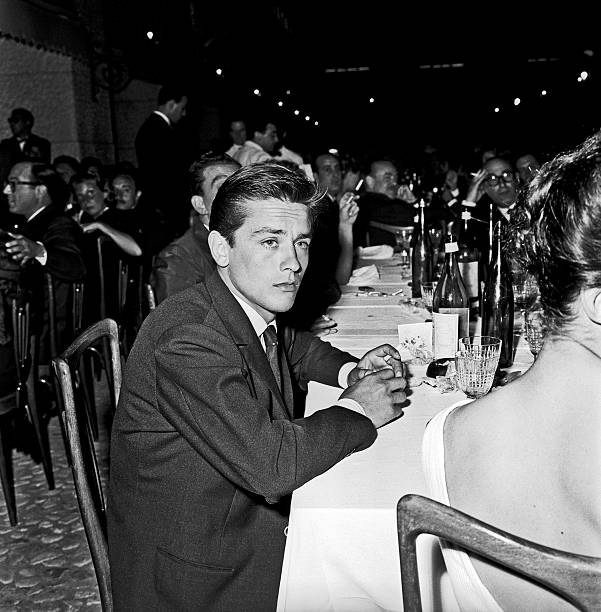
Alain Delon en 1961 à Rome.

Si Visconti en sort grand gagnant, Delon tire également profit de ce film et devient un acteur recherché. Sa carrière prend une dimension internationale :
- Durant le tournage de Rocco e i suoi fratelli, Luchino Visconti le présente au réalisateur américain Vincente Minnelli, de passage à Rome[cg]. Ce dernier, connu pour ses succès comme Un Américain à Paris et Tous en scène, prépare une grande production pour la Metro-Goldwyn-Mayer, Les Quatre Cavaliers de l'Apocalypse, une fresque se déroulant pendant la Seconde Guerre mondiale, mettant en scène une famille riche déchirée entre le côté nazi et le côté allié[cg]. Vincente est en quête d'acteurs pour étoffer son casting international. Visconti organise un dîner entre Minnelli et Delon[cg]. L’Américain est conquis, et informe aussitôt la MGM qu'il a trouvé la perle rare[cg]. À Hollywood, une enquête rapide aboutit cependant à une double conclusion : la célébrité de Delon se limite au marché européen et son accent français est trop marqué[cg]. Delon est écarté.
- Mais Minnelli n'est pas le seul à remarquer Delon[cg]. La Warner a l’idée un peu étrange de produire un remake de la célèbre trilogie de Marcel Pagnol, avec des acteurs français jouant en anglais[cg]. Il s'agit en réalité de l'adaptation de Fanny, une comédie musicale à succès de Broadway. Alain Delon est évoqué pour incarner Marius, mais le réalisateur Joshua Logan choisit finalement Horst Buchholz[cg].
- Simultanément, les producteurs britanniques prennent également en considération Delon pour un projet où il partagerait l'affiche avec Marlène Dietrich, Le Visage du plaisir (The Roman Spring of Mrs. Stone), d'après un roman de Tennessee Williams[cg]. Le projet ne verra le jour qu'en 1962 et sans Delon[ch].
- Par ailleurs, l'Américain Anatole Litvak projette de porter à l'écran le roman français Aimez-vous Brahms… de Françoise Sagan[ch]. Yves Montand signe ensuite pour l’un des rôles, et comme l’action se déroule à Paris, de nombreux comédiens français sont sollicités[ch]. Alain Delon est alors envisagé pour incarner le jeune amant de la séduisante Paula, mais c’est finalement Anthony Perkins qui décroche le rôle[ch].

Ainsi, bien que Delon n’ait pas encore trouvé sa place dans ces productions américaines, son nom commence à circuler, et ce n’est que le début de son ascension.

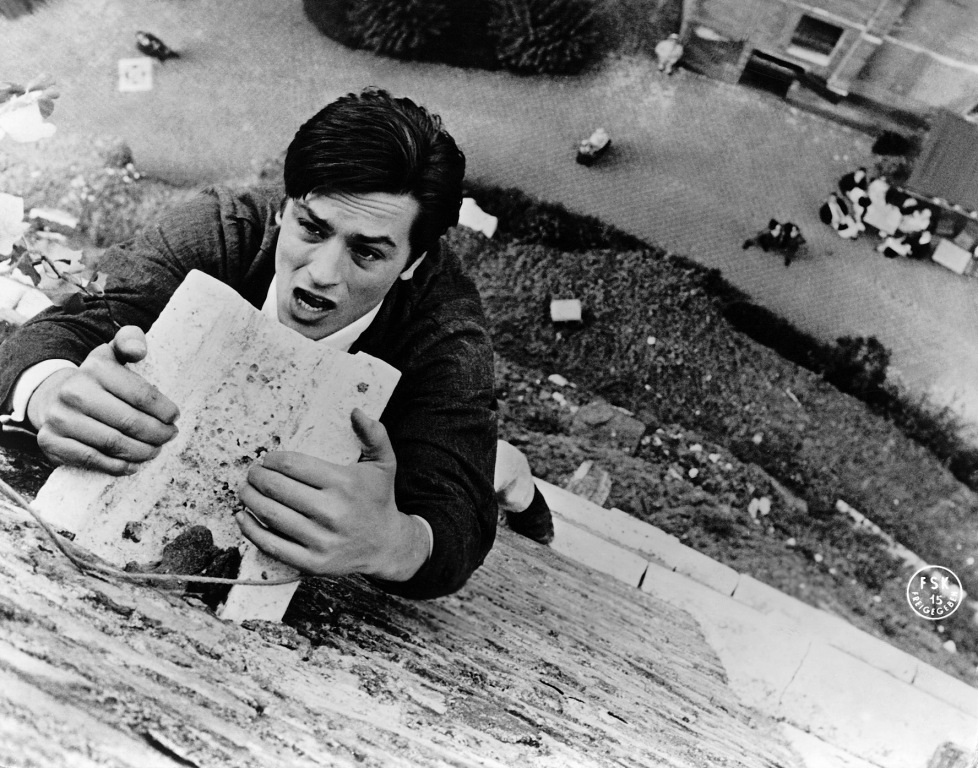
Alain Delon dans une scène du film Quelle joie de vivre en 1961.

Romy Schneider et Alain Delon dans Dommage qu'elle soit une putain de John Ford, Théâtre de Paris, 1961.

À Rome, Alain Delon tourne Quelle joie de vivre (Che gioia vivere) avec René Clément. Il retrouve Visconti, qui lui propose de s'essayer au théâtre. Delon explique cette nouvelle expérience : « Depuis très longtemps j'avais envie de faire du théâtre. Par amour du théâtre et ensuite parce que parmi tous les jeunes acteurs du cinéma français je suis le seul à n'avoir jamais fait de théâtre ! ». La pièce proposée : Dommage qu'elle soit une putain, un drame élisabéthain de John Ford. Delon confie la traduction du texte à son ami Georges Beaume. Visconti souhaite que Romy Schneider, compagne de Delon, tienne le rôle principal féminin. Les représentations font salle comble, la pièce tourne dans toute l'Europe — Naples, Rome, Milan, Londres, Bruxelles. En revanche, la critique n'est pas tendre. Il revoit à l'issue d'une représentation de la pièce un membre de sa famille : son demi-frère Jean-François.
En parallèle, Alain Delon parvient à se libérer des répétitions pour jouer dans Les Amours célèbres, renouant ainsi avec Michel Boisrond. Le long-métrage comprend quatre histoires : Delon tient un rôle dans l’histoire médiévale, célébrant « l'amour pur et courtois », incarnant un duc de Bavière épris d’une modeste fille de barbier. La même année, Alain Delon commence une carrière d'homme d'affaires en achetant dans le Vieux-Nice, le restaurant La Camargue.
Alain Delon est encore associé à des rôles historiques, car deux sociétés de production envisagent simultanément de financer une nouvelle adaptation des Trois Mousquetaires d’Alexandre Dumas : dans les deux projets, l’acteur est pressenti pour le rôle d’Athos. L’une des propositions se démarque, en réunissant Delon dans le rôle d’Athos et Jean-Paul Belmondo dans celui de d’Artagnan. Ce projet retient l’intérêt de Delon, et Alexandre Mnouchkine, déjà producteur de Fanfan la Tulipe, se charge de son financement. Cependant, le second projet avance plus rapidement ; il est porté par Raymond Borderie, qui tente un rapprochement avec Mnouchkine dans l’objectif de fusionner leurs initiatives. Ce dernier refuse et Borderie poursuit seul et mène à bien sa production, confiant le rôle de d’Artagnan à Gérard Barray et celui d’Athos à Georges Descrières. Un autre projet de film historique est envisagé par Abel Gance, qui imagine faire se rencontrer deux personnages fictifs ayant réellement existé : Cyrano de Bergerac et d’Artagnan. Si de multiples acteurs sont envisagés dont Delon, Jean-Pierre Cassel obtiendra finalement le rôle de d’Artagnan, tandis que Cyrano sera incarné par l’acteur américain José Ferrer.
Par ailleurs, David Lean prépare une superproduction autour de la vie de Thomas Edward Lawrence, plus connu sous le nom de Lawrence d’Arabie. Il a choisi Peter O’Toole pour le rôle principal ; reste à répartir les autres rôles, notamment celui du chérif Ali ibn el Kharish. Parmi les acteurs pressentis figurent Alain Delon et Horst Buchholz, souvent considérés comme concurrents. Les chances de Delon sont sérieuses et il s’exerce à monter un chameau au Jardin des plantes. Toutefois, le calendrier du tournage de Lawrence d’Arabie entre en conflit avec celui du Guépard de Luchino Visconti, projet dans lequel ce dernier veut absolument le voir figurer. Visconti insiste pour que Delon se retire du film de David Lean. Ce retrait arrange Delon ; afin que les deux personnages principaux ne présentent pas des yeux bleus, il aurait dû porter des lentilles foncées qu’il ne supporte pas.
Un autre projet plus contemporain est celui de L’Aîné des Ferchaux. Fernand Lumbroso, producteur de théâtre qui se lance pour la première fois dans le cinéma, achète les droits du roman de Georges Simenon. L’histoire suit un homme d’affaires en cavale et son jeune secrétaire, ancien boxeur ; Delon est initialement engagé pour ce dernier rôle. Michel Simon et Romy Schneider sont également prévus au générique. le tournage doit débuter en juillet 1961 à Madrid, avant de se poursuivre à La Rochelle, Bordeaux et Paris. Cependant, le projet tarde à se concrétiser et Delon préférant tourner L’Éclipse avec Michelangelo Antonioni en Italie, quitte la production.
Delon est de retour en Italie pour L'Éclipse (L’Eclisse) de Michelangelo Antonioni, réalisateur salué par la critique internationale grâce à ses deux précédents longs-métrages, L’avventura et La Notte. Le film met en scène Vittoria (Monica Vitti), qui rompt avec son ancien compagnon (Francisco Rabal) pour entamer une liaison avec Piero (Delon), jeune fondé de pouvoir qu’elle connaît à peine. Avant sa présentation à Cannes, L’Éclipse sort en Italie et la presse locale l’accueille avec enthousiasme. À l’international, le film bénéficie d’un accueil critique très favorable, mais son succès auprès du public reste modéré, à l’exception du Japon, où la popularité de Delon attire massivement les spectateurs.
Alain Delon revient en France et apparaît à la télévision avec Le Chien, réalisé par François Chalais. L’histoire qu’il met en scène raconte la rencontre d’un homme avec une chanteuse allemande, dans un établissement de nuit. Le choix d’Alain Delon est motivé par la connaissance de sa passion pour les chiens. Le tournage est mené rapidement et la diffusion a lieu le samedi 10 mars 1962 à 21 h 10 sur l’unique chaîne française.

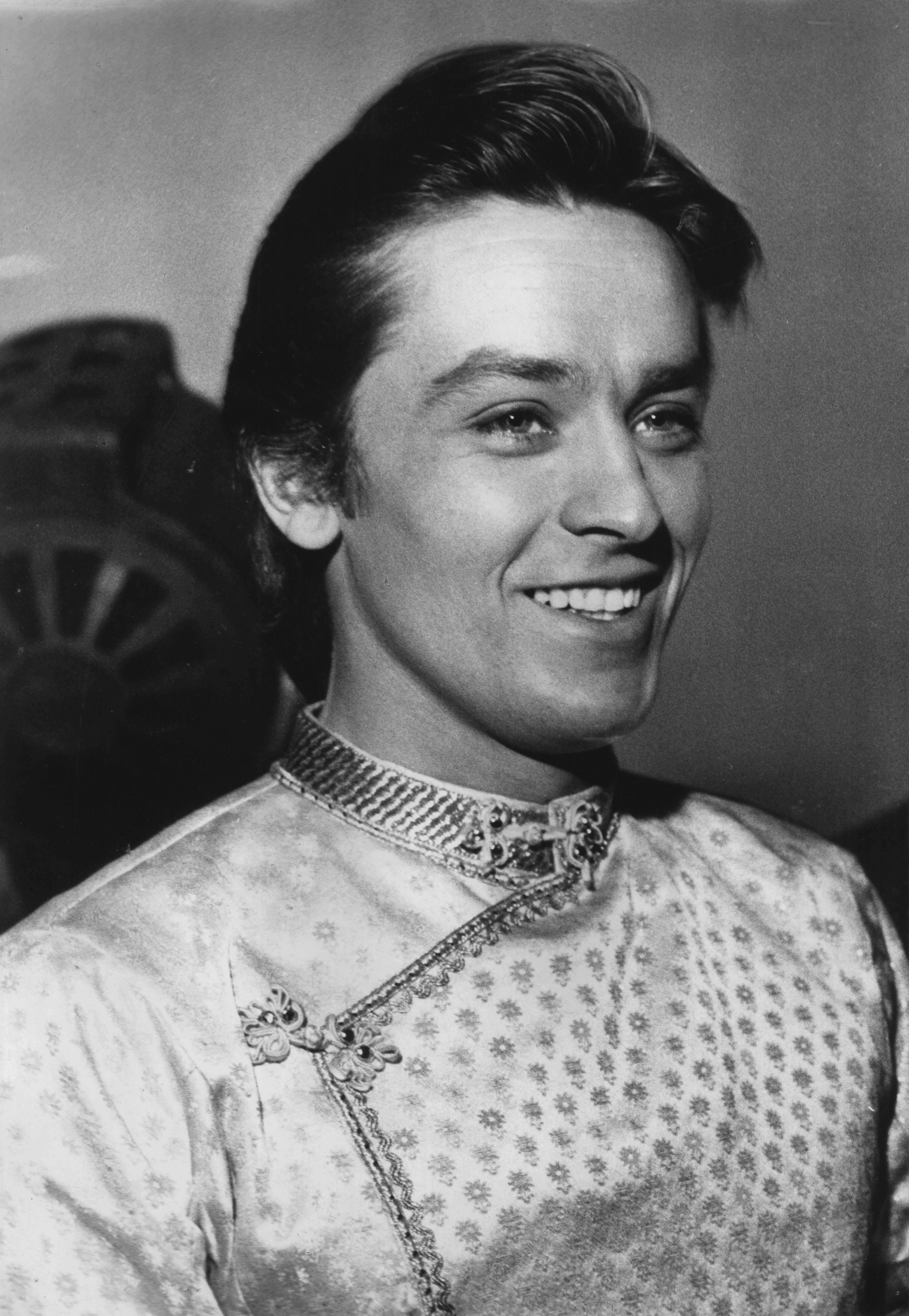
Alain Delon en 1962 à Belgrade, lors du tournage du film La Fabuleuse Aventure de Marco Polo, qui restera inachevé.

Delon change de registre en passant du téléfilm à une superproduction française. Le projet est initié par Raoul Lévy, producteur convaincu du succès des films de cape et d'épée ; il choisit de s’inspirer de l’histoire romancée de Marco Polo. Le projet débute en juin 1957 sous le titre L’Échiquier de Dieu et Lévy pense à Alain Delon pour incarner Marco Polo. La distribution se veut internationale et la réalisation est confiée à Christian-Jaque dès juillet 1957. Alors que le tournage subit plusieurs arrêts, Delon finit par quitter le projet définitivement.
Il enchaîne aussitôt avec Le Diable et les Dix Commandements de Julien Duvivier. Delon y joue dans le sketch Tes père et mère honoreras, tourné à Cabourg et au Théâtre Sarah Bernhardt. L'acteur incarne Pierre, 20 ans, qui découvre que celle qu’il pensait être sa mère est en réalité une actrice, Clarisse Ardant (Danielle Darrieux). Delon poursuit avec L’Amour à la mer, un film réalisé par Guy Gilles. Deux jeunes femmes s'arrêtent devant un cinéma d’art et d’essai où est projeté La Traversée de l’Apparenzia, un film fictif signé Jean Cocteau. Sur l’écran, elles aperçoivent dans une brève scène Juliette Gréco et « l’acteur » Alain Delon.

#### Un acteur international
Alain Delon a toujours reconnu l’importance déterminante de Luchino Visconti dans son parcours :
« Luchino Visconti fut mon maître, mon ami, mon seul véritable gourou pour employer un terme à la mode. Il m’a appris tout ce que je sais du cinéma, du métier de comédien et aussi de la vie. La plus grande partie de ce que je sais c’est à Luchino Visconti que je le dois. Quand il est mort, une partie de moi-même s’en est allée avec lui. ».
Après une période marquée par le néoréalisme, Visconti souhaite réaliser une œuvre à l’apparence plus classique : il choisit d’adapter Le Guépard (Il Gattopardo), unique roman de Giuseppe Tomasi di Lampedusa, publié à titre posthume et devenu un best-seller mondial. L’histoire retrace le destin du prince sicilien Don Fabrizio Salina, un aristocrate détaché de la réalité, qui refuse d’accepter les mutations sociales de son époque, continuant à exercer son autorité selon un modèle révolu. Pour incarner Tancrède, personnage jeune et ambivalent, il pense immédiatement à Alain Delon ; Claudia Cardinale, qui avait déjà joué dans Rocco et ses frères, est choisie pour incarner Angelica. Le choix de l’acteur pour interpréter Salina s’avère plus complexe. Plusieurs acteurs sont envisagés, Goffredo Lombardo propose finalement Burt Lancaster. Les contrats sont signés en novembre 1961. Celui de Delon précise que son nom apparaîtra à l’écran dans une taille équivalente à celui de Lancaster. Le tournage débute le 14 mai 1962 à Palerme. C’est durant le tournage qu’il apprend la naissance d’un enfant, Ari, à Paris, de sa relation passée avec Nico, qu’il refuse de reconnaître comme sien. Le tournage se termine sans Delon, engagé ailleurs. Présenté à Cannes deux mois après sa sortie en Italie, le film obtient la Palme d’or. Lors du tournage d’une scène, Visconti s’emporte publiquement contre l’acteur, un épisode qui, selon Claudia Cardinale, marque la « fin d’une longue entente » entre eux. Par la suite, Delon déclinera les projets ultérieurs de Visconti, notamment Sandra.
Alain Delon est attendu pour jouer dans Mélodie en sous-sol, un film qui s’inscrit dans la tradition du film noir. Ce projet représente pour Delon une série de premières : première collaboration avec Jean Gabin, première expérience sous la direction d’Henri Verneuil, premières répliques signées Michel Audiard, et premier rôle dans un polar classique centré sur un hold-up. À l’origine, le projet naît de l’association entre Gabin, Verneuil et Michel Audiard ; le rôle du jeune voyou est d’abord proposé à Jean-Louis Trintignant. Delon, informé du projet, souhaite y participer coûte que coûte. Reste à obtenir l’aval de Jean Gabin, qui détient un pouvoir de décision important sur le casting : une rencontre est organisée en décembre 1961 en présence de Verneuil et d’Audiard. Gabin, jugeant rapidement son interlocuteur, semble convaincu. Après avoir versé un dédomagement à Trintignant, Delon intègre le tournage de Mélodie en sous-sol, où il incarne Francis, jeune rebelle recruté par Monsieur Charles (Jean Gabin) pour un casse.

Delon s’adapte rapidement à la méthode Gabin. Celui-ci, initialement sceptique, dira finalement :
« Lorsque j'ai appris qu'on avait choisi Delon pour Mélodie en sous sol, je me suis dit qu'il n'y aura pas d'affinités entre nous. J'ai eu tort. J'aime beaucoup ce môme-là. Son sérieux en impose à tous. Il travaille comme un forcené. Il discute quand il trouve qu'un indication, un jeu de scène ne lui convient pas. C'est un battant. J'aime ça. ».
Mélodie en sous-sol sort en mars, avant Le Guépard. Avec plus de 3,5 millions d’entrées, le film se classe septième au box-office. Delon, seul acteur avec deux films dans le top 10 cette année-là (Le Guépard et Mélodie en sous-sol), entame une nouvelle phase de sa carrière.
Alain Delon apparaît brièvement dans La Femme rousse, réalisé par Helmut Käutner. Le film raconte l’histoire d’une femme d’une quarantaine d’années, lassée de son existence conjugale, qui quitte l’Allemagne pour s’installer à Venise. Delon y figure de façon furtive. Delon fait aussi une apparition dans Carambolages, film réalisé par Marcel Bluwal, comédie se déroulant dans le milieu de la publicité et traitant de l’ambition professionnelle. Le rôle principal, celui d’un directeur tyrannique, est interprété par Louis de Funès. Delon y rend visite à Jean-Claude Brialy, acteur central du film, et fait une brève apparition à la fin.
Après l’échec du projet Marco Polo, Delon garde l’envie de jouer dans un film d’aventure. Ce sera La Tulipe noire. Le film, doté d’un budget important, est réalisé par Christian-Jaque, également à la tête du projet Marco Polo. Initialement, le rôle principal devait être confié à Anthony Perkins, mais son indisponibilité ouvre la voie à Delon. L’intrigue se déroule à la veille de la Révolution française, avec un justicier masqué surnommé La Tulipe noire ; Delon y interprète un double rôle, celui des frères Guillaume et Julien. Le tournage débute en juin 1963, principalement en Espagne ; Delon y séjourne avec Francine Casanova (plus tard Nathalie Delon). Lorsqu’un photographe tente de prendre des clichés, Delon intervient et récupère la pellicule de force : cela entraîne une plainte puis une arrestation. L’incident n’empêche pas la presse internationale de publier d'autres images, rendant la relation Delon–Nathalie publique. Le 16 août 1963, Georges Beaume remet à Romy Schneider un texte signé Delon : il annonce la rupture. Le tournage se termine et La Tulipe noire sort finalement avec deux mois de retard. Le film attire 3 millions de spectateurs en France et connaît un certain succès à l'échelle mondiale (notamment en Union soviétique où il cumule 47 millions d'entrées ; en Hongrie, il se classe sixième de l'année avec 1 470 000 entrées).
Alors que le tournage de La Tulipe noire n’est pas encore terminé, celui des Félins commence. Par coïncidence et nécessité climatique, les deux productions se déroulent en partie à Nice, simultanément. Delon retrouve René Clément, qui lui propose un projet policier sous le titre provisoire Ni saints, ni saufs ; le récit met en scène un jeune play-boy impliqué avec une Américaine fortunée. Pourchassé par des gangsters agissant pour le compte du mari de celle-ci, il trouve refuge sur la Côte d’Azur, où une veuve mystérieuse s’intéresse à lui. Engagé comme chauffeur, il découvre une réalité bien différente derrière l’apparence luxueuse de la villa. La MGM s’occupe de la distribution mondiale du film et impose une actrice américaine dans le rôle principal féminin. En mai 1963, Delon se rend à Hollywood pour explorer les pistes : il rencontre Angie Dickinson ou encore Jane Fonda, qui est finalement choisie par Clément. Le rôle de la milliardaire revient à Lola Albright et le tournage débute le 1er octobre 1963.
Jane Fonda s'exprime sur Delon dans la presse :
« Je l’adore. Il est si beau. D’ordinaire, les acteurs beaux sont méchants. Lui, non. Il est sérieux et travaille comme un dingue. Il réussira en Amérique. Il est plein d’ambition et, de plus, possède déjà aux States beaucoup d’admirateurs. ».
Il ne peut assister à l’avant-première des Félins à Paris, car il est au Japon pour une rétrospective de ses films.
Delon, au tournant de sa carrière, cumule une quinzaine de films, une pièce de théâtre, et plusieurs apparitions télévisées. Il figure par ailleurs parmi les acteurs français les mieux payés et la Cinémathèque française organise en mars 1964 un Festival Alain Delon.

#### Une première société de production
Aussi, Alain Delon continue de recevoir de nombreuses propositions de rôles : l'acteur souhaite la création de sa propre société de production. Delon s’associe avec le journaliste Georges Beaume, qui élargit alors ses activités professionnelles : leur société, baptisée Delbeau, tire son nom des débuts de leurs patronymes.

À 29 ans, Delon ambitionne de produire un film conçu par Alain Cavalier. Le projet passe par différents titres : Lettre à ma mère, La Mort du loup (inspiré d’un poème de Vigny), Au bout de la nuit (référence à Céline), puis La Montagne de Kabylie, avant d’aboutir finalement au titre L’Insoumis. Alain Cavalier choisit Delon pour son passé militaire :
« J'ai fait L'Insoumis parce que je voulais tourner un film avec Delon. J'ai parlé avec lui, il m'a raconté sa vie et le plus intéressant pour moi était cette période très incertaine qu'il a passée en Indochine pendant trois ans. Petit à petit, je me suis dit que le meilleur moyen d'approcher le comédien serait de profiter des circonstances mêmes de sa vie pour écrire une histoire qui tienne debout. ».
Le personnage principal, Thomas, est un déserteur luxembourgeois de la Légion étrangère, désillusionné sur la guerre d’Algérie. Pour financer son retour, il participe à l’enlèvement d’une avocate venue défendre deux « terroristes » ; le personnage meurt à la fin du film. Jeanne Moreau est contactée pour le rôle féminin mais elle refuse. Romy Schneider est envisagée mais elle est jugée trop jeune pour le rôle ; Delon choisit finalement Lea Massari. Cavalier perçoit 100 000 francs, tandis que Delon touche sept fois plus. En raison du sujet, le tournage ne peut se faire en Algérie et a lieu dans le sud de la France. Le 6 mai 1964, Delon chute d’une dizaine de mètres. Il souffre d’un hématome et de multiples déchirures musculaires, et reste immobilisé cinq jours. L'acteur est également confronté à des difficultés personnelles : Nico lui rend visite avec leur fils Ari. Le film sort en septembre 1964. La commission de censure demande la suppression de quelques plans mais une plainte judiciaire change tout : l’avocate Mireille Glaymann, autrefois enlevée par l’OAS, s’identifie au personnage du film et porte plainte, demandant l’interdiction du film et 250 000 francs. Le tribunal ordonne le retrait du film. La société Delbeau fait appel, sans succès immédiat. Interdit en France et à l’export, le film devient un fardeau ; Delbeau cesse ses activités peu après. Avant la fermeture, elle produit Le Journal d’un combat, court métrage sur le peintre Francis Savel où Delon en assure la narration. Ce n’est qu’en décembre 1967 qu’un jugement autorise la diffusion du film, sous conditions.
Delon, découragé, se tourne vers les États-Unis.

#### Excursion à Hollywood
Depuis 1964, Alain Delon est lié par contrat à la Metro-Goldwyn-Mayer (MGM) pour un total de cinq films. Trois productions, toutes d’origine française, ont déjà été réalisées : Les Félins, Mélodie en sous-sol et L'Insoumis. La MGM souhaite désormais que l’acteur prenne part à des projets qu’elle sélectionne elle-même. Le premier est un film à épisodes intitulé La Rolls-Royce jaune (The Yellow Rolls-Royce), centré autour d'une voiture de luxe et conçu pour réunir un ensemble de stars internationales, dont la notoriété est reflétée dans leur rémunération respective :
- Shirley MacLaine : 560 500 $

- Ingrid Bergman : 275 000 $

- Rex Harrison : 240 000 $

- Alain Delon : 99 000 $

- George C. Scott : 75 000 $

- Omar Sharif : 75 000 $

- Jeanne Moreau (aucune scène en commun avec Delon) : 67 600 $

Dans le segment italien, Delon incarne un photographe originaire d’Italie. Il y partage l’écran avec Shirley MacLaine, qui interprète Mae, propriétaire de la Rolls et épouse d’un mafieux interprété par George C. Scott. Le personnage féminin décide finalement de quitter son amant pour lui éviter d’éventuelles représailles. Le tournage est l'occasion pour Delon de jouer en anglais, avec un accent italien.
Sur la scène internationale, sa notoriété s'affirme : la MGM envisage sérieusement de l’intégrer à l’industrie hollywoodienne. À l’été 1964, Delon prépare son départ pour les États-Unis. Le 13 août 1964, Alain Delon épouse Nathalie à La Ville-aux-Clercs, village du Loir-et-Cher. Pour leur voyage, le couple embarque sur le France. À leur arrivée, la MGM prend en charge leur accueil et une réception est organisée par l’ambassadeur Hervé Alphand. À Hollywood, le couple s’installe dans une villa au 612 Beverly Drive. Delon fréquente les événements mondains et rencontre Robert Evans : cette rencontre marque le début d’une longue amitié. Evans, qui a un projet de biopic sur Maurice Chevalier, propose à Delon d’en tenir le rôle principal, et à Brigitte Bardot celui de Mistinguett. Le projet est annoncé publiquement, relayé dans Le Monde du 29 décembre 1965, mais sera abandonné faute de financement. Le 30 septembre 1964, Alain Delon se trouve au Cedars of Lebanon Hospital, à Los Angeles, en attente de la naissance de son premier enfant : son fils, Anthony ; prénommé selon une tradition familiale consistant à choisir des prénoms débutant par la lettre A.

En parallèle, la MGM valorise l'acteur français : Delon est imposé et invité à la cérémonie des Oscars pour remettre le prix des meilleurs effets spéciaux. Il y fait une brève apparition télévisée. Bob Hope, maître de cérémonie, l’introduit en ces termes :
« Chaque année, la cérémonie des Oscars devient de plus en plus internationale. Ce soir, une touche de charme est ajoutée par un jeune Parisien, venu à Hollywood pour démontrer que 50 millions de femmes françaises ne peuvent avoir tort : Mister Alain Delon... Content de vous voir. Bienvenue à Hollywood, Alain. ».
La MGM et Delon se retrouvent autour d’un polar : Once a Thief, adaptation du roman Scratch a Thief de Zekial Marko (alias John Trinian), déjà auteur du roman à l’origine de Mélodie en sous-sol. La production est supervisée par Jacques Bar. Réalisé par Ralph Nelson, Delon y incarne Eddie, un immigré italien ancien braqueur, tentant de se réinsérer, mais entraîné malgré lui par son frère dans un nouveau coup. Le film, en partie tourné en langue italienne, reçoit un accueil critique mitigé aux États-Unis. En France, le film est distribué sous le titre Les Tueurs de San Francisco. Il obtient le prix de l’Office catholique international du cinéma au Festival de San Sebastián, mais le film ne rencontre qu’un succès modéré : 749 282 entrées. Un autre projet est ensuite évoqué : Ready for the Tiger, à nouveau avec Peckinpah mais le film ne sera pas tourné.

Delon décide de rentrer en France : il estime que la langue anglaise reste un obstacle majeur, tout comme la lenteur des studios à concrétiser les projets et le déracinement. Il n’exclut cependant pas un retour aux États-Unis à condition de recevoir des propositions concrètes :
« Mon rêve serait de faire un film par an aux États-Unis et un autre en Europe. Si vous voulez devenir une star internationale vous devez avoir votre place dans les films américains car ils sont les seuls à bénéficier d'une distribution vraiment mondiale. Cela ne prend qu'un an à un Américain d'être connu dans le monde entier alors que les acteurs français considèrent comme une grande victoire que leur film est projeté à New York. À cause de mon accent je ne pourrais jamais jouer un Américain mais je continue de travailler à supprimer mes intonations pour pouvoir jouer n’importe quelle nationalité. ».
En France, plusieurs projets cinématographiques sont envisagés, dont Monsieur le Président, roman traitant d’une dictature sud-américaine. Alain Delon est envisagé pour le rôle de « Visage d’ange », homme de confiance du dictateur. Le projet stagne, puis est finalement abandonné par Robert Enrico. À ces projets inaboutis s’ajoutent certains refus de Delon : Opération Opium, réalisé par Terence Young et On a volé la Joconde, proposé par Jean-Pierre Melville.
Delon, qui quitte la MGM avant de tourner le cinquième film prévu par contrat, signe avec Columbia un contrat non exclusif pour deux films à réaliser sur cinq ans.
Le tournage du film Les Centurions, adaptation du roman de Jean Lartéguy, débute le 15 mai 1965 en Espagne. Réalisé par Mark Robson, le film, tourné principalement à Alameda del Valle et dans d’autres régions espagnoles, bénéficie d’un budget élevé et d’un dispositif technique conséquent. Anthony Quinn incarne le colonel Raspeguy, inspiré de Marcel Bigeard. Alain Delon, George Segal, Maurice Ronet et Jean Servais complètent la distribution masculine ; Michèle Morgan et Claudia Cardinale incarnent les rôles féminins. Dans l’avion du retour, Delon fait la connaissance de Mireille Darc. Les Centurions sort en octobre 1966 en France après une première aux États-Unis ; malgré des critiques mitigées, il dépasse les quatre millions d’entrées.
Dans Paris brûle-t-il ?, Alain Delon interprète Jacques Chaban-Delmas. Le film, inspiré du best-seller de Lapierre et Collins, bénéficie du soutien du général de Gaulle, qui accepte une aide logistique mais refuse d’être représenté à l’écran. Le tournage, entamé le 20 juillet 1965, mobilise d'importants moyens humains et techniques. Paris brûle-t-il ? est un succès en France mais ne répond pas aux attentes de la Paramount. Ce film marque par ailleurs la dernière collaboration entre René Clément et Delon.
Enfin, la Columbia propose à Delon un film sur la jeunesse fictive de Cervantes. Le projet, retardé, change de distribution et la Columbia abandonne finalement le projet. À la même période, Alain Delon poursuit sa trajectoire aux États-Unis : il signe avec Universal et s’embarque pour un western parodique, Texas Across the River. En décembre 1965, Alain, Nathalie et leur fils Anthony s’installent d’abord au Beverly Hills Hotel avant d’emménager dans une villa sur les hauteurs d’Hollywood. Le tournage débute le 18 janvier 1966, aux côtés de Dean Martin, vedette du film ; Delon y interprète un noble espagnol accusé à tort d’un meurtre, qui prend la fuite vers le Texas. Le film est réalisé par Michael Gordon, habitué aux comédies romantiques. Texas Across the River rencontre un succès relatif avec 4,5 millions de dollars de recettes en deux mois (Top 20 des succès de 1966).

#### Retour en Europe
De retour en Europe, Delon s’implique dans Les Aventuriers aux côtés de Lino Ventura, un projet évoqué par ce dernier à José Giovanni et adapté librement par Robert Enrico. Delon se prépare en suivant des cours de plongée et change d’apparence. Le tournage, entamé à l’automne 1966, se déroule entre Paris, La Rochelle, l’île d’Aix, Dakar, et Djerba. En parallèle, il enregistre Laetitia, chanson inspirée du film, sur une musique de François de Roubaix. Ce 45 tours rencontre un certain succès mais Delon ne poursuit pas dans cette voie, malgré les sollicitations d’Eddie Barclay. Sorti en avril 1967, Les Aventuriers est salué par la critique et plus de trois millions de spectateurs viendront voir le film.

Delon s'engage ensuite dans le projet Histoires extraordinaires, dont l'objectif est de porter à l'écran quatre récits différents d’Edgar Allan Poe. À l'origine, les producteurs français et italiens envisagent de confier les segments à Claude Chabrol, Jean-Luc Godard, Joseph Losey et Roger Vadim. Alain Delon fait savoir qu’il souhaite collaborer avec Louis Malle. Le réalisateur choisit William Wilson, une nouvelle publiée en octobre 1839. L’histoire, initialement située en Angleterre, est transposée dans l’Italie du XIXe siècle. Le personnage principal, Wilson, est un aristocrate perturbé, enclin à la cruauté : il agit sous l’emprise de pulsions que seul un mystérieux double semble pouvoir contenir. Le tournage du segment William Wilson débute en avril 1967 à Castel Fusano, à une trentaine de kilomètres de Rome. Les producteurs proposent à Malle de contacter Brigitte Bardot, avec qui il a déjà travaillé deux fois. Son personnage est secondaire par rapport à celui de Delon, qui apparaît dans presque toutes les scènes. Les rapports entre Delon et Bardot évoluent favorablement durant le tournage ; une complicité se noue. Bardot écrira plus tard :
« Je considère aujourd’hui Alain Delon comme un des acteurs français les plus beaux, les plus authentiques, les plus capables de remplacer Gabin ou d’autres. Son talent est irréfutable, son physique a évolué comme son caractère, il s’est durci, s’est embelli. ».
Si une réelle amitié naît entre Delon et Bardot, les relations entre l’acteur et Louis Malle sont beaucoup plus tendues : Histoires extraordinaires sera leur seule et unique collaboration. Le film est présenté hors compétition au Festival de Cannes 1968, en raison de la présence de Louis Malle dans le jury. Il s’agit de l’un des rares films projetés, car quelques jours après le début du festival, l’événement est interrompu sous la pression d’un groupe de cinéastes protestataires, dont Malle lui-même. Le contexte social de Mai 1968 se répercute alors jusqu’aux écrans. Un mois plus tard, le film sort en salles. Le public de la capitale accueille positivement ces adaptations de l’univers d’Edgar Allan Poe, contrairement au public de province. Le film enregistre un peu moins d’un million d’entrées sur le territoire français.

#### Le héros solitaire de Melville
En affichant en ouverture de son film une fausse citation - « Il n'y a pas de plus profonde solitude que celle du samouraï si ce n'est celle d'un tigre dans la jungle ... Peut-être ... » - attribuée à tort au bushido, Jean-Pierre Melville annonce son intention de s'écarter des conventions. Le Samouraï ne relève en effet ni strictement du polar ni entièrement du drame. Il s'agit du parcours d’un tueur à gages trahi par ses employeurs et poursuivi par la police, mais l'intérêt réside avant tout dans la forme et l'esthétique du film, qui marqueront durablement les esprits. Dès le départ, le film est pensé pour Alain Delon. Bien que plusieurs tentatives aient été faites, les deux hommes n’avaient encore jamais collaboré. C'est après avoir vu Le Deuxième Souffle que Delon adresse une lettre à Melville pour lui dire qu’il considère ce film comme son œuvre la plus aboutie ; ce geste initie un rapprochement. Melville se rend chez l’acteur pour lui lire son scénario, tiré du roman The Ronin de John McLeod. Delon interrompt la lecture :
« Ça fait sept minutes et demie que vous lisez votre scénario et il n'y a pas encore l'ombre d'un dialogue. Cela me suffit, je fais ce film (...). ».
Par l’intermédiaire de Delon, Melville fait la connaissance de Nathalie, son épouse, et l’envisage pour incarner Jane, l’amante et alibi du tueur. Peu convaincue au départ, elle accepte finalement sur l’encouragement de son mari. Le tournage débute le 19 juin 1967 dans les studios de Melville, rue Jenner à Paris ; il est interrompu brutalement par un incendie dans la nuit du 28 au 29 juin. N’ayant pas renouvelé son assurance, Melvillle subit de lourdes pertes et compte sur le succès du film pour se rétablir. Delon met à disposition son hôtel particulier pour les scènes de l’appartement de la pianiste et les tournages reprennent.

Melville écrit à propos de sa rencontre avec Delon :
« Je découvrais un acteur humble et d'un immense talent. Nous nous adressâmes très peu la parole, trop occupés à nous déchiffrer. (...) Ce fut pour moi – et, je l’espère, pour lui – une des plus belles lunes de miel que j’aie jamais connues. Voilà la qualité indiscutable d’Alain Delon : c’est un professionnel véritable. Un acteur pour qui rien d’autre n’existe que le film (...). ».
Le Samouraï est finalisé à la mi-août et sort en octobre 1967. À sa sortie, le public est d’abord réservé, avec moins de 2 millions d’entrées. Le Samouraï s’imposera progressivement comme un classique incontournable, influençant de nombreux réalisateurs internationaux.
Deux semaines après la fin du tournage du Samouraï, Alain Delon rejoint Julien Duvivier pour un nouveau film policier, Diaboliquement vôtre, adapté du roman Manie de la persécution de Louis C. Thomas. Le film débute par l'histoire d’un homme qui se réveille amnésique à l’hôpital après un accident de voiture survenu alors qu’il roulait à 140 km/h, alcoolisé. Il apprend qu’il est marié à une jeune femme séduisante, qu’il possède une luxueuse propriété, et qu’il aurait été entrepreneur à Hong Kong : une situation qui paraît suspecte. Le tournage a lieu du 21 août au 27 septembre 1967, principalement au manoir de Théméricourt dans le Val-d’Oise. La production est internationale ; le rôle de l’épouse est tenu par l’actrice autrichienne Senta Berger, celui du meilleur ami par l’Italien Sergio Fantoni. Julien Duvivier meurt un mois après la fin du tournage, dans un accident de voiture. Delon supervisera le montage du film. Pendant ce tournage, Delon dépose, le 24 août 1967, une demande officielle de divorce. Un mois plus tard, Nathalie engage à son tour une procédure et s’installe rue François-Ier.
Delon enchaîne avec La Motocyclette (The Girl on a Motorcycle) de Jack Cardiff, inspiré d’un roman d’André Pieyre de Mandiargues. Après le refus de Brigitte Bardot et le retrait de Susan Denberg, Marianne Faithfull est choisie pour le rôle principal. Le tournage a lieu en octobre 1967 aux studios de Shepperton, puis à Heidelberg et Genève. Si les relations entre les deux têtes d’affiche sont tendues, le public britannique est séduit et classe La Motocyclette au sixième rang annuel du box-office.
Début 1968, Delon s’oriente à nouveau vers le polar avec Adieu l’ami, écrit par Sébastien Japrisot. Il cherche un partenaire à la hauteur et propose un acteur américain : le choix se porte sur Charles Bronson, encore peu connu en Europe. Trois mois sont nécessaires pour convaincre Delon tandis que Bronson finit par accepter après une revalorisation salariale. Le tournage débute à Marseille le 15 janvier 1968, avec de nombreux figurants et décors militaires. Jean Herman dirige les deux acteurs aux tempéraments opposés.

Bronson déclare à propos de Delon :
« Je pense qu'Alain est un très bon acteur. Ce qu’il fait, il le fait bien. De plus, je le respecte énormément en tant qu’homme. ».
En parallèle, Delon prépare son retour au théâtre avec Les Yeux crevés de Jean Cau. Un projet initié à l’automne 1967 et retardé à plusieurs reprises. La première a lieu le 6 avril 1968 : la critique est partagée mais le public répond présent jusqu’aux événements de Mai 68. Le divorce entre Nathalie et Alain Delon est prononcé le 14 février 1969. Nathalie conserve la garde de leur fils Anthony et le nom de Delon à la demande du père.
Adieu l’ami sort en août 1968. Malgré la période estivale, le film connaît un large succès avec plus de 2,6 millions d’entrées.
Ébranlé par Mai 68, Delon souhaite davantage de contrôle artistique et fonde Adel Productions, sa propre société de production. Il fait une brève apparition dans Ho! de Robert Enrico, un film dont Jean-Paul Belmondo tient le rôle principal. À l'aéroport d'Orly, vêtu de noir, il incarne un passant qui s'écarte précipitamment pour éviter la décapotable jaune conduite par Joanna Shimkus. Déstabilisé, ce personnage sans nom trébuche en accrochant le rebord du trottoir.

#### Passage dans la chanson
La musique prend une importance croissante pour l’acteur. Eddie Barclay, son producteur, lui suggère d’interpréter la version française de The Windmills of Your Mind (Les Moulins de mon cœur), composée par Michel Legrand. Le disque ne sortira pas avec la voix de Delon, mais Barclay reste convaincu de ses capacités vocales. Delon envisage de son côté une comédie musicale avec Michel Deville et Catherine Deneuve. Il travaille sa voix avec Jean Lumière, étudie des textes de Pierre Delanoë et des compositions de Michel Legrand. Barclay sollicite plus tard Michel Sardou ; celui-ci propose à Delon Les Ricains mais l'acteur préfère une narration musicale. Sardou lui propose alors Si j’avais un frère mais le projet est repoussé.

#### Une fin de décennie mouvementée
À l'été 1968, Alain Delon séjourne dans le Var, sur la Côte d’Azur pour participer à un tournage. Le réalisateur Jacques Deray lui propose un nouveau projet : La Piscine, un drame sentimental. L’intrigue met en scène Jean-Paul et Marianne, en couple depuis deux ans, qui passent l’été dans une villa de Saint-Tropez prêtée par un ami. Le calme est perturbé par l’arrivée d’Harry, accompagné de sa fille de 18 ans, Pénélope. Jean-Paul soupçonne Marianne d’avoir eu une liaison avec Harry, ce qu'elle ne confirme pas clairement. En réaction, il se rapproche de Pénélope. Une provocation de la part d’Harry conduit à un drame : Jean-Paul le noie dans la piscine et maquille le crime en accident. Jean-Claude Carrière est chargé du scénario et des dialogues. Le rôle principal masculin est d’abord envisagé pour Daniel Gélin, mais le producteur Gérard Beytout s’y oppose. Maurice Ronet est alors contacté et accepte rapidement. Pour le rôle féminin, Monica Vitti et Delphine Seyrig sont sollicitées, mais elles sont finalement écartées du projet. D'autres noms sont envisagés : Claude Rich, James Fox, Leslie Caron, Natalie Wood, Angie Dickinson. Finalement, Alain Delon manifeste un vif intérêt pour le projet et propose d’incarner Jean-Paul aux côtés de Ronet et suggère Romy Schneider pour le rôle de Marianne. Selon ses propres mots :
« "Ce sera elle ou personne d'autre". Romy à ce moment-là ne faisait plus rien, elle était en Allemagne. Et comme j'ai un certain caractère et même un caractère certain, j'ai dit "Ce sera Romy Schneider ou sinon il n'y aura pas de film". [...] C'est une question de feeling, d'instinct, je ne voyais personne d'autre qu'elle. J'aimais l'histoire, j'aimais tellement le film... Quand je lis un scénario, je visualise, et là c'était avec elle. ».
Delon propose de se rendre en Allemagne avec Deray pour convaincre Romy Schneider ; elle obtient finalement le rôle, relançant ainsi sa carrière. Delon accueille Schneider à l’aéroport de Nice et leur retrouvailles, très médiatisées, marquent les esprits. Pendant les préparatifs, Delon loge chez Bardot dans une dépendance de La Madrague. Le tournage débute le 16 août 1968 au domaine de l’Oumède, entre Ramatuelle et Saint-Tropez. La sortie est prévue en janvier 1969. Le film rencontre un franc succès à l'international et devient une œuvre récurrente sur le petit écran. Le long-métrage consolide durablement l’image du duo Delon-Schneider, perçu comme l’un des couples les plus emblématiques du cinéma.
Alain Delon, toujours en recherche de nouveaux projets, envisage de tourner un film avec Mireille Darc. Cependant, un événement extérieur vient perturber leur relation car Delon est appelé à répondre à des interrogations dans le cadre d’une affaire judiciaire : son secrétaire, Stevan Markovic, vient d’être retrouvé mort. L’affaire débute officiellement le 1er octobre 1968.
Delon, alors très sollicité, continue de recevoir des propositions. Il décline Bye Bye Barbara de Michel Deville, Deux affreux sur le sable avec Melina Mercouri, Par le sang versé que Michel Audiard souhaite adapter et Solo de Jean-Pierre Mocky. Jean-Pierre Melville proposera à Delon le rôle de Philippe Gerbier dans L'Armée des ombres mais ce sera finalement Lino Ventura qui l’incarnera. Il renonce aussi à La Violence et la Dérision d’Albert Cossery, qu’il devait produire. Selon Valeurs Actuelles, il est alors l’un des acteurs les mieux rémunérés en France avec 3 millions de francs par film, derrière Jean-Paul Belmondo (5 millions) et Louis de Funès (3,5).

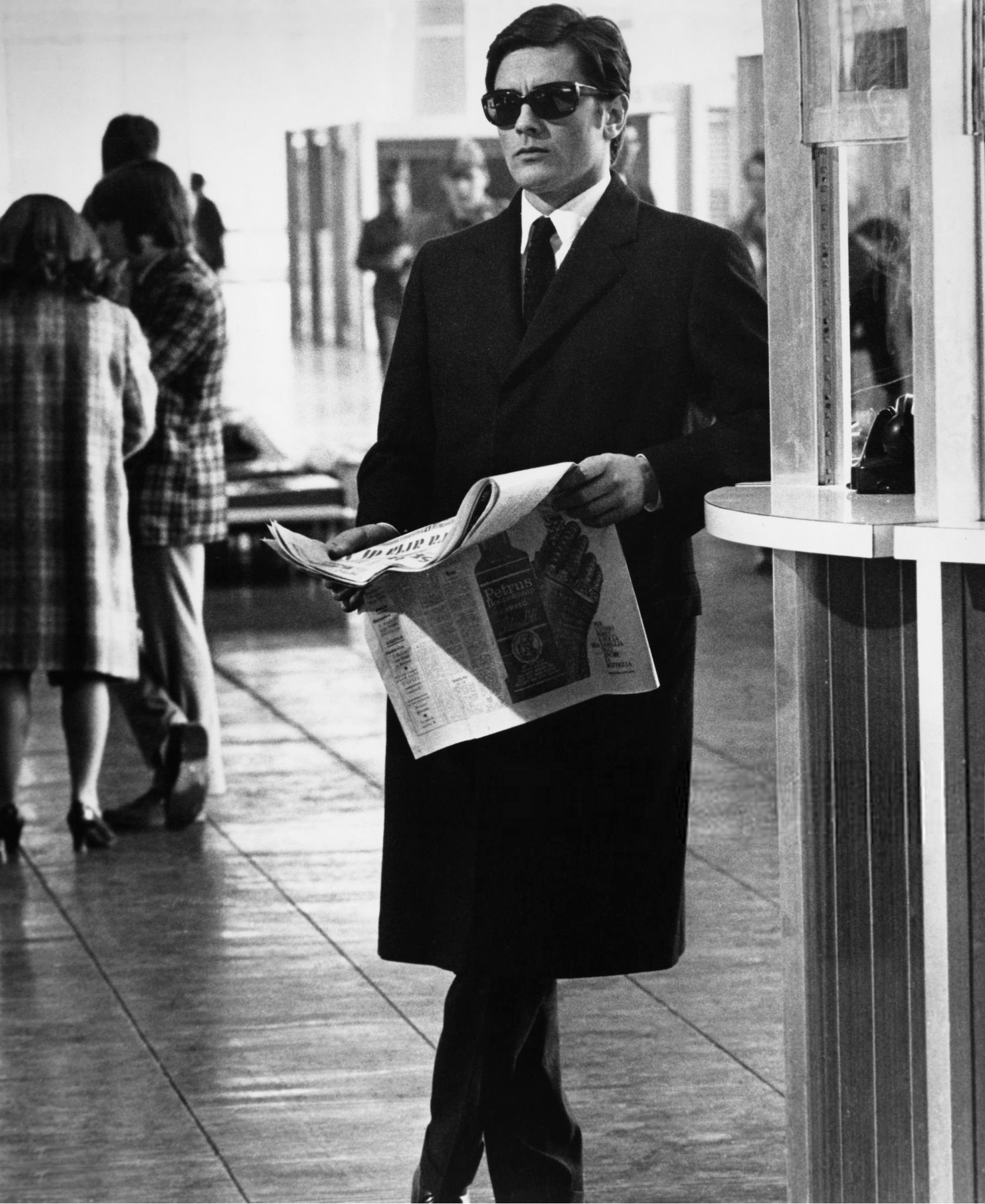
Alain Delon lors du tournage du Clan des Siciliens à l'aéroport de Rome-Fiumicino en 1969.

Delon retrouve le genre policier sous la direction d’Henri Verneuil pour Le Clan des Siciliens. Il y interprète Roger Sartet, un criminel endurci ; le personnage est décrit comme particulièrement dangereux, avec un lourd passé judiciaire. Le film repose sur le détournement d’un avion orchestré par une organisation mafieuse dirigée par Vittorio Manalese, joué par Jean Gabin. Le tournage est réalisé en deux langues, exigence contractuelle imposée par la Fox. Si Gabin et Delon maîtrisent l’anglais, ce n’est pas le cas de Ventura. Finalement, tous les dialogues sont doublés par des comédiens américains, à l’exception de Delon, qui conserve sa propre voix. La campagne de promotion s’appuie sur la présence des trois vedettes et le film est projeté simultanément dans neuf salles parisiennes, événement rare pour un film français. L’accueil est triomphal et le film se classe au troisième rang des plus gros succès au box-office 1969. Avec ce succès, Delon s’impose un peu plus comme figure du film policier.

### La puissance de l'acteur-producteur (1969-1977)

#### Débuts éclatants d'Adel Productions
Depuis la sortie du film Jeff, Alain Delon est à la tête de sa propre société de production, Adel Productions, à travers laquelle il cherche à développer des projets originaux. Parallèlement, il demeure très intéressé par l’histoire de la pègre française. C’est dans ce contexte qu’un de ses proches lui recommande la lecture de Bandits à Marseille, ouvrage signé par le journaliste Eugène Saccomano,. L’ouvrage contient une photographie de Delon aux côtés de Barthélemy Guérini, figure notable du milieu marseillais. Saccomano se souvient :
« À cette période, tous les médias se passionnaient pour Guérini, un des derniers vrais gangsters marseillais. Je me suis vite aperçu que l'histoire du milieu n'avait jamais été récapitulée dans un ouvrage. Je me suis donc lancé dans l'écriture de Bandits à Marseille. [...] Alain Delon a découvert le livre pendant le tournage de La Piscine pour passer le temps entre deux scènes. Un des chapitres a provoqué un déclic chez lui : celui sur les gangsters Carbone et Spirito (...). La production a souhaité racheter les droits. ».
Delon acquiert les droits du livre et fait appel à Jean Cau et Claude Sautet pour rédiger une première version du scénario,. Delon propose à Jacques Deray de demander à Jean-Paul Belmondo de jouer l’un des deux personnages. Il explique :
« Depuis cinq ans, je voulais tourner avec Jean-Paul parce que c'est bien de faire tourner ensemble les deux plus grandes vedettes de leur génération. [...] Si c’est de la prétention de dire ça ? Non. De la lucidité ! ».
 Le 15 mars 1969, Belmondo signe avec Adel Productions et le tournage est prévu pour le 15 septembre. Une reconstitution fidèle du Marseille des années 1930 est engagée et Jean-Claude Carrière est chargé, en urgence, de modifier le scénario pour adapter les coûts. Le climat à Marseille devient tendu car l’équipe rencontre de nombreuses réticences. Selon Deray, des personnes liées à la famille Carbone feraient pression : ils acceptent que le film soit tourné, mais demandent un changement de titre. Le titre Borsalino est proposé par Delon ; il le justifie par la popularité du chapeau italien à l’époque. La sortie est fixée au 20 mars 1970 et une première bande-annonce est diffusée dès les fêtes de fin d’année, une première en France. Dès la première semaine, Borsalino connaît le succès à Paris, dépassant le record détenu par Le Livre de la jungle. Le film franchit les 4,7 millions d’entrées en France, et est également bien accueilli à l’international, notamment en Italie (en tête du box-office). Delon fait la promotion du film à l’international, notamment aux États-Unis, où il participe au Dick Cavett Show. Borsalino est par ailleurs nommé aux Golden Globes 1971 comme meilleur film étranger.

#### Éclectisme
Jean-Pierre Melville relance un projet autour de trois criminels réunis pour un casse. Après plusieurs essais de casting, le réalisateur arrête son choix sur Yves Montand, Bourvil et Alain Delon. Bourvil, affaibli par la maladie, accepte l’un de ses rares rôles dramatiques et retrouve Delon :
« Delon a fait une ascension extraordinaire. Quel acteur ! Il évolue bien avec son âge. ».
Le tournage débute le 26 janvier 1970. Le film sort en octobre 1970 et connaît un succès comparable à Le Clan des Siciliens. Delon enchaîne ainsi trois succès majeurs. Parmi d’autres projets évoqués mais non réalisés avec Delon, figurent Les Derniers Aventuriers, L’Ours et la Poupée, Papillon ou encore Les Carrossiers de la mort. Robert Evans pense à Delon pour Le Parrain, mais Coppola opte pour Al Pacino.

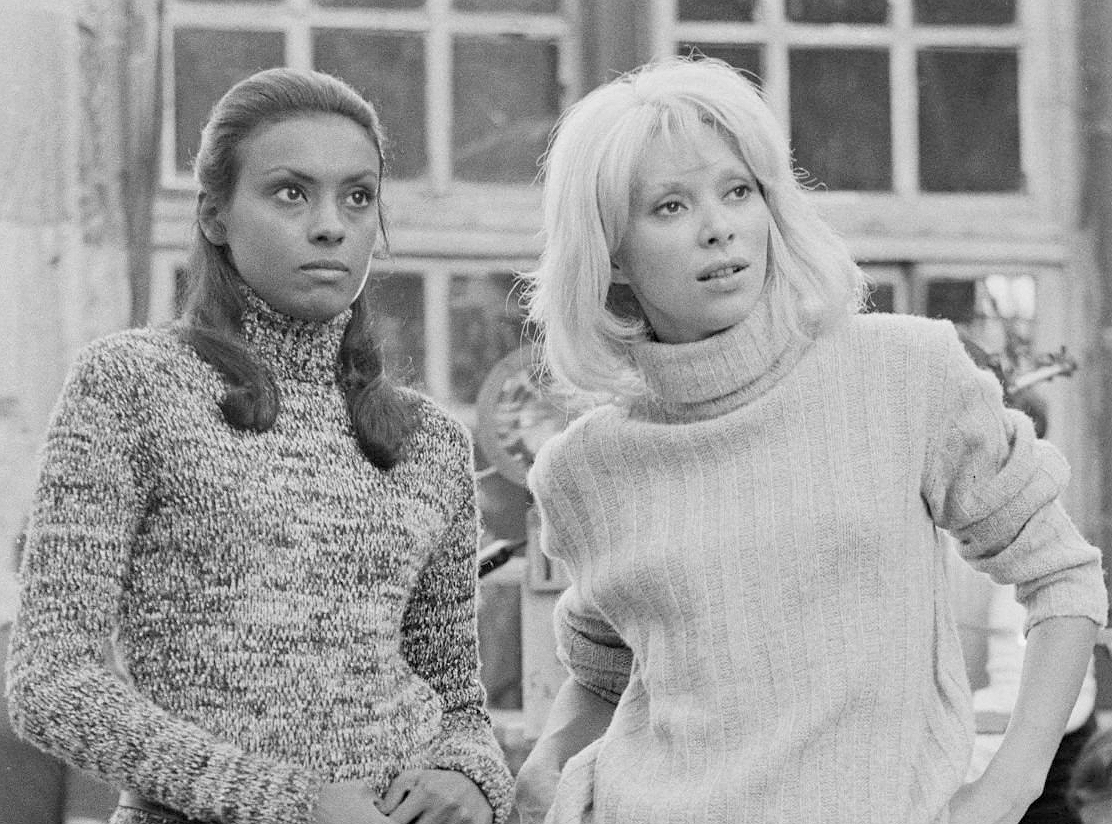
Incarnant sa compagne Maddly dans la vraie vie, l'actrice Jane Davenport aux côtés de son autre maîtresse Mireille Darc en 1969, sur le tournage du film Madly, en Italie.

À l'été 1970, Alain Delon rend visite à Mireille Darc, alors en plein tournage du film Fantasia chez les ploucs en Italie, dirigé par Gérard Pirès. Lors d’un échange avec Pirès, Delon lui demande s’il peut apparaître brièvement à l’écran pour dire un mot unique, sans rémunération. Le réalisateur lui propose une scène adaptée : Delon y apparaît barbu, affublé d’un chapeau et de lunettes noires, qu’il retire pour dévoiler son regard. Il prononce alors un seul mot et cette scène clôturera le film. Delon soutient également Mireille Darc dans un projet personnel : elle a écrit un scénario intitulé Madly, tiré de ses expériences. Ce scénario puise dans l'intime de l'actrice : Delon entretient simultanément une relation avec Mireille et Maddly Bamy, une danseuse rencontrée lors d'une émission avec Claude François. Darc, informée de cette liaison, choisit de l’accepter et cette relation à trois dure environ un an. Madly raconte l’histoire de Julien et Agathe, un couple vivant dans une ferme du XVIIIe siècle. Leur relation bascule avec l’arrivée d’une Américaine, Madly. Delon accepte de produire le film et d’y jouer le rôle principal, cherchant à s’éloigner de ses rôles de gangster pour incarner un personnage romantique. Mireille Darc, d’abord réticente, finit par accepter le rôle féminin. Le film est tourné avec un budget limité et Delon engage son demi-frère comme assistant réalisateur. Lors de l’avant-première de Madly au Paramount Opéra, la réception est mitigée. Le film ne rencontre ni succès critique ni public. Malgré l’échec, Delon finance un nouveau projet : Sortie de secours, également sans succès.
Suivra une comédie intitulée initialement Deo Gratias, signée Pascal Jardin. Jacques Deray, réticent, accepte de la réaliser à la demande de Delon ; Nathalie Delon accepte de jouer dans le film. Le tournage débute le 14 décembre 1970 et se déroule en Bretagne. Le film, finalement intitulé Doucement les basses est un échec commercial. Enfin, il participe au western Soleil rouge, aux côtés de Charles Bronson et Toshiro Mifune. Le film, conçu pour le marché asiatique, est tourné en Espagne. Delon y incarne Gosh, un bandit gaucher. En France, le film réunit 3, 3 millions de spectateurs, se classant septième au box-office 1971. La production rencontre aussi un succès international, en particulier au Japon où reste à l'affiche trente-cinq semaines consécutives (un record).

Alain Delon accepte de jouer dans La Veuve Couderc, adaptation d’un roman de Georges Simenon, réalisée par Pierre Granier-Deferre. Le film, qui s’éloigne du récit original, situe l’action dans un village du Val de Saône en 1934. Le personnage principal, Jean Lavigne, évadé du bagne, trouve refuge chez une femme plus âgée, la veuve Couderc. La relation entre les deux protagonistes et leur fin commune remplacent le dénouement plus brutal du roman. Le tournage repose en grande partie sur la rencontre entre Alain Delon et Simone Signoret. Le tournage débute dans une ambiance tendue ; les loges des deux acteurs sont côte à côte, et une rivalité immédiate s’installe. Malgré leurs divergences politiques marquées, Delon et Signoret coopèrent. Dans son autobiographie, Signoret écrit : 
« [...] On est heureux quand on travaille ensemble parce qu’on travaille bien ensemble [...]. Quand il me dit une réplique et qu'il me regarde, je suis très contente, cela fonctionne formidablement [...] ».
De son côté, Delon déclare :
« C'est une actrice pour qui j'ai un énorme respect et une grande admiration sur le plan de la comédienne, et sur le plan personnel aussi. [...] C'est avec Simogne et Annie Girardot que j'ai eu mes plus grandes joies de comédien. ».
La Veuve Couderc rassemble plus de 2 millions de spectateurs en France.

Delon participe ensuite à un projet politique : L'Assassinat de Trotsky, d’abord envisagé par Costa-Gavras, puis repris par Joseph Losey. Richard Burton accepte le rôle principal et Romy Schneider celui de la secrétaire de Trotsky. Delon incarne l’assassin, Frank Jackson. Le tournage commence au Mexique en août 1971. En raison de tensions avec les autorités mexicaines, le tournage est in fine déplacé à Rome. Burton, initialement sceptique sur les capacités de Delon, change d’avis :
« J'ai travaillé avec Delon toute la journée d'hier. C’est un bien meilleur acteur que je ne le croyais. Très sensible et tout ça. Agréable surprise. ».
Mal accueilli, le film est interdit dans plusieurs pays.

Delon apparaît furtivement dans Il était une fois un flic de Georges Lautner. Plus tard, lors d’une intervention télévisée, Alain Delon déclare :
« Si j'ai un bon rôle de policier un jour, je serai ravi de l'interpréter. Il se trouve que ce sont plus souvent des rôles de gangster qu'on me présente, mais j'attends un vrai rôle de policier. »
Présent sur le plateau, Jean-Pierre Melville prend note ; peu après, il propose à Delon un rôle de commissaire. Le film s’intitulera Un flic. Le récit met en scène un braquage de drogue à bord d’un train, effectué grâce à une ligne droite de 65 kilomètres, en travaux, où un hélicoptère dépose un malfaiteur sur le toit. Celui-ci dispose de vingt minutes pour effectuer l’opération. Souhaitant apporter une touche américaine à sa réalisation, Melville envisage Robert Ryan pour le rôle du gangster, mais doit se tourner vers Richard Crenna, inconnu du public français. Catherine Deneuve est choisie pour incarner Cathy, maîtresse à la fois du policier et du gangster. Elle accepte et Delon, de son côté, interprète le commissaire Édouard Coleman. Un flic sort le 25 octobre 1972. La critique se montre très sévère mais le public est au rendez-vous : près d’1,5 million d’entrées.

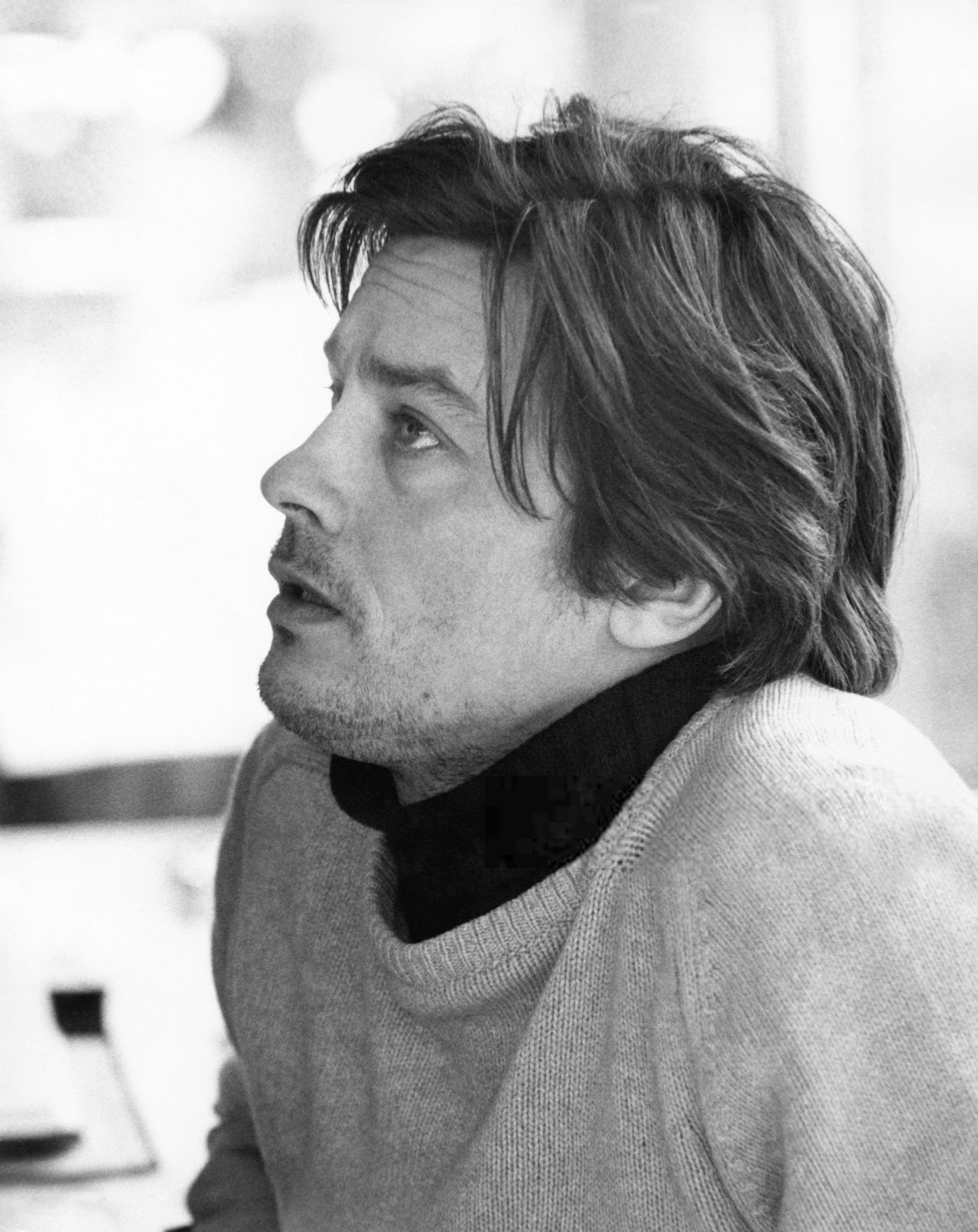
Alain Delon tourne en Italie le film Le Professeur en 1972.

La suite de la carrière de Delon est marquée par Le Professeur de Valerio Zurlini. Le rôle principal, d’abord destiné à Marcello Mastroianni, est proposé à Delon qui accepte, coproduit le film, et participe à la musique du générique en intégrant le jazzman Maynard Ferguson. Delon incarne un professeur de lettres désabusé et amoureux d'une de ses élèves. Le tournage à Rimini se déroule dans un climat tendu entre Delon et Zurlini mais malgré ces différends, l’interprétation de Delon est unanimement saluée. Le film connaît un succès important en Italie, contrairement à la version française. Après Le Professeur, Delon coproduit L’uccello migratore, une comédie sociale de Steno, projetée en France sous le titre Elles sont dingues ces nénettes. Le film est un échec commercial et Delon n'en fait pas la promotion. La même année, le président du Conseil des ministres italien, Giulio Andreotti, remet le prix David di Donatello pour pour son « éminente collaboration aux productions franco-italiennes ».
En décembre 1972, il fait une apparition dans Aujourd’hui à Paris… de Pierre Tchernia. Delon enchaîne ensuite avec Scorpio, tourné aux États-Unis, où il retrouve Burt Lancaster. Le tournage a lieu à Paris, Vienne et Washington. Scorpio rencontre un succès modéré en France mais fonctionne mieux à l’international. Avec Traitement de choc, Delon s’aventure comme producteur et acteur dans un thriller aux accents dystopiques. Il y incarne un médecin qui exploite des immigrés portugais pour des traitements de régénérescence réservés à une élite. Annie Girardot est présente à l'affiche. Le film attire 1, 8 millions de spectateurs.
L'acteur se retrouve au sommet des charts grâce à la chanson Paroles… Paroles…, enregistrée avec Dalida. Le succès est tel que le titre s’impose dans plusieurs pays, y compris le Japon. Des années plus tard, il en reprendra une version avec Céline Dion.
Delon tourne Les Granges brûlées sous la direction de Jean Chapot et le duo Signoret-Delon est reconstitué deux ans après La Veuve Couderc. Le scénario, rappelant l’affaire Dominici, se déroule autour d’un meurtre près d’une ferme familiale dominée par une matriarche incarnée par Signoret. Le juge (Alain Delon) tente de briser le silence d’une famille retranchée. Le tournage débute en décembre 1972 dans le Haut-Doubs. Les conditions de tournage posent problème et l’ambiance se détériore rapidement : Delon finit par diriger ses propres scènes. Les Granges brûlées reçoit un accueil mitigé et le film rencontre un succès inférieur à La Veuve Couderc. Par la suite, Delon enchaîne avec Big Guns : Les Grands Fusils (Tony Arzenta), un polar italien. Les Grands Fusils appartient au registre des thrillers violents ; Delon y joue un tueur à gages qui, en voulant quitter la Mafia, provoque la mort de sa famille. Il entreprend alors une vengeance. Le casting comprend Richard Conte, Roger Hanin, et Marc Porel ; le rôle de l’épouse de Delon est tenu par Nicoletta Machiavelli. Le tournage s’étend de la Sicile à Paris en passant par Rome, Hambourg et Copenhague. En France, le film ne rencontre pas le succès. En Italie, Tony Arzenta est un succès, renforçant la popularité de Delon auprès du public italien.
L'acteur se concentre ensuite sur un projet cinématographique qui lui tient à cœur : Deux hommes dans la ville. Le long-métrage, réalisé par José Giovanni et produit par Adel (société de production de Delon), traite de la réinsertion des anciens détenus et de la peine capitale. Deux hommes dans la ville mêle drame social et polar ; Delon le décrit comme « un procès à la société, à l’humanité, à la justice [...] Pas un jour sans révolte dans les prisons ou suicide. [...] Il n’y a pas matière à un film, mais à quinze ! ». Le récit met en scène Germain Cazeneuve, conseiller à la réinsertion, et Gino, un ex-prisonnier aspirant à une vie paisible. Un malentendu avec la police conduit à une tragédie : Gino, dans un accès de colère, abat un inspecteur. Il sera condamné à mort. Initialement, Giovanni envisageait Delon pour le rôle de Gino et Lino Ventura pour celui de Cazeneuve. Toutefois, Ventura favorable à la peine de mort, refuse de participer à un projet ouvertement engagé contre cette pratique. Delon propose alors Jean Gabin ; ce dernier accepte sans hésitation et le personnage de Cazeneuve est réécrit pour mieux correspondre à son profil. Le casting réunit également Victor Lanoux, Robert Castel, Gérard Depardieu et Bernard Giraudeau. Le tournage débute le 21 mai 1973 à Meaux et s’achève deux mois plus tard à Montpellier. Conformément aux souhaits de Delon et Giovanni, Deux hommes dans la ville est projeté à travers l’Europe pour nourrir le débat sur la peine de mort. Sorti le 24 octobre 1973, il totalise 2, 4 millions d'entres, ce qui lui permet d'être à la treizième place du box-office annuel.
Peu après, Delon apprend le décès de Jean-Pierre Melville, victime d’une rupture d’anévrisme. Cette disparition est d’autant plus douloureuse pour l'acteur que leur relation s’était terminée sur un différend, malgré un projet commun en discussion.
Pierre Granier-Deferre s’attèle à une adaptation littéraire, choisissant Creezy de Félicien Marceau. Il modifie en profondeur le récit pour privilégier un portrait incisif des hommes politiques. Le titre est changé : La Race des seigneurs. Le personnage principal, Dandieu, devient sous sa plume un homme politique de gauche, ambitieux, intelligent et calculateur. Granier-Deferre à propos du rôle :
« Nous avons écrit le rôle en pensant à Alain Delon. Parce que c’est l’histoire d’un homme qui vit toujours dans la fébrilité, la nervosité, la tension. Alain aussi est toujours sous tension. Un ambitieux qui n’arrive pas à assumer l’amour. Alain aussi a soif de marcher, d’avancer, de gagner, de séduire des gens et des choses. Mais, en même temps, il y a une distance entre le personnage et lui. Ce Julien qui veut à tout prix être ministre et qui le devient est un peu mégalomane. Pas Delon. ».
L’acteur accepte le rôle et s'offre ainsi la possibilité de jouer aux côtés de Jeanne Moreau. La sortie de La Race des seigneurs coïncide avec la mort du président Pompidou, le 2 avril 1974. La critique est divisée et Granier-Deferre finira par rejeter le film.
Delon poursuit avec l'adaptation du roman Someone is Bleeding de Richard Matheson, traduit en Les Seins de glace. Jean-Pierre Mocky en commence l’adaptation. Alain Delon rejoint la production, à condition que Mireille Darc tienne le rôle principal ; Mocky refuse et quitte le projet. Darc propose Georges Lautner qui accepte et adapte rapidement le scénario. Delon choisit de jouer l’avocat plutôt que l’écrivain, rôle qu’il propose à Claude Brasseur. Le film, aux accents de thriller psychologique, met en scène un écrivain amoureux d’une femme perturbée. À sa sortie, le film attire plus de 1,5 million de spectateurs, un succès modéré.

#### Le succès persistant du quadragénaire
Alain Delon souhaite prolonger l’univers de Borsalino avec une suite centrée sur le personnage de Roch Siffredi, déterminé à venger la mort de François Capella. La mise en chantier de ce second volet répond aussi à des considérations économiques : Adel Productions, après avoir investi les recettes de Borsalino dans plusieurs films qui n’ont pas été rentables (Madly, Doucement les basses, Le Professeur), cherche à produire une œuvre plus commerciale susceptible de reproduire le succès initial. Le scénario, conçu par Jacques Deray et Pascal Jardin, n’est plus basé sur la véritable histoire de Carbone et Spirito mais se construit comme une fiction, empruntant néanmoins certains éléments aux faits divers des années 1930. La fin de Borsalino and Co suggère une éventuelle suite et Delon envisage une troisième production. Le film réalise toutefois un tiers des entrées du premier volet et ne rencontre pas davantage de succès en Europe, rendant une suite impossible.

Peu après, Alain Delon se tourne vers un personnage de fiction emblématique : Zorro.
« C'est tout simplement mon fils, 9 ans, qui m'en a donné l'idée. Je lui demande, un jour, quel est le personnage qu'il aime beaucoup. Il m'a répondu, comme l'auraient fait la plupart des enfants, Zorro ! ... D'un autre côté, il y a longtemps que je songe au jeune public, mes films étant souvent interdits aux mineurs [...]. Ce film que j'entreprends devra être un spectacle familial, un Zorro dans la grande tradition. ».
L’adaptation s’inspire de la célèbre série télévisée produite par Disney et en reprend même certaines inventions, comme le personnage du sergent Garcia, joué la par Moustache. Tourné en Espagne, le film relate la transformation de Don Diego de la Vega en justicier masqué, dans une veine proche de La Tulipe noire. Delon y incarne plusieurs personnages : le gouverneur, Zorro, le véritable Don Diego, et un paysan. Delon, qui tient à réaliser ses propres cascades, en exécute presque toutes sauf une, déléguée à un cascadeur qui se blesse. La sortie de Zorro bénéficie d’une campagne promotionnelle d’envergure, avec un budget comparable à celui des films de James Bond. Le film, peu performant en France, rencontre un grand succès à l’étranger, notamment en Italie, en Amérique du Sud, en URSS (1976), puis en Chine (1978), où 70 millions de spectateurs sont recensés.
En 1973, Flic Story est publié. L'ouvrage, rédigé par l’ancien policier Roger Borniche, connaît rapidement un grand succès. Il relate la traque d’Émile Buisson, alors considéré comme l’ennemi public numéro un. En mai 1973, Alain Delon rencontre Borniche et lui fait part de sa vision pour une adaptation cinématographique ; un accord est trouvé et Delon incarnera l'inspecteur Borniche. Pour le casting, Delon, avec Deray, fait appel à des comédiens de son entourage : Henri Guybet et Jean-Louis Trintignant. Le film sort en France le 1er octobre 1975. La critique est favorable et le film réunit près de deux millions de spectateurs.
Après ce succès, Delon tourne Le Gitan de José Giovanni. Il y incarne Hugo Sénéart, inspiré du criminel Luciano Lutring. Le film aborde la marginalisation des Gitans et le tournage débute le 12 août 1975. Un mois avant la sortie du film, Delon chante dans une émission dédiée à Michel Sardou : il interprète Le Président de France. Le Gitan sort le 5 décembre 1975 : le film attire un peu moins de spectateurs que Flic Story, mais davantage que Borsalino and Co.

#### Monsieur Klein, pari risqué
L'idée initiale du film Monsieur Klein provient de Costa-Gavras, qui, avec le scénariste Franco Solinas, conçoit l’histoire d’un homme paisible, d’origine alsacienne, confondu avec un Juif sous l’Occupation, arrêté puis déporté. Costa-Gavras souhaite d’abord mettre en scène le film et confier le rôle principal à Jean-Paul Belmondo. Néanmoins, le coût de production estimé est jugé trop élevé pour un film dont le potentiel commercial semble incertain. Belmondo renonce ; ce qui entraîne également le retrait de Costa-Gavras. Le producteur Norbert Saada approche Alain Delon, qui se montre très intéressé ; il souhaite également coproduire le film. Costa-Gavras est recontacté, mais refuse, précisant que le film avait été conçu pour Belmondo et qu’il ne se voit pas diriger un autre acteur. Delon poursuit les démarches pendant deux ans sans succès, avant de transmettre le scénario à Joseph Losey. Ce dernier accepte. Le tournage de Monsieur Klein s’achève en mars 1976 et le film sort en salles en septembre de la même année. La prestation de Delon est saluée par la critique. En 1977, Mr Klein remporte trois César : meilleur film, meilleure réalisation (Joseph Losey) et meilleure direction artistique (Alexandre Trauner). Le film est également nommé pour le César du meilleur acteur (Alain Delon), sans l’emporter. Le film est un échec commercial à sa sortie : il attire environ 700 000 spectateurs en France, bien en deçà des attentes. Marqué par cet insuccès, Delon s'oriente désormais vers le seul divertissement.

### Renouvellements et déclin progressif (1976-2000)

#### Repli sur le divertissement
Alain Delon, encore en lien étroit avec José Giovanni lui propose de financer un nouveau projet. Giovanni s’inspire alors d’un fait divers réel, l’affaire Bruno Triplet. Il développe l’histoire d’un adolescent de 17 ans qui tue accidentellement un policier lors d’une soirée marquée par la consommation de drogue. Son père, Jacques Batkin, un industriel influent, mobilise tous ses moyens pour tenter de sauver son fils. Ancien caïd du Milieu, Batkin identifie les fournisseurs de drogue comme responsables et décide de les traquer. Mais face à la justice, cela ne suffit pas : son fils est condamné, et Batkin organise son évasion. Le tournage débute le 22 mars 1976 aux studios de la Victorine à Nice. Quatre jours avant, Delon apprend le décès de Luchino Visconti, à l’âge de 70 ans. Profondément affecté, il se replie sur son travail. Comme un boomerang ne rencontre pas le succès escompté en salle.
Roger Borniche ne s’est pas limité à l’écriture de Flic Story. Le succès rencontré par ce premier ouvrage l’a incité à poursuivre dans cette voie, en relatant ses propres expériences dans René la Canne et Le Gang, deux récits qui ont rapidement attiré l’attention du monde cinématographique. René la Canne sera adapté par Francis Girod, qui en fera une comédie burlesque, tandis que Le Gang sera porté à l’écran par Jacques Deray, sur l'initiative d’Alain Delon. Dès la publication du livre, les droits sont acquis par le dirigeant d’Adel Productions. La première affiche du film, présentée au Festival de Cannes, montre un Delon aux cheveux courts, au visage fermé, dans la lignée de Flic Story. Son personnage prend alors le nom de Robert Lurcat, surnommé « le Dingue ». Quant à la réception du film, environ un million de spectateurs se rendent en salles. Cette production marque la fin de la collaboration entre Delon et Borniche.
Armaguedon rencontre dès ses premières phases de développement de nombreux obstacles. Après plusieurs années sans issue, le projet est présenté au producteur Raymond Danon, qui en informe Delon. Ce dernier se montre intéressé par le personnage du docteur Michel Ambrose, un spécialiste en psychopathologie criminelle. Dans le scénario, Louis Carrier (Jean Yanne) menace des chefs d’État et souhaite imposer la diffusion d’un film de sa création. Ce personnage instable échappe à la police ; l’enquête est donc confiée au docteur Ambrose, incarné par Delon. Pendant cette période, Delon est affecté par la mort de Jean Gabin, le 15 novembre 1976. Malgré une première semaine correcte, la fréquentation chute rapidement et le film dépasse à peine les 700 000 entrées en France. Delon se tourne alors vers L’Homme pressé, adapté du roman de Paul Morand. Le récit est centré sur un homme absorbé par le monde des affaires. Admirateur de Morand, il s'identifie à ce personnage nerveux, jouisseur, égoïste, courant après le temps. Alain Delon voit dans ce film l’occasion de partager l’affiche avec Mireille Darc, avec qui il forme un duo à l’écran. Le tournage est d’abord prévu pour décembre 1974 mais le projet est suspendu. Il faudra attendre plus de deux ans pour qu’il soit relancé, cette fois avec Édouard Molinaro à la réalisation, un choix proposé par Darc. Delon incarne Pierre Niox, quadragénaire antiquaire, renommé et fortuné. Avec environ 730 000 spectateurs en France, le film ne parvient pas à couvrir ses coûts.
Alain Delon considère Mort d’un pourri comme un reflet des années 1970, qu’il perçoit comme gangrenées par la corruption. La genèse du projet remonte à un échange entre Delon et Lautner, ce dernier étant en difficulté après la faillite de la société de production d’André Génovès. Le film est adapté d’un roman signé Raf Vallet, pseudonyme de Jean Laborde, journaliste connu pour ses écrits sur la corruption politique et les dérives d’une partie de la police. Le récit s’inspire d’un fait réel : l’affaire Aranda, qui en 1972 révèle des pratiques de corruption dans le secteur de la construction, impliquant des élus. Le scénario est élaboré par Lautner avec l’aide non créditée de Claude Sautet et Robin Davis. Michel Audiard est sollicité pour les dialogues ; Delon, producteur du film, apporte la majeure partie du financement. Initialement prévu pour Max von Sydow, le rôle de Tomski est finalement attribué à Klaus Kinski. Le film repose sur l’amitié entre un député corrompu et un homme droit. À la mort du premier, le second cherche à le venger à l’aide d’un dossier compromettant. La majorité des personnages évoluent dans un univers corrompu, à l’exception du protagoniste principal et d’un commissaire. Mort d’un pourri attire plus de 1,8 million de spectateurs, se plaçant parmi les quinze films les plus vus de l’année. Delon est nommé au César du meilleur acteur mais c'est Jean Rochefort qui remporte le prix pour Le Crabe-Tambour (rôle que Delon avait refusé). Il s’agit de sa dernière collaboration avec Maurice Ronet, Georges Lautner, Michel Audiard et Mireille Darc.
En 1978, Delon s’implique financièrement dans la production d’un film anglo-canadien intitulé Power Play, réalisé par Martyn Burke. Inspiré d’un roman de l’expert en stratégie Edward Luttwak, le film aborde le thème d’un coup d’État dans un État fictif autoritaire. Le film rencontre un échec commercial. Dans un tout autre registre, Delon poursuit sa carrière d’acteur avec Attention, les enfants regardent, projet à travers lequel il entend dénoncer les dérives potentielles de la télévision. Le scénario repose sur un roman de Laird Koenig et met en scène quatre enfants livrés à eux-mêmes dans une villa de la Côte d’Azur pendant l’absence de leurs parents. Après un accident fatal impliquant leur gouvernante, les enfants choisissent de dissimuler les faits, influencés par les comportements télévisés qu’ils reproduisent. Delon choisit de produire et d’interpréter un rôle secondaire ; la réalisation est confiée à Serge Leroy. Le film sort en avril 1978 et est interdit aux moins de 13 ans ; il ne rencontre pas le succès escompté.
Delon participe ensuite à Il était une fois l’Amérique, documentaire produit pour le bicentenaire des États-Unis, qui compile des extraits de films emblématiques répartis en cinq grandes thématiques. Il en assure la narration française sur un texte adapté par Pierre Salinger, pendant que Charlton Heston assure la version originale. Par ailleurs, il prend part à l’émission Numéro un consacrée à Annie Cordy. Ensemble, ils interprètent un extrait du Bel Indifférent de Jean Cocteau. Cette pièce met en scène une femme qui s’adresse en vain à son compagnon silencieux, joué ici par Delon. Le tournage est dirigé par Pierre Mondy et Marion Sarraut. L’émission est diffusée le 14 janvier 1978.
La série cinématographique Airport s’inscrit parmi les succès populaires des années 1970. Après Airport, 747 en péril et Les Naufragés du 747, le quatrième volet, The Concorde… Airport '79, est mis en scène par David Lowell Rich. Pour ce projet, Jennings Lang, alors vice-président d’Universal, souhaite mettre à l’honneur le Concorde, symbole de l’aéronautique européenne. Le scénario imagine un Concorde appartenant à la compagnie fictive World Airlines, chargé d’assurer un vol entre Washington et Moscou, transportant les délégations olympiques américaine et russe. Jennings Lang sollicite Alain Delon pour incarner le pilote du Concorde, rôle censé séduire les spectateurs français et asiatiques. Le tournage débute au Bourget avec le Concorde mis à disposition par Air France, appareil ayant effectué son vol inaugural le 31 janvier 1975. Doté d’un budget de 15 millions de dollars dont quatre alloués aux effets spéciaux, la production est un échec. Il récolte 13 millions de dollars aux États-Unis, bien loin des 100 millions du premier Airport. Renommé Airport 80 Concorde en France, il attire moins d’un million de spectateurs. La critique, tant cinématographique qu’aéronautique, fustige le scénario et les invraisemblances techniques ; ce quatrième opus met fin à la saga.
En fin de décennie, Delon réfléchit à son image publique et envisage un retour au registre sentimental : le roman Harmonie ou les horreurs de la guerre de Jean Freustié est retenu. Pascal Jardin en écrit une adaptation, mise en scène par Pierre Granier-Deferre. Le tournage se déroule à l’automne 1978 dans plusieurs camps militaires. Le film, rebaptisé Le Toubib, se veut une dénonciation de la guerre. Delon y interprète un chirurgien militaire au caractère dur mais humain. La sortie du film rassemble 1,7 million de spectateurs, un chiffre en dessous des attentes de Delon, qui visait une compétition internationale. Par ailleurs, Albert R. Broccoli, producteur de la franchise James Bond, aurait approché Alain Delon durant le tournage des scènes d’intérieur du film Le Toubib, réalisé aux studios de Boulogne-Billancourt. À ce moment-là, dans les studios voisins, se tourne Moonraker avec Roger Moore dans le rôle de l’agent 007. Moore envisage alors de quitter cette franchise et Broccoli aurait vu en Delon un éventuel successeur. Cependant, Roger Moore choisira de poursuivre pour encore trois épisodes supplémentaires. De ce fait, la proposition adressée à Delon n’aura pas de suite.
Un nouveau protagoniste fait son apparition dans Trois Hommes à abattre : Michel Gerfaut, joueur de poker et ancien militaire sous-lieutenant de réserve. Son erreur : venir en aide à un homme grièvement blessé, trouvé sur une route isolée. Gerfaut, soupçonné d’avoir entendu des propos compromettants du mourant, devient la cible de tueurs : plutôt que de fuir, il décide de se défendre. Delon, qui revient au polar après le succès de Mort d’un pourri s’implique activement dans le scénario avec Christopher Frank. La réalisation est confiée à Jacques Deray ; il s’agit là de leur septième collaboration. Le casting s’appuie sur plusieurs seconds rôles expérimentés et la coproduction impose la présence d’une actrice italienne. Deray se rend à Rome et sélectionne Dalila Di Lazzaro, ex-mannequin ayant déjà tourné avec Marcello Mastroianni. Delon participe aux cascades, orchestrées par Rémy Julienne, comme dans Mort d’un pourri. Le film attire 2,1 millions de spectateurs en France, seuil que Delon n'avait pas atteint depuis Deux Hommes dans la ville sept ans plus tôt.
Au début des années 1980, avant les réformes annoncées sous les noms de glasnost et perestroïka, l'Union soviétique manifeste une discrète volonté d’ouverture vers l’Ouest, en particulier à travers les arts : le cinéma devient un levier de cette politique. À présent, l’attention des autorités soviétiques se tourne vers l’Europe. Un projet ambitieux est lancé : un thriller d’espionnage susceptible de plaire à un large public européen. Le scénario imagine un complot visant Churchill, Roosevelt et Staline durant la conférence de Téhéran en 1943. L’intrigue, conçue pour s’étendre à plusieurs pays, inclut la France. Conscients de la nécessité de têtes d’affiche internationales, les producteurs sollicitent Curd Jürgens en Allemagne et Claude Brasseur en France. Ce dernier se désistant, ils approchent finalement Alain Delon, qui accepte le rôle. Le film Téhéran 43, nid d’espions, dont l’action débute à Paris, connaît un accueil très discret en France, mais en URSS, il attire 47,5 millions de spectateurs.
Le 30 décembre 1980, Mireille Darc est victime d’un malaise cardiaque sévère. Le diagnostic établi est un rétrécissement mitral, dû à une malformation congénitale, nécessitant une opération à cœur ouvert. Alain Delon prend personnellement en charge la protection de sa compagne. Douze jours après l’intervention, Darc regagne son domicile, situé près de celui de Delon, quai Kennedy.

#### Films de «flic», réalisations, explorations
Alain Delon décide de franchir une nouvelle étape en devenant réalisateur.
« C’est un juste aboutissement des choses, la boucle est bouclée. Officiellement, j’assume pour la première fois la responsabilité d’un film à cent pour cent, officieusement, j'ai supervisé la réalisation et même un peu plus. [...] Depuis douze ans, je suis producteur, donc chef d'entreprise et maître d'œuvre. C'est une responsabilité qui englobe tous les stades de la fabrication d'un film. Je ne me suis donc pas improvisé metteur en scène. ».
Son premier projet en tant que réalisateur, Pour la peau d’un flic, devait initialement être dirigé par Jacques Deray. Ce dernier étant indisponible, Delon prend les commandes. Le scénario est de Christopher Frank, adapté d’un roman de Jean-Patrick Manchette. Le personnage principal, Choucas, est un ancien policier devenu détective privé, enquêtant sur la disparition d’une jeune femme aveugle. Delon supervise chaque aspect du film, assumant également la production. Pour le rôle féminin principal, Delon cherche un nouveau visage. Anne Parillaud, alors connue pour L’Hôtel de la plage, se présente : Delon l’engage et une relation amoureuse s’installe entre eux. Leur relation prend fin en 1983, peu après le tournage de Le Battant. Le film sort le 9 septembre 1981 ; la critique est globalement favorable et le film attire 2,3 millions de spectateurs, un succès supérieur à ses deux précédents polars. C’est la troisième fois que Delon tourne dans un film comportant le mot flic dans le titre.

Alain Delon choisit de s'impliquer dans un nouveau projet de polar intitulé Le Choc, un titre qu’il a en tête avant même que le scénario ne soit rédigé. La production ne relève pas de Delon, car le projet lui est proposé par Alain Sarde et Alain Terzian ; les deux producteurs souhaitent confier la réalisation à Robin Davis, récemment salué pour La Guerre des polices. Le récit prend une tournure classique : un tueur à gages souhaite se retirer mais se heurte au refus de l'organisation criminelle à laquelle il appartient. Ce film marque également la rencontre professionnelle entre Delon et Catherine Deneuve, après s’être brièvement croisés dans Un flic. Dans le scénario final, Catherine Deneuve incarne une éleveuse de dindons, mariée à un alcoolique interprété par Philippe Léotard. Le tournage débute en décembre 1981, mais les difficultés émergent immédiatement : Deneuve se brouille avec Davis, insatisfaite d’un scénario qu’elle juge trop convenu. Elle qualifie l’expérience de rendez-vous manqué avec Delon :
« Je le regrette énormément, parce que j'aurais aimé vraiment jouer autrement avec lui. On ne s'est pas rencontrés sur ce film. J'ai un peu l'impression de m'être fait posséder. J'ai essayé de faire marche arrière et je n'ai pas pu. Je le regrette parce que c'est un couple qui aurait pu marcher, mais ce n'est pas l'histoire qu'on aurait dû tourner. Je trouve que Delon est un acteur extrêmement intéressant. Il a un grain de folie. ».
Delon apprécie la collaboration :
« J'ai découvert en Catherine une actrice aussi professionnelle que je l'avais imaginé. Précise, attentive, soucieuse d'exploiter ses possibilités, infinies ; une comédienne dans tout l'éclat de sa beauté, dans toute la plénitude de son talent. ».
Le film aboutit difficilement mais le public se déplace : 1,5 million d’entrées en France.
Le réalisateur Pierre Granier-Deferre envisage de réunir à nouveau Romy Schneider et Alain Delon à l’écran dans un projet intitulé L’un contre l’autre, dont le scénario est coécrit avec Michel Grisolia et Jean Aurenche. Toutefois, Delon manifeste des réserves : il doute de l’aptitude psychologique de Schneider à reprendre le travail après la perte accidentelle de son fils. Face à ce refus, Romy Schneider contacte Gérard Depardieu pour lui proposer le rôle masculin. Il accepte, mais le projet ne verra jamais le jour. Le 29 mai 1982, le décès de Romy Schneider est annoncé ; Alain Delon se rend immédiatement sur place, rejoint par Jean-Claude Brialy, Alain Terzian, Claude Berri et Michel Piccoli. À l’aide d’un Polaroïd, il prend trois photos de Schneider qu’il conservera toujours dans son portefeuille. Il prend également en charge l’organisation des obsèques. Delon tente de surmonter ces épreuves et se replonge dans le travail.
Après Le Choc, il entame la réalisation du Battant, adapté d’un roman d’André Caroff. Il prend personnellement en charge la totalité du projet : scénario, casting, réalisation, production et distribution. Le film retrace l’histoire d’un ancien détenu, libéré après huit ans de prison, soupçonné d’un meurtre commis durant un cambriolage. À sa sortie, plusieurs individus - policiers, truands - veulent s’approprier un butin en diamants : il doit affronter seul ces menaces. Anne Parillaud joue une des rôles principaux, celui de la compagne d’un ex-gangster devenu restaurateur. Le Battant réalise près de deux millions d’entrées, en deçà des attentes ; Delon arrête définitivement la réalisation. La relation entre Delon et Parillaud prend fin en 1983, peu après le tournage. Sur le plan personnel, Delon traverse une autre rupture : Mireille Darc quitte le domicile conjugal en juin 1983. En décembre 1983, ils annoncent officiellement leur séparation. Delon produit la même année Le Jeune Marié de Bernard Stora.
Alain Delon ne limite pas ses intérêts cinématographiques aux films policiers. Il porte également une attention particulière aux adaptations de la grande littérature, notamment à l’œuvre de Marcel Proust. Après les tentatives infructueuses de René Clément, Luchino Visconti ou Joseph Losey, c’est au tour du metteur en scène Peter Brook de s’attaquer à l’univers proustien ; un projet qui, lui aussi, restera sans aboutissement. Volker Schlöndorff reprend le scénario de Brook et la production est désormais assurée par Margaret Menegoz. Jeremy Irons est proposé pour incarner Swann, tandis qu’Ornella Muti est pressentie pour le rôle d’Odette. Alors que les répétitions commencent, Schlöndorff est convoqué chez Gaumont : Daniel Toscan du Plantier l’informe qu’Alain Delon souhaite intégrer le film. Schlöndorff s’y oppose mais la direction insiste : une star est nécessaire pour commercialiser le film. Delon et le réalisateur ne s’adresseront pas la parole, se contentant d’échanges écrits par assistants interposés. Delon incarne un rôle secondaire : le baron de Charlus. Le film suscite la déception et attire 800 000 spectateurs.
Delon fait son retour à la chanson en duo avec Shirley Bassey sur Thought I'd Ring You en 1983. Le disque séduit le public et se hisse dans les classements européens.

En 1984, Bertrand Blier cherche à exploiter une autre facette de Delon, convaincu que l’acteur est capable de jouer un personnage à contre-emploi. En discussions régulières avec son producteur Alain Sarde, il entend parler de Lunes de fiel, une adaptation du roman de Pascal Bruckner prévue pour avril 1984, avec Delon et Isabelle Adjani dans les rôles principaux. Le projet, soutenu par André Téchiné, est annulé suite au retrait d’Adjani, en conflit avec Delon, ce qui refroidit l’intérêt du réalisateur. Sarde se retrouve donc avec un contrat signé par Delon mais sans film. Blier propose à Sardre de réaliser le film, à condition de tourner avec Delon. Le producteur contacte Delon qui accepte un rendez-vous ; Blier et Sarde s’y rendent.
– « Alors Blier ? Évidemment, vous n’avez aucune histoire. ».

– « Non, mais j’ai une idée de personnage. J’aimerais vous faire jouer un homme paumé, un peu comme celui que vous avez interprété dans Le Professeur. ».
Delon, sensible à cette référence, accepte aussitôt. Ils présentent le projet à Nathalie Baye, qui accepte également. Blier écrit rapidement Notre histoire, où Delon incarne un garagiste désenchanté tombant sous l’emprise d’une femme à la sexualité débridée.

Michel Galabru, qui partage pour la première fois l’affiche avec Delon, témoigne :
« J'ai encore une fois pu constater que, comme les grands savants ou les grands écrivains, les vraies stars sont simples et sympathiques. Alain Delon - au rebours de toutes les légendes répandues à son sujet - fut la prévenance et l’humour incarnés. J'appréhendais, je l'avoue, ayant entendu pis que pendre à son sujet. [...] C’est pour moi une grande énigme que la mauvaise réputation qu’il traîne à ses basques, semble-t-il entretenue par ceux qui ne l'ont vu que de loin. ».
Le film sort en salle le 16 mai 1984 mais l’accueil critique est mitigé. La prestation de Delon est saluée mais le public n’adhère pas : Notre histoire enregistre 880 000 entrées. Pour sa prestation, Delon est récompensé du César du meilleur acteur en 1985. La cérémonie, tenue au théâtre de l’Empire, est marquée par son absence.
Dans la filmographie d’Alain Delon, Un amour de Swann et Notre histoire constituent des exceptions au sein d’une période principalement tournée vers le polar. À l’approche de la cinquantaine, Delon revient rapidement à ce genre qu’il affectionne particulièrement. Un jour, en consultant les bureaux d’Alain Sarde, il découvre plusieurs scénarios, dont L’Intouchable, signé Philippe Setbon ; Delon décide alors d’en acquérir les droits. Le film met en scène Daniel Pratt, ancien policier d’élite retiré sur une île depuis le meurtre de sa femme. Il y tient un bar et dirige une petite entreprise de pêche. Lorsqu’il apprend que sa fille a été tuée à Lyon par un groupe de justiciers masqués, il retourne sur le continent pour en retrouver les auteurs. Malgré l’intérêt qu’il porte au projet, Delon refuse de le réaliser lui-même. Delon propose alors à José Pinheiro de réaliser L’Intouchable qui confirme son accord. Delon se prépare physiquement durant trois mois et le film débute au Congo. Le tournage s’achève en mars 1985 et le titre évolue : L’Intouchable devient Flic Circus puis Parole de flic. Une chanson, I Don’t Know, est enregistrée par Delon et Phyllis Nelson. Le film rencontre un succès notable : 2,5 millions d’entrées.
Le 26 mai 1986, Jack Lang remet à Delon les insignes de commandeur des Arts et Lettres au Théâtre des Champs-Élysées. Sur le plan personnel, Delon se sépare de Catherine Bleynie après plus d’un an et demi de relation. À Cannes en 1986, Delon présente Le Passage, réalisé par René Manzor. Le film aborde la thématique de la mort et du lien père-fils. Sorti en 1987, le film attire près de 2 millions de spectateurs. La même année, Delon est profondément touché par les disparitions de Lino Ventura et de Dalida, auxquelles il rend hommage. Delon participe ensuite à la version française du film documentaire Dear America – Lettres du Vietnam. Il y lit l’avant-dernière lettre d’un soldat : une protestation contre l’oubli des morts au combat.
Annoncé sur les planches aux côtés de Christophe Malavoy pour la première française de Le Limier, Alain Delon était attendu au théâtre. Le projet théâtral reporté, Delon fait son retour par le biais de la télévision. Un projet international réunissant plusieurs producteurs européens et canadiens attire l'attention de l'acteur. Le résultat : une minisérie de six heures en quatre épisodes, intitulée Cinéma. Il négocie un cachet fixe de 2 millions de francs, avec un pourcentage sur les ventes internationales, majoré pour le Japon, pays où son nom garantit des ventes. Philippe Lefebvre dirige le projet. Le tournage débute le 5 janvier 1988 pour une durée de quatre mois et demi, ce qui est exceptionnel pour la télévision. Diffusé le 23 octobre 1988 sur TF1, le premier épisode de Cinéma suscite des audiences moyennes. Parallèlement, il enregistre la chanson Comme au cinéma, composée par Romano Musumarra. Le clip est tourné aux Canaries. En avril 1988, il devient le premier parrain civil de la Patrouille de France, avec qui il partage un vol.
Alain Delon, passionné de films policiers depuis sa période « melvillienne », attache une importance particulière à la présence du mot « flic » dans les titres de ses films, qu’il considère comme un porte-bonheur. Ne réveillez pas un flic qui dort voit le jour dans un contexte de mécontentement de l'acteur-producteur vis-à-vis du cinéma français, qu’il juge médiocre, et à l’égard des producteurs, qu’il qualifie de « boutiquiers ». Le projet débute en juin 1987 avec l’acquisition des droits de Clause de style, un roman de Frédéric Fajardie, que l’auteur adapte lui-même au cinéma. L’intrigue s’inspire en partie de Magnum Force, mais également de faits réels survenus en Europe entre 1979 et 1980, notamment les actions du groupuscule néofasciste FANE et l’attentat de la rue Copernic. Fajardie imagine une cellule de policiers extrémistes décidée à faire sa propre justice. Le rôle de chef de ce groupe est proposé à Philippe Noiret, qui décline. Michel Serrault est ensuite sollicité et il accepte. Serge Reggiani, dans un rôle secondaire de truand, rejoint le casting. Delon incarne quant à lui le commissaire divisionnaire Grindel, chargé d’enquêter sur une série d’homicides liés au groupuscule. José Pinheiro, déjà réalisateur de Parole de flic, reprend la mise en scène dès janvier 1988. Peu avant le tournage, Adel Productions, la société de Delon, est radiée. À sa suite, Leda Productions est fondée, mais ne produira que deux films avec Delon avant de cesser ses activités en 2009. Le tournage commence au printemps 1988. Delon réalise lui-même ses cascades, mais subit un accident en courant dans un couloir : rupture du tendon d’Achille. Il est opéré et doit interrompre le tournage durant neuf semaines. Malgré cela, la date de sortie reste fixée au 14 décembre 1988. Le film subit un échec commercial et critique ; il attire peu de spectateurs et dépasse à peine les 800 000 entrées. À la suite de cet échec, plus aucun film avec Delon n’utilisera le mot « flic » dans son titre. La popularité de l’acteur reste pourtant intacte. En février 1989, un sondage Ipsos le place en tête des acteurs français préférés.

#### Des choix hasardeux
Au lendemain du Festival de Cannes 1989, l’annonce est faite : Alain Delon s’apprête à tourner sous la direction de Jean-Luc Godard. Dans cette optique, la société de production Sara Films, dirigée par Alain Sarde, signe un contrat avec le cinéaste suisse en juin. Jusqu’alors, Delon n’avait jamais collaboré avec les cinéastes de la Nouvelle Vague. Delon et Godard se rencontrent à Cannes, en mai 1989, où Delon est présent à l’invitation de Jack Lang. Il y exprime son souhait de revenir sur la Croisette en tant qu’acteur d’un film d’auteur ; Alain Sarde facilite alors le contact avec Godard. Le cinéaste remet par la suite à Delon un scénario comportant des dialogues extraits de nombreuses références littéraires. Delon y rencontre également sa future partenaire, Domiziana Giordano. Le film sera ironiquement intitulé Nouvelle Vague. Le tournage débute le 4 septembre 1989, entre le lac Léman et le château de Nyons. Nouvelle Vague est présenté au Festival de Cannes 1990. Le film comptabilise 140 356 entrées et ne marquera ni l’œuvre de Godard ni celle de Delon.
Marc Cerrone, ancien musicien disco, développe depuis plusieurs années un projet de thriller intitulé Dancing Machine, situé dans l’univers de la danse. Longtemps, Alain Delon décline les propositions, étant pris par d'autres engagements. Finalement, Cerrone convainc Gilles Béhat de prendre la réalisation en main et insiste lui aussi pour que Delon tienne un rôle. Le projet prend forme et Delon hésite entre deux rôles : un policier et un professeur de danse nommé Alan Wolf. Il choisit ce dernier. Plusieurs auteurs interviennent sur le scénario : Paul-Loup Sulitzer, Loup Durand, Didier Decoin et Delon lui-même. Le personnage d’Alan Wolf, ancien danseur étoile, dirige une école. Un jour, son ex-femme avertit la police : Wolf tuerait ses élèves. L’enquête débute. Claude Brasseur est choisi pour le rôle du policier, Patrick Dupond, alors directeur de la danse à l’Opéra de Paris, joue Chico. Le tournage commence le 5 mars 1990. Le film sort le 28 novembre 1990 ; il ne trouve pas son public avec 580 000 entrées seulement.
Lors de la naissance de sa fille Anouchka le 25 novembre 1990, il est à Paris pour une vente d’œuvres d’art. Le mariage avec Rosalie van Breemen est évoqué, sans aboutir. Il achète une maison à Genève et une autre aux Pays-Bas, pour que Breemen reste proche de ses origines. Le 21 février 1991, Alain Delon est fait chevalier de la Légion d'honneur par François Mitterrand.
La figure de Giacomo Casanova a été adaptée à plusieurs reprises au cinéma : Jean-Claude Carrière, scénariste, s'intéresse à la version qu’en propose Arthur Schnitzler dans Le Retour de Casanova. Il en développe un scénario avec Édouard Niermans à la réalisation. Le projet peine à se concrétiser, notamment en raison du choix de l’acteur principal. Marcello Mastroianni décline ; Carrière propose alors Alain Delon, avec qui il a collaboré sur La Piscine et Borsalino. Delon est séduit par le rôle de ce Casanova vieillissant, en quête de rédemption, accompagné de son valet Camille. En août 1991, Georges Beaume rachète les droits du roman et contractualise avec Carrière et Niermans ; Delon devient producteur exécutif, afin de conserver une maîtrise sur le projet. Le personnage évolue progressivement vers une version plus désenchantée : un Casanova ruiné, manipulateur, séducteur épuisé et expulsé de toutes parts. Ses derniers désirs : séduire Marcolina, 20 ans, et retourner à Venise. Delon s’implique dans le choix du casting : il propose Fabrice Luchini pour Camille et impose Elsa Lunghini pour Marcolina. Le Retour de Casanova est sélectionné à Cannes. La critique accueille froidement le film : il ne reçoit aucune récompense et ne connaît qu’un succès limité en salle : 357 000 entrées. À la fin du tournage, Delon est sollicité par le haut-commissaire en Polynésie française : Marlon Brando souhaite le rencontrer. Lors d’un entretien privé, Brando demande conseil concernant sa fille Cheyenne, impliquée indirectement dans un meurtre. Delon sympathise ensuite avec Jerry Lewis, qui insiste pour que l’acteur l’accompagne au Téléthon 1991. Delon se retire en raison d’un manque de transparence financière, mais convainc Lewis de maintenir sa participation.
Depuis Trois hommes à abattre, tourné une dizaine d’années plus tôt, Jacques Deray a multiplié les projets. Après une nouvelle incursion dans le polar avec Belmondo, Deray retrouve Alain Delon. Il s’intéresse alors à Le Dérapage, un roman de Gilles Perrault, relatant la relation ambiguë entre un avocat et un jeune homme récemment acquitté du meurtre de ses parents. Alors que l’avocat obtient sa libération, subsiste la question : est-il réellement innocent ? La vérité émerge au fil d’une confrontation nocturne, dans un huis clos. L’adaptation est cosignée par Deray, Jean Curtelin et Perrault lui-même. Michel Piccoli est alors pressenti pour incarner l’avocat mais des contretemps ralentissent le projet. Deray reprend finalement la main et s’adresse à Delon : il accepte, et demande à Alain Sarde, avec qui il est sous contrat depuis Le Retour de Casanova, de produire le film. Le financement du film s’avère difficile : les échecs de Ne réveillez pas un flic qui dort et Dancing Machine rendent le nom de Delon moins rassurant pour les investisseurs. En avril 1992, le projet prend son envol. Le tournage débute à Lyon le 18 mai 1992, dans des décors réels. Pour le rôle du jeune homme, Deray choisit Manuel Blanc, remarqué dans J’embrasse pas d’André Téchiné. Lorsqu’Un crime sort enfin en salles, le 4 août 1993, le contexte est peu favorable. À Paris, le film n’attire que 19 000 spectateurs la première semaine et la tendance ne s’inverse pas. En fin d’exploitation, Un crime totalise à peine 66 537 entrées sur l’ensemble du territoire ; du jamais vu pour un film avec Delon en tête d’affiche. Cette contre-performance alimente l’idée d’un déclin de la carrière de l’acteur.
Malgré l’échec, un nouveau projet s’engage rapidement. Pierre Granier-Deferre, en contrat avec Alain Sarde depuis 1991, développe une adaptation de L’Ours en peluche de Georges Simenon. Le rôle principal est taillé pour Delon : Jean Rivière, obstétricien reconnu, mené par ses désirs est confronté à une menace issue de son passé sentimental. Le scénario, coécrit avec Michel Grisolia et Didier Decoin, peine à convaincre. Granier-Deferre quitte le projet en janvier 1993 et Jacques Deray est sollicité. Il accepte, sans enthousiasme initial, pour retrouver l’univers de Simenon, encore inédit dans sa filmographie. Deray, Delon et Jean Curtelin s’activent à tout réécrire en quelques jours. Le rôle de la maîtresse, peu développé dans le roman, est attribué à Francesca Dellera, imposée par la partie italienne comme condition à leur participation financière. Le tournage débute en avril 1993 entre Bruxelles et Paris, avec une équipe italienne. La sortie française de L’Ours en peluche est d’abord reportée ; prévue en novembre 1993, elle est décalée à mars 1994 sans explication officielle. Le film sort d’abord en Italie, avec un succès modéré ; en France, il passe pratiquement inaperçu.
Le 18 du même mois naît Alain-Fabien Delon, à la clinique de Gien ; il est le fils d’Alain Delon et de Rosalie Van Breemen. Contrairement aux précédentes naissances, le père est cette fois présent auprès de la mère. Ce choix de prénom respecte la volonté d’Alain Delon que tous ses enfants partagent la même initiale que lui : A, comme Anthony, Anouchka et Alain-Fabien.
Par ailleurs, L’Ours en peluche, film produit avec Delon, ne trouve pas de distributeur en France. Pour la première fois, un film avec Alain Delon pourrait ne jamais sortir. Finalement, Roos Movies accepte d'assurer la distribution du film, malgré une expérience quasi inexistante dans le domaine. La distribution est restreinte à sept salles à Paris et dix-huit en province : l'échec commercial est massif avec 10 895 entrées au total, soit environ 435 spectateurs par salle, en une semaine. Cet échec s’inscrit dans une tendance plus large de désaffection du public pour les films avec Delon, amorcée dès Ne réveillez pas un flic qui dort, et prolongée avec Dancing Machine, Le Retour de Casanova, Un crime et Nouvelle Vague.
Delon se tourne alors vers la télévision, animant une rubrique hebdomadaire sur La Cinquième, chaîne publique naissante, où il introduit un film chaque lundi. Il choisit les décors et présente durant trois minutes une œuvre significative, souvent en lien avec sa propre histoire cinématographique ; ce projet se poursuit pendant un an.

En décembre 1995, à l'occasion du centenaire du cinéma, Agnès Varda réalise un film-hommage mêlant extraits de grands classiques et interventions de figures emblématiques du septième art, interprétant des rôles de fiction proches de leur image publique. Le projet consiste à symboliquement veiller sur M. Cinéma, un personnage représentant un art bientôt centenaire. Michel Piccoli incarne M. Cinéma, Marcello Mastroianni joue un ami italien, tandis que Julie Gayet incarne une jeune femme chargée de raviver les souvenirs du personnage principal. S'ajoutent plusieurs apparitions de personnalités, qualifiées par Varda de « visiteurs notoires », comme Jean-Paul Belmondo ou Alain Delon. Concernant Delon, Varda choisit de capitaliser sur son aura ; l'acteur arrive en hélicoptère sur le domaine de M. Cinéma :
« Je me suis fait piégé. Je croyais participer à un documentaire sur le centenaire du cinéma. [...] Pour des raisons pratiques, je suis arrivé en hélico. Varda a voulu filmer la scène. J'ai tenté de l’en dissuader en lui expliquant que ce serait mal interprété. Ça n’a pas raté. La presse a titré : “Voilà, Delon fait encore son cinéma” ».
Michel Piccoli, de son côté, apprécie cette intervention :
« Je trouve la séquence de Delon magnifique, exemplaire. Une scène assez méchante pour Delon : une espèce de cliché parodique de Delon. Et il s'en tire avec une élégance et un humour magnifiques. Le fait qu'il ait accepté prouve qu’il était à la fois flatté et que ça l’amusait de montrer Delon faisant l’acteur dans un film sur le cinéma. Il a même dit à Agnès : “Vous ne croyez pas que l’hélicoptère c’est un peu exagéré ?” ».
À l’écran, Delon déambule brièvement devant des éléments rappelant sa carrière, comme des affiches ou des photographies, notamment celle de Luchino Visconti.
Peu après la sortie du film en France, le Festival de Berlin remet à Delon un Ours d’or d’honneur : il devient le sixième acteur et le premier Français à recevoir cette distinction. La cérémonie berlinoise donne lieu à de nombreuses manifestations : bains de foule, visite officielle et réception chez le président Roman Herzog. De retour à Paris, Delon reçoit une lettre manuscrite de félicitations de François Mitterrand. Le 25 février 1995, Delon préside la vingtième cérémonie des César, événement auquel il avait toujours refusé de participer. Le 4 février 1996, Alain Delon devient grand-père : Lou, fille d’Anthony, vient de naître. Suivront Alyson Le Borges (1986) et Liv Delon (2001).
Du 28 mars au 28 avril 1996, la Cinémathèque française lui rend hommage en programmant cinquante de ses films. En parallèle, Delon prépare son retour au théâtre après presque trente ans d’absence : il accepte de jouer Variations énigmatiques d’Éric-Emmanuel Schmitt. Le rôle : un écrivain misanthrope, retiré sur une île norvégienne. Il choisit de jouer au Théâtre Marigny et Francis Huster est son partenaire. La première a lieu le 24 septembre 1996 : la presse reste partagée mais les représentations attirent un large public.
Bernard-Henri Lévy ambitionne de se tourner vers le cinéma de fiction. Il souhaite raconter une histoire d’amour se déroulant au Mexique. Il souhaite y intégrer ses souvenirs de cinéphile, aborder diverses thématiques comme la lutte des classes, le rôle de l’écrivain, le lyrisme, et jouer avec les formes narratives. Le récit qu’il veut porter à l’écran est celui d’un écrivain en panne d’inspiration retiré dans une hacienda en ruines au Mexique. Là, il rencontre une jeune comédienne venant de Paris. Pour concrétiser ce projet, BHL rassemble des fonds en provenance de plusieurs pays et convainc des acteurs de renom de participer. Son épouse, Arielle Dombasle, fait partie de la distribution, aux côtés de Lauren Bacall et Alain Delon. Le tournage débute le 18 avril 1996 pour sept semaines, principalement au Mexique. La sortie du film, prévue en février 1997, est largement médiatisée et la promotion est massive. Le Jour et la Nuit est toutefois très mal accueilli par la critique et le public ; 77 000 spectateurs en France.
L’idée de réunir à l’écran Jean-Paul Belmondo et Alain Delon circule toujours parmi les producteurs parisiens : le souvenir du film Borsalino, régulièrement rediffusé, reste présent. Au printemps 1994, le producteur Christian Fechner soumet une proposition : il sollicite Patrice Leconte pour développer une idée de scénario. Il faudra attendre trois ans pour que le projet entre en tournage. La première rencontre entre Delon et Leconte a lieu lors d’une représentation de La Puce à l’oreille, pièce dans laquelle joue Belmondo. Le ton humoristique et la dérision séduisent Belmondo et les deux acteurs acceptent le scénario sans demander de modifications. Le tournage commence en avril 1997. L’histoire met en scène Julien Vignal, restaurateur respectable et suspect de multiples braquages ; le personnage de Delon est conçu en référence à ses rôles de cambrioleurs. Belmondo incarne Léo Brassac, ancien militaire devenu chercheur de trésors, inspiré de personnages tels que ceux du Professionnel ou des Morfalous. Vanessa Paradis complète le trio. Le film se tourne sur la Côte d’Azur, Paris et New York. La sortie du film, le 25 mars 1998, est précédée d’une forte campagne promotionnelle ; le film atteint à peine le million d’entrées.
Après avoir renoncé à la tournée internationale de Variations énigmatiques, l’acteur choisit finalement de rejouer la pièce aux côtés de Stéphane Freiss et sous la direction d’Anne Bourgeois. Quatre-vingts représentations sont données, suivies d’une tournée qui s’achève le 28 janvier 1999 ; la pièce rencontre de nouveau le succès. Par la suite, Variations énigmatiques sera jouée dans de nombreux pays, mais sans la participation de Delon : il ne souhaite pas poursuivre davantage l’expérience théâtrale.
Le 23 septembre 1999, le conseil municipal de Chêne-Bougeries, sa commune de résidence, approuve sa demande de naturalisation suisse. C'est en mars 2000 que Delon devient officiellement citoyen suisse.
Après Agnès Varda, qui a rendu hommage au cinéma, Bertrand Blier souhaite saluer les acteurs français. Il réunit de nombreux comédiens dans son film intitulé Les Acteurs, dans lequel il se plaît à jouer avec leur image publique. Contrairement aux autres, Alain Delon est filmé seul, pour mettre en avant son image d’homme solitaire. Il évoque les figures disparues de Jean Gabin, Lino Ventura, Louis de Funès, Bourvil, Simone Signoret et Yves Montand. Le tournage pour Delon est bref, limité à sept heures, de 21h à 4h.
En 2001, Rosalie van Breemen quitte Delon. En fin de carrière, il reçoit plusieurs distinctions : le trophée de l’Acteur mondial des mains de Mikhaïl Gorbatchev à Vienne, puis le Saint-Georges d’honneur à Moscou, remis par Nikita Mikhalkov.

### Adieux au monde artistique (2000-2024)

#### Plébiscites à la télévision
À plus de 60 ans, il décide de quitter le cinéma pour éviter « le combat de trop ». Il reste toutefois actif au théâtre et à la télévision en acceptant le rôle principal dans une adaptation de la trilogie marseillaise de Jean-Claude Izzo sur TF1 : Fabio Montale. Le projet, piloté par Jean-Pierre Guérin, implique José Pinheiro à la réalisation et Philippe Setbon au scénario. TF1 diffuse le premier épisode le 3 janvier 2002. Le succès est immédiat, avec 12 millions de téléspectateurs au rendez-vous. Si les deux épisodes suivants enregistrent une légère baisse, la moyenne de la trilogie atteint 11,3 millions de téléspectateurs.
Après plusieurs tentatives de réconciliation, Rosalie van Breemen décide, au début de l’été 2002, de mettre un terme définitif à leur relation.

Encouragé par le succès de Fabio Montale, Alain Delon déclare dans un premier temps vouloir se retirer définitivement de la scène. Face à l’afflux de nouvelles propositions, il revient rapidement sur cette décision. Le 1er juillet 2002, il annonce au journal de 20h de France 2 qu’il va incarner le personnage principal d’une nouvelle série policière, Frank Riva, produite cette fois par France Télévisions. Philippe Setbon est sollicité pour écrire un projet pour Delon :
« Avec Frank Riva, mon idée, mon ambition, c'était de boucler la boucle polar d'Alain Delon. [...] J’ai décidé de créer un personnage qui soit la somme de tous ses plus beaux rôles. [...] J'ai glissé énormément d'hommages à sa carrière, des situations, des répliques. À ce héros de fiction, j'ai mélangé ce que je croyais comprendre de l'homme Delon. [...] Je crois qu'il a beaucoup aimé ce rôle et qu'il s'est fondu dedans. ».
Ainsi naît Frank Riva, ancien commissaire ayant contribué à démanteler la French Connection. Reclus sur une île, il est rappelé en France à la suite de l’assassinat de son frère, lui aussi policier. Vingt-cinq ans ont passé depuis son départ précipité après une mission d’infiltration dans un réseau mafieux. Delon propose un rôle à Mireille Darc, qui accepte. Le tournage débute en février 2003 et s'étale sur 66 jours, avec un budget de 18 millions d’euros ; Delon y participe également comme coproducteur. Le premier épisode de Frank Riva, diffusé le 7 novembre 2003, attire 7,5 millions de téléspectateurs. Les deux suivants enregistrent respectivement 6,5 et 7,4 millions. Le succès conduit à la commande d’une deuxième saison. Cependant, lors de la diffusion en 2004, les audiences chutent progressivement de 4,5 à 3 millions. Une troisième saison déjà écrite est abandonnée.
Entre les deux saisons de Frank Riva, Delon tourne un téléfilm : Le Lion, inspiré du roman de Joseph Kessel. Initialement prévu pour Jean-Paul Belmondo, le projet est récupéré par Delon, qui confie l’adaptation à Philippe Setbon. L’acteur choisit d’y faire jouer sa fille, Anouchka, âgée de 12 ans. Le tournage a lieu en Afrique du Sud pendant l'été 2003, sous la direction de José Pinheiro. Avant la diffusion de Le Lion, Delon reçoit l’ordre du Ouissam Alaouite à Marrakech. Il reçoit également une Étoile d’or remise par Claudia Cardinale. Le Lion, diffusé à Noël 2003, réunit près de 6 millions de spectateurs et arrive en tête des audiences.

#### Le théâtre plutôt que le cinéma
À l’automne 2004, Alain Delon revient au théâtre avec Les Montagnes russes d’Éric Assous, pièce à deux personnages. Les représentations, mises en scène par Anne Bourgeois, se jouent à guichets fermés du 12 octobre au 18 décembre 2004.
En Janvier 2006, Alain Delon se rend à Munich où il reçoit un Diva d’honneur, récompensant l’ensemble de sa carrière. Plus tard, le maire de Paris Bertrand Delanoë lui remet la grande médaille Vermeil lors du lancement de l’exposition Paris au cinéma, dont Delon est président d'honneur.
Sur la demande de Françoise Hardy, Delon interprète Modern Style, reprise d’un titre de Jean Bart, avec la chanteuse.
Delon annonce en fin d’année son retour sur scène, dans une adaptation théâtrale du roman Sur la route de Madison de Robert James Waller. Didier Caron et Dominique Deschamps signent l’adaptation. Philippe Hersen reprend le projet avec l’intention de réunir Alain Delon et Mireille Darc. En 2007, la pièce est lancée au Théâtre Marigny ; le succès entraîne une prolongation au-delà de la date initiale.
En 2008, Alain Delon remet un César posthume à Romy Schneider.
Delon joue ensuite Love Letters, pièce d’Albert Ramsdell Gurney centrée sur la correspondance entre deux personnages : il partage la scène avec Anouk Aimée. Delon s’occupe par ailleurs de la mise en scène.

Alain Delon semblait avoir mis un terme à sa carrière cinématographique. Lorsqu'on l'interroge sur sa décision de s'éloigner du cinéma, il déclare :
« J'ai dit que je ne voulais plus faire de cinéma pour des raisons tout à fait précises, j'ai dit qu'à mon sens le cinéma français, comme le cinéma italien, n'existait plus dans son entité, qu'il y avait, en Italie comme en France, des personnalités mais cela ne fait pas un cinéma national. Voilà pourquoi j'ai quitté le cinéma. Et je n'avais plus envie de travailler avec ceux qui faisaient des films à cette époque. ».
Alain Delon opère un retour au cinéma en incarnant Jules César dans une production de grande envergure :
« À la lecture que m'a proposée le producteur Thomas Langmann, à la première scène j'ai ri, j'ai refermé et j'ai dit : "Je le fais". Voilà. Tout est parti de cette première scène qui est une création totale avec un rajout musical bien choisi. Comment peut-on refuser ça ? ».
La scène en question devient l’un des moments les plus marquants du film. Elle débute par une vue du palais impérial, accompagnée de la musique du Clan des Siciliens. Un guépard apparaît, puis un gros plan montre les yeux de Delon ; Jules César se contemple dans un miroir, proclamant :
« César ne vieillit pas, il mûrit. Ses cheveux ne blanchissent pas, ils s'illuminent. César est immortel. Pour longtemps. César a tout réussi, tout conquis. C'est un guépard, un samouraï. Il ne doit rien à personne. Ni à Rocco, ni à ses frères, ni au clan des Siciliens. César est de la race des seigneurs. D'ailleurs, le César du meilleur empereur a été décerné à César ! Ave moi ! ».
C’est la première fois que Delon joue dans une adaptation de bande dessinée. Lancé officiellement en septembre 2005, le projet Astérix aux Jeux olympiques dispose d’un budget de 78 millions d’euros, le plus important de l’histoire du cinéma français à l’époque. Alain Delon perçoit un cachet de 1,2 million d’euros, assorti d'une prime si le film franchit les 10 millions d’entrées en France. La préparation commence en décembre 2005 et le tournage débute le 19 juin 2006 en forêt de Fontainebleau, en présence d’Albert Uderzo. Dans le film, Delon partage peu de scènes avec Astérix et Obélix (Clovis Cornillac et Gérard Depardieu), mais davantage avec Brutus, son fils, interprété par Benoît Poelvoorde. Le film, sorti le 30 janvier 2008, est distribué dans plus de 6 000 salles, dont plus de 1 000 en France. Il totalise 6 817 803 entrées dans le pays, devenant le plus grand succès de la carrière de Delon.
En 2009, la maison Dior choisit Alain Delon pour incarner l’image de son parfum Eau sauvage. La campagne repose sur un cliché datant de 1966, pris à Saint-Tropez par Jean-Marie Périer. La campagne connaît un succès notable, relançant le parfum parmi les meilleures ventes masculines. Des clichés issus de La Piscine et d’autres films comme Les Aventuriers sont ensuite utilisés.

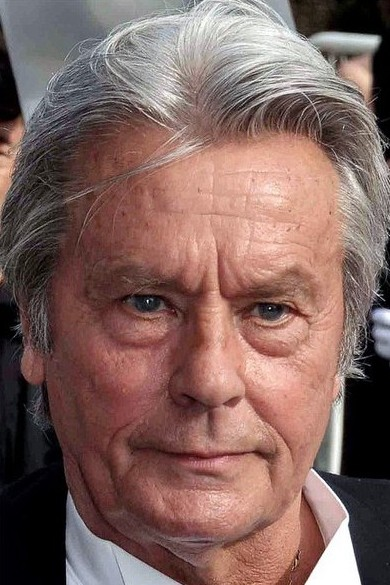
Alain Delon lors de la 63e édition du Festival de Cannes (2010).

Delon apparaît également brièvement dans Un mari de trop, comédie romantique diffusée sur TF1, dans le rôle du père d’un des protagonistes. Il est également le parrain du pavillon français à l’Exposition universelle de Shanghai en 2010. La même année, il est nommé président d’honneur à vie du comité Miss France, participant aux cérémonies de couronnement. On le voit tenant la main de Mireille Darc, le 4 mars 2011 à l'église Saint-Roch, aux obsèques d'Annie Girardot.

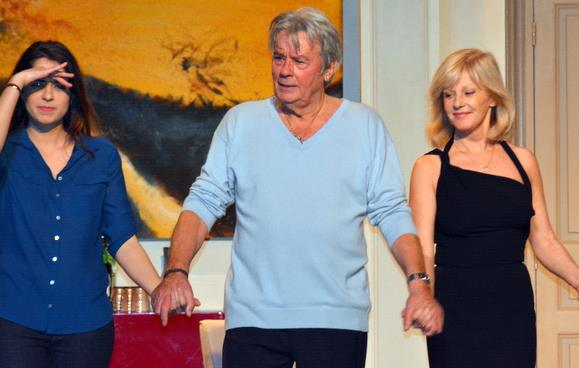
Alain Delon à la fin d'une représentation d'Une journée ordinaire (2013).

Sur le plan artistique, Delon souhaite partager la scène avec sa fille Anouchka. Ensemble, ils travaillent sur Une journée ordinaire, pièce écrite par Éric Assous ; les représentations se déroulent de janvier à avril 2011. Delon et sa fille enregistrent également le commentaire du documentaire L’Occupation intime, diffusé sur TF1 en septembre 2011. En août 2012, il reçoit un prix d’honneur au Festival de Locarno. Delon joue ensuite dans S Novym godom, mamy! (Bonne Année, les mamans !), film russe sorti en décembre 2012. Il est un temps pressenti pour des projets comme un biopic sur Romy Schneider ou un film de Claude Lelouch, mais ceux-ci n’aboutissent pas. Il rejette également l’idée de participer à un remake du Chat. Après trois années au cours Simon, Anouchka Delon s’investit pleinement dans sa carrière d’actrice et remonte sur scène aux côtés de son père pour Une journée ordinaire, entre octobre 2013 et février 2014, en France, en Suisse et en Belgique. C’est Alain Delon lui-même qui initie ce projet, sollicitant Richard Caillat pour en assurer la production.
En août 2014, il subit une intervention à l’hôpital Lariboisière pour un problème aux nerfs du visage, souffrant alors de maux de tête fréquents. À l’automne 2015, le Japon lui rend hommage via l’Institut français, qui organise à Tokyo une rétrospective intitulée Alain Delon, l’unique et son double, présentant huit films. Alain Delon célèbre ses 80 ans le 8 novembre 2015. Il envisage notamment de jouer dans une pièce spécialement écrite pour lui par Jeanne Fontaine, Le Crépuscule d’un fauve, sur l’histoire d’un policier blessé. Initialement prévue pour septembre 2016 au Théâtre de Paris, la pièce est reportée à plusieurs reprises. Durant l’été 2016, il prête sa voix au spectacle Génération De Gaulle, projeté sur la croix de Lorraine à Colombey-les-Deux-Églises. Après avoir modifié le texte, il enregistre la narration aux studios Saint-Germain à Paris. Se tenant éloigné des plateaux de tournage, il consacre davantage de temps à la gestion de ses collections.

#### Dernières années
Delon continue de refuser des propositions qui ne correspondent pas à ses attentes. Le 28 août 2017, il est profondément bouleversé par le décès de Mireille Darc. Peu à peu, ses contemporains disparaissent (Claude Rich, Jeanne Moreau, Robert Hirsch, Charles Aznavour, Claude Brasseur, Bernard Tapie, Monica Vitti, Jacques Perrin, Michel Bouquet, Jean-Louis Trintignant, Jean-Luc Godard, Jane Birkin...) et Delon se retire peu à peu de la sphère médiatique.
Il effectue un bref retour au cinéma à l’occasion du film Toute ressemblance de Michel Denisot, où il apparaît dans une scène aux côtés de Franck Dubosc. En décembre 2018, Alain Delon enregistre Je n’aime que toi, une chanson écrite par Julia Paris et composée par Rick Allison. En mars 2019, il est invité à l’Élysée à l’occasion d’un dîner d’État en l’honneur du président chinois Xi Jinping.
Le 19 mai 2019, lors du festival de Cannes, il reçoit une Palme d'honneur pour l'ensemble de sa carrière. Il prononce alors une allocution lors de laquelle il apparaît en larmes. L'organisation américaine Women and Hollywood lance une pétition pour s'opposer à cette distinction, l'association reprochant à l'acteur français ses propos sur les femmes, les LGBTQIA+ et les immigrés en France.
Alain Delon confie en juin 2021 vouloir tourner une dernière fois avant sa mort : « [J'ai] envie de faire un film et surtout de faire mon dernier film. Celui qui restera pour toujours. Et après, je pourrai partir, je n’aurai plus rien d’autre à faire ». Pour ce tournage, il souhaite une équipe « exceptionnelle » avec un « metteur en scène exceptionnel », sûrement « une femme », citant Lisa Azuelos. Après avoir finalement exprimé le désir de tourner un film avec le réalisateur Patrice Leconte, Alain Delon renonce en 2022 à ce projet cinématographique, La maison vide. Le tournage devait débuter près du lac Léman, en juin 2022, avec notamment Juliette Binoche. Cependant, un AVC en 2019 et des complications de santé ont empêché Delon de reprendre le travail.
Le 6 septembre 2021, la presse annonce le décès de Jean-Paul Belmondo, âgé de 88 ans. Delon ne participe pas à l’hommage national aux Invalides et choisit d’assister à la messe en l’église Saint-Germain-des-Prés. Il s'agit de sa dernière apparition publique médiatisée.
Touché par la guerre en Ukraine, Delon exprime publiquement son soutien à Volodymyr Zelensky. Le 23 février, avec Catherine Deneuve, il lit des poèmes ukrainiens sur TV5 Monde. Plus tard, le décès d’Ari Boulogne est annoncé. Il annonce par ailleurs la vente d’une partie de sa collection d’art. L’exposition intitulée « Alain Delon, 60 ans de passion » est présentée à New York, Hong Kong, Genève et Paris.
En février 2024, il est annoncé que Delon a été diagnostiqué d'un lymphome diffus à grandes cellules B, un cancer du système lymphatique, en 2021, à l'âge de 85 ans.

### Mort, réactions et obsèques
Alain Delon meurt le 18 août 2024 à 3 h du matin, à 88 ans, des suites d'un lymphome diffus à grandes cellules B, dans sa maison de Douchy-Montcorbon (Loiret),,.
Les hommages affluent aussitôt. En France, de nombreuses personnalités saluent sa mémoire : Brigitte Bardot, Claudia Cardinale, Paul Belmondo, Céline Dion, Costa-Gavras, Michel Sardou, Isabelle Adjani, Jean Dujardin, Patrick Bruel, Michel Drucker, Line Renaud, et bien d'autres,,,,,,,,,,,,,,. À l'étranger, les témoignages viennent d'Antonio Banderas, Sophia Loren, Jean-Claude Van Damme, Jim Jarmusch, John Woo, Shohreh Aghdashloo ou encore Piers Morgan,,,,. L'Académie des arts et techniques du cinéma salue « une icône éternelle du septième art », tandis que la Mostra de Venise évoque une star « au style inoubliable »,.
Des dirigeants politiques, comme Emmanuel Macron, Nicolas Sarkozy, Gabriel Attal, Anne Hidalgo ou Marine Le Pen expriment leur reconnaissance. Le président Macron le décrit comme « mélancolique, populaire, secret » et « plus qu'une star : un monument français ». Des réactions viennent aussi d'Italie, d'Ukraine, de Roumanie, de Côte d'Ivoire, de Bulgarie, et même des ambassades de Chine, de Russie et du Paraguay,,,,,,,.
Le lendemain, sa mort fait la une de la presse mondiale,,,,,,,,,. La presse étrangère parle notamment du « dernier grand mythe du cinéma français ». Le New York Times le décrit comme un acteur « intense et intensément beau », The Guardian comme un « symbole de la beauté perdue des années 1960 », et The Japan Times le compare à James Dean. La série Plus belle la vie, encore plus belle lui rend hommage dans l'épisode du 22 août.
De nombreuses chaînes de télévision, en France comme à l'étranger (Allemagne, Italie, Espagne, Iran, Chine, etc.) adaptent leur programmation pour saluer sa carrière,,,,,,,,,,,.
Fidèle à ses souhaits, Alain Delon refuse tout hommage national. Il est enterré le 24 août dans une chapelle privée sur son domaine de la Brûlerie, auprès de ses trente-cinq chiens,. Une cinquantaine d'invités sont présents, dont ses trois enfants,. La cérémonie, célébrée par Jean-Michel Di Falco, se tient sans Claudia Cardinale, invitée mais absente.

#### Hommages en France
L'émotion se prolonge à travers de nombreux hommages culturels. La Filmothèque du Quartier Latin, les cinémas Pathé, l'Agence pour le développement régional du cinéma, ainsi que plusieurs festivals lui consacrent rétrospectives et projections,,. À Angoulême, Notre histoire est diffusé en sa mémoire, ; Nathalie Baye lui rend hommage. Le Festival Lumière 2024 se clôt avec Plein Soleil et une intervention d'Anthony Delon,,. À Marseille, lors des « Prix du Livre », un hommage est organisé en sa présence.
Le Festival de Cannes 2025 lui rend également hommage avec l'exposition Cannes fait le mur, qui habille les façades de la ville à son effigie,. Le salon du Palm Beach est rebaptisé à son nom. À Paris, une voie pourrait porter son nom, et une plaque est envisagée sur le Normandie, sur les Champs-Élysées,. Tout comme à Sarlat-la-Canéda, où une impasse a été baptisée en hommage à Alain Delon, la commune de Bouc-Bel-Air compte également une Impasse Alain Delon.
Le 8 novembre 2024, jour où il aurait eu 89 ans, un ciné-concert Le Dernier Samouraï reprend les musiques de ses films au Palais des congrès,,. Il est également honoré dans les rubriques In Memoriam des BAFTA, European Film Awards, SAG Awards, David di Donatello,, — mais son absence aux Oscars 2025, crée la polémique,,,. Lors de la 50ᵉ cérémonie des Césars, une séquence revient sur sa carrière.
À l’occasion du premier anniversaire de sa disparition, une cérémonie se tient le 18 août 2025 à Douchy-Montcorbon, où il repose. À cette occasion, le stade communal est renommé en son honneur. Une projection publique du documentaire Delon-Douchy, retraçant les liens profonds qui l’unissaient au village, vient clôturer cette journée de commémoration.

#### Hommages internationaux
Dans le monde entier, l'aura d'Alain Delon est célébrée. Aux États-Unis, l'American French Film Festival, la Cinémathèque Américaine (en) et l'AFI organisent des projections,,,. La Cinémathèque québécoise lui consacre une rétrospective.
En Amérique latine, le Brésil (Festival Varilux de Cinema Francês),,, Cuba (Festival du film français),,, le Pérou, la Colombie,, et d'autres pays diffusent ses œuvres dans leurs cinémathèques ou centres culturels.
En Asie, Remember Alain Delon à Hanoï projette trois de ses films emblématiques sur le continent : Soleil Rouge, Le Cercle Rouge et Plein Soleil. À Tokyo, l'Institut français du Japon organise une rétrospective enrichie de conférences. Singapour et Calcutta (SRFTI) lui rendent hommage également,,.
En Europe, des projections ont lieu en Suisse, au Luxembourg (lb), au Royaume-Uni (Ciné Lumière, Londres, en Grèce (Cine Paris, Athènes), en Italie (Florence, Rome), en Bulgarie et à la Mostra de Venise 2024,,,,,,,,,,,,. En Hongrie, un ciné-concert autour de Delon et Belmondo est donné au Théâtre Erkel, avec l'Orchestre symphonique de Budapest.

## Vie privée

Les compagnes notoires d'Alain Delon (chronologie)
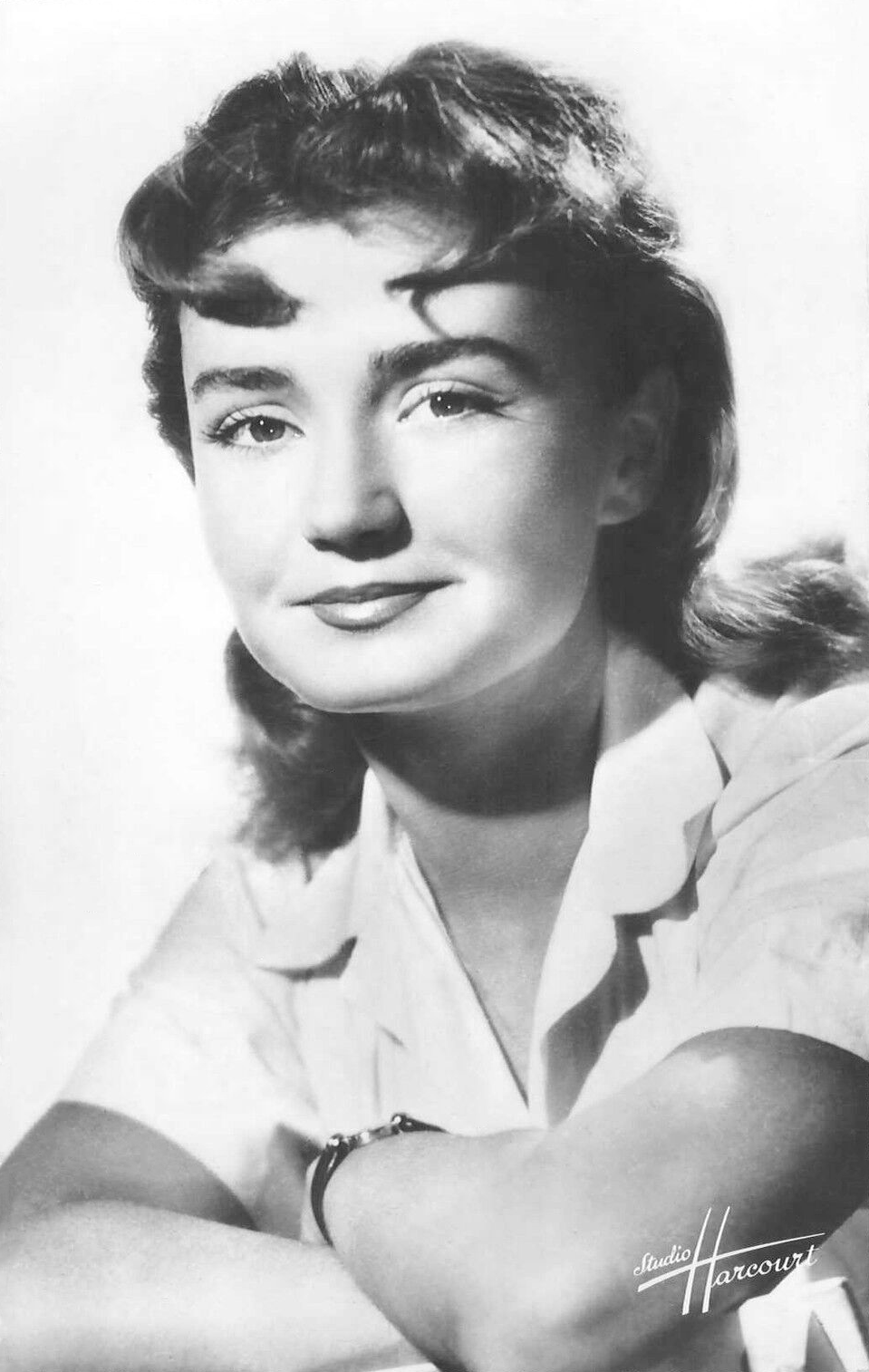
Brigitte Auber (1956)
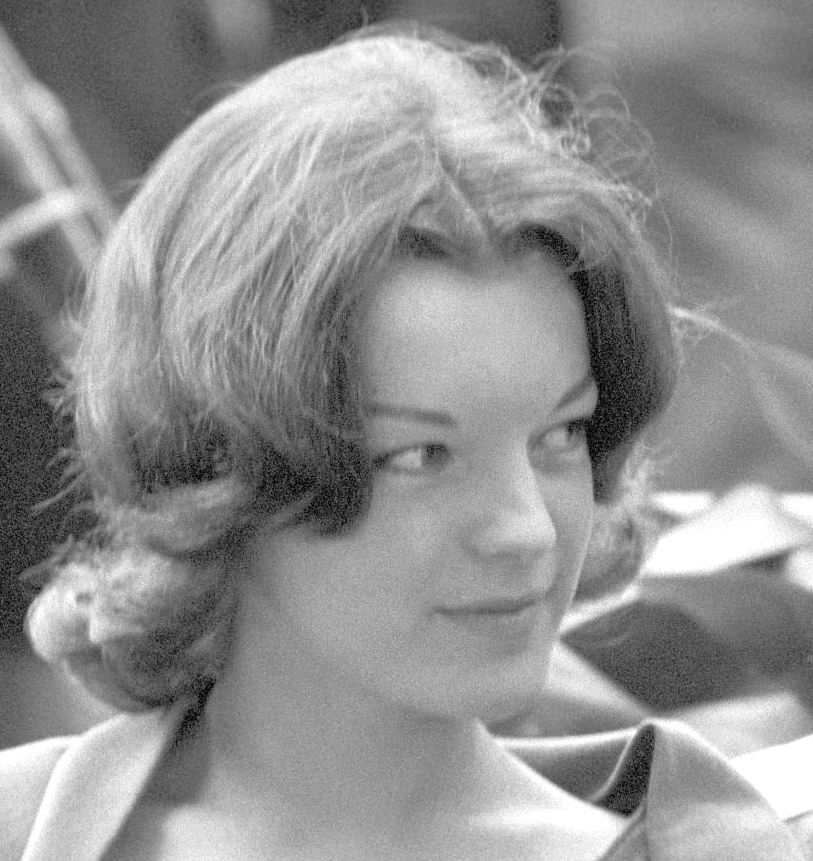
Romy Schneider (1958-1963)
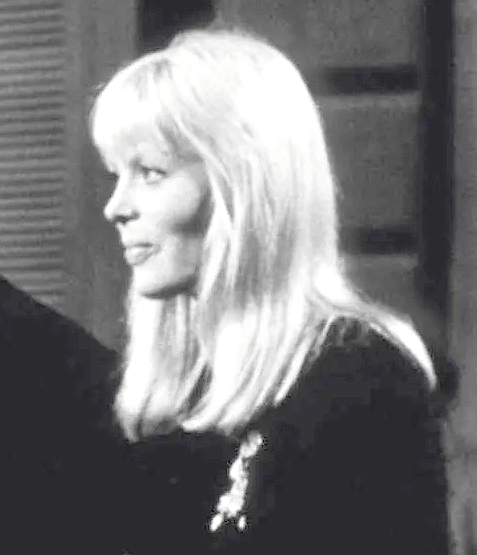
Nico (1961)
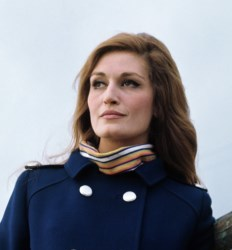
Dalida (1962)
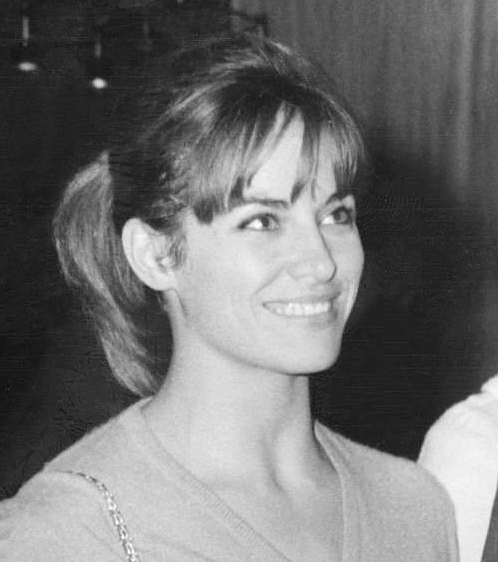
Nathalie Delon (1964-1968, épouse)
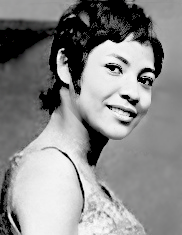
Maddly Bamy (1968-1971)
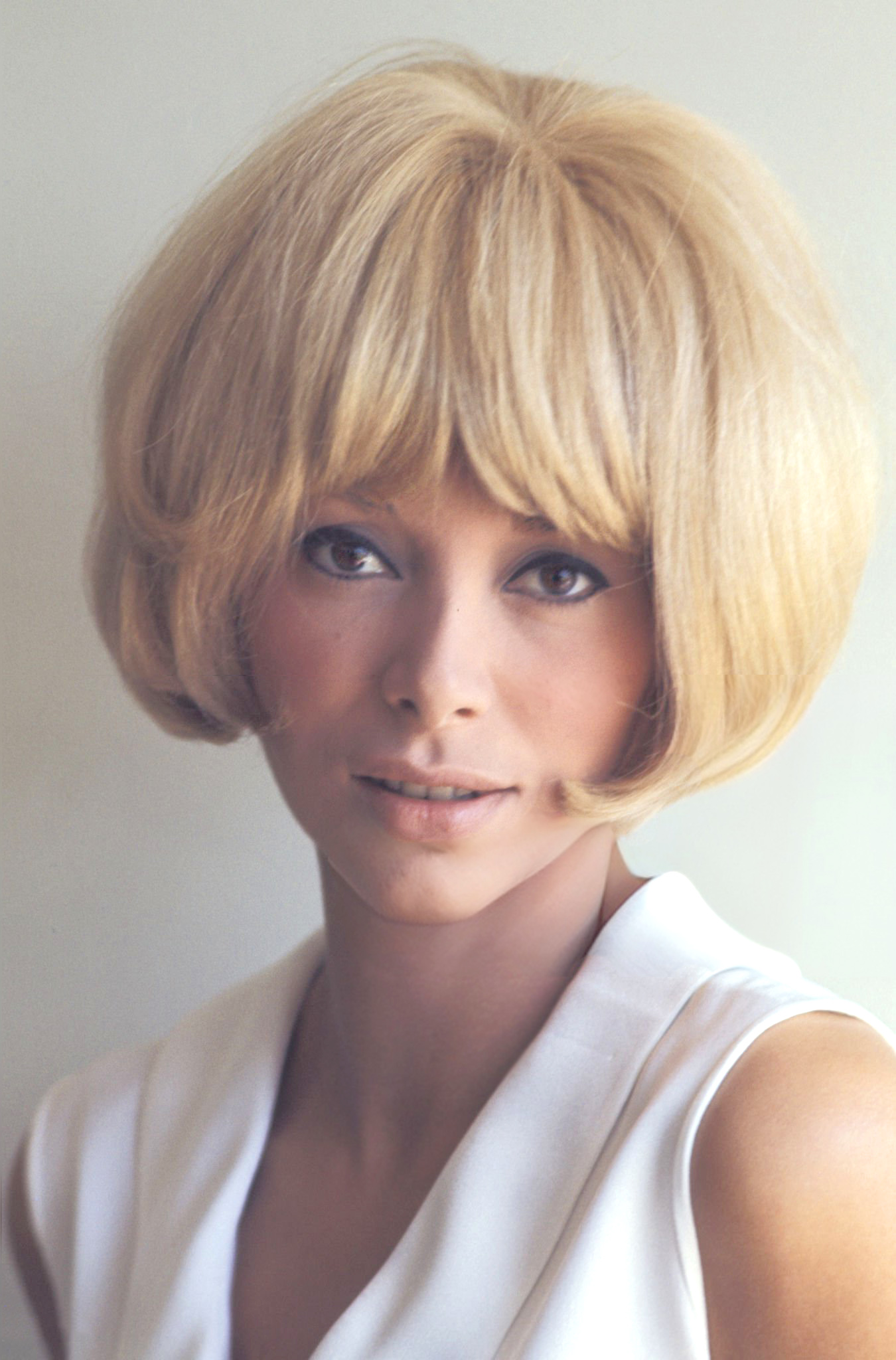
Mireille Darc (1968-1982)
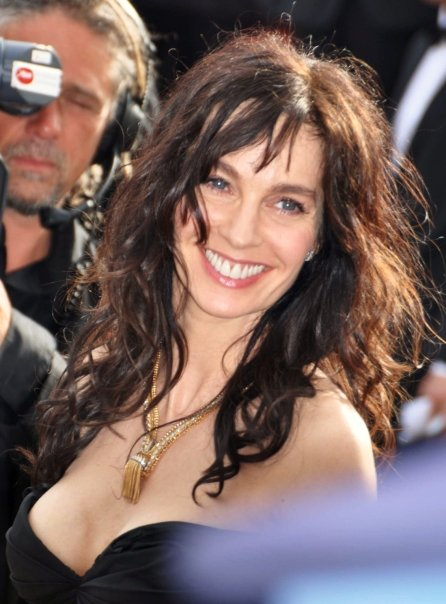
Anne Parillaud (1981-1986)
Rosalie van Breemen (1987-2001)

### Compagnes et enfants
De 1958 à 1963, Alain Delon et Romy Schneider ont une histoire d'amour et se fiancent. En pleine réconciliation franco-allemande, ils sont surnommés « les fiancés de l’Europe ».
La chanteuse allemande Nico, avec qui il a une brève relation, met au monde le 11 août 1962 un garçon, Christian Aaron Boulogne dit Ari Boulogne. C’est durant le tournage du Guépard qu’il apprend la naissance d’un enfant, Ari, à Paris, de sa relation passée avec Nico, qu’il refuse de reconnaître comme sien. Même si l'enfant a été élevé par Édith, la mère d'Alain Delon, et adopté par son beau-père dont il prend le nom de famille, Alain Delon a toujours nié en être le père,. En 2001, dans son livre de souvenirs L'amour n'oublie jamais, Christian Aaron Boulogne (décédé en mai 2023) maintient être le fils d'Alain Delon. En mai 2024, Blanche Boulogne (la fille de Christian Aaron Boulogne) dépose une requête au Tribunal civil de première instance de Genève pour un prélevement ADN d'Alain Delon pour confirmer, ou non, si elle est sa petite-fille,,,. Alain Delon est par la suite convoqué pour être interrogé en Suisse. En juin 2024, Blanche Boulogne abandonne finalement la procédure en Suisse et la requête de preuves ADN est retirée. En effet, un arrêt de la Cour de Cassation du 23 mai confie la compétence pour traiter le dossier à la France, où son demi-frère Charles a préalablement lancé une procédure similaire à laquelle Blanche Boulogne s'allie,. Toutefois, la justice genevoise accepte finalement de nommer des experts en vue de prélever l’ADN d’Alain Delon et le contraindre à passer un examen biologique afin de déterminer si Ari Boulogne est bel et bien son fils biologique. Si le test s’avère positif, les parts d’héritage de ses enfants, Anthony, Anouchka, et Alain-Fabien, pourraient diminuer de 25 % à 18,75 % chacun.
Entre 1962 et 1968, Alain Delon partage sa vie avec Francine Canovas (connue sous le nom de Nathalie Delon). Alain Delon épouse Nathalie Delon le 13 août 1964 à La Ville-aux-Clercs (Loir-et-Cher). Leur fils, Anthony, naît le 30 septembre 1964 à Hollywood (Californie). En résidence séparée à partir depuis juin 1968, le couple divorce le 14 février 1969. (Anthony aura lui-même trois enfants : Alyson Le Borges, née en 1986; Lou et Liv Delon).
Au milieu des années 1960, Alain Delon vit une idylle avec Dalida. Ils sont amis depuis leur première rencontre à Paris, en 1955, alors qu'ils sont voisins de palier dans un immeuble situé avenue des Champs-Élysées.
Durant quinze ans, entre 1968 et 1983, Alain Delon partage sa vie avec l'actrice Mireille Darc,.
Mireille Darc accepte que Maddly Bamy, l'une des Claudettes de Claude François, fasse ménage à trois durant quelques années avec elle et Delon, jusqu'à ce que la danseuse rejoigne le chanteur Jacques Brel.
Au début des années 1980, Delon nourrit une idylle avec l'actrice Anne Parillaud, puis une autre, plus courte, avec Catherine Bleynie (née en 1952), divorcée de Didier Pironi. En mars 1985, il pose avec elle en couverture de Paris Match, ainsi qu'en septembre 1985, en couverture de Ciné Télé Revue, lors de la remise d'un prix.
En 1987, il rencontre Rosalie van Breemen, un mannequin néerlandais, sur le tournage du vidéo-clip de sa chanson Comme au cinéma. Il a avec elle deux enfants : Anouchka, née le 25 novembre 1990 (qui a un fils en 2020) et Alain-Fabien, né le 18 mars 1994 (ce dernier a désormais une fille, Romy). Ils se séparent en 2001, après quatorze ans d'union.
Lors d'un entretien accordé en 2021 à Paris Match, Alain Delon indique avoir une compagne japonaise, Hiromi Rollin.
Liaisons
En 1962, Delon vit une courte aventure avec Annette Stroyberg.
Pendant le tournage de Marco Polo, Alain Delon séduit Marisa Mell, qui décrit dans son autobiographie une liaison passionnée avec lui.
Fin années 60, Delon s’installe dans un appartement situé au cinquième étage d’un immeuble de la rue François-Ier. Il fait la rencontre de Marie-Claude Jourdain, une jeune femme d’une vingtaine d’années. Une relation discrète s’installe entre eux, durant environ quinze ans.
Delon est vu à Madrid, au Café de Chinitas, avec Barbara Rey. Leur liaison dure de 1974 à 1976.
Durant les années 80, Delon a une relation avec Catherine Bleynie.

#### Supposée bisexualité
Deux biographies, Les Derniers Mystères Delon de Bernard Violet et Alain Delon, un destin français de Philippe Durant, publiées après la mort de l'acteur, affirment que Delon aurait vécu une période de bisexualité durant les trente premières années de sa vie,,,,. Anthony Delon refuse de commenter ces allégations, appellant au respect de la mémoire de son père,.

Les enfants reconnus d'Alain Delon
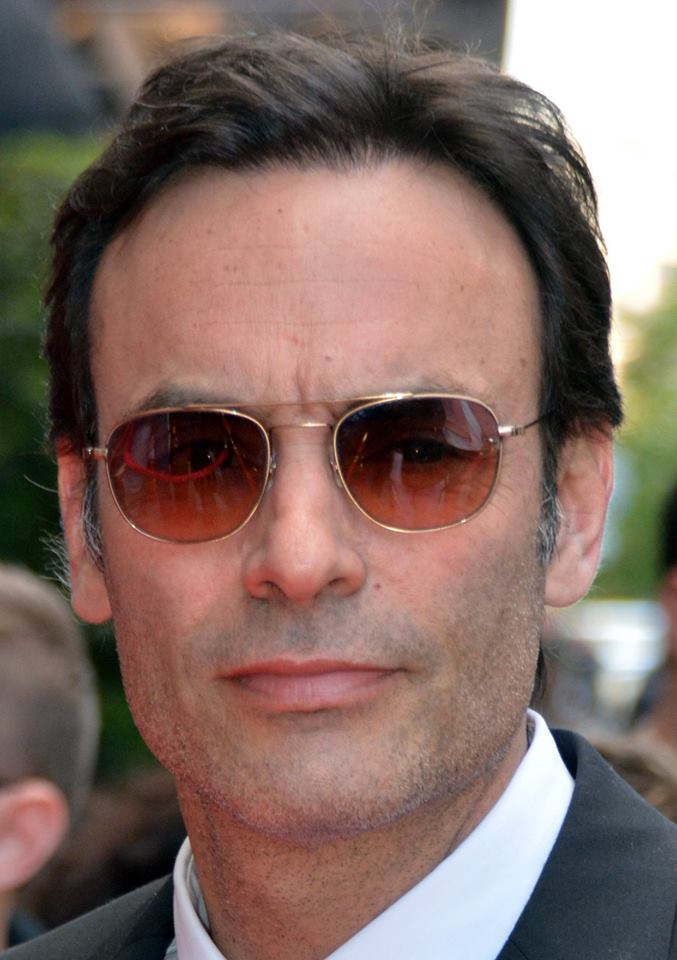
Anthony Delon (né en 1964)
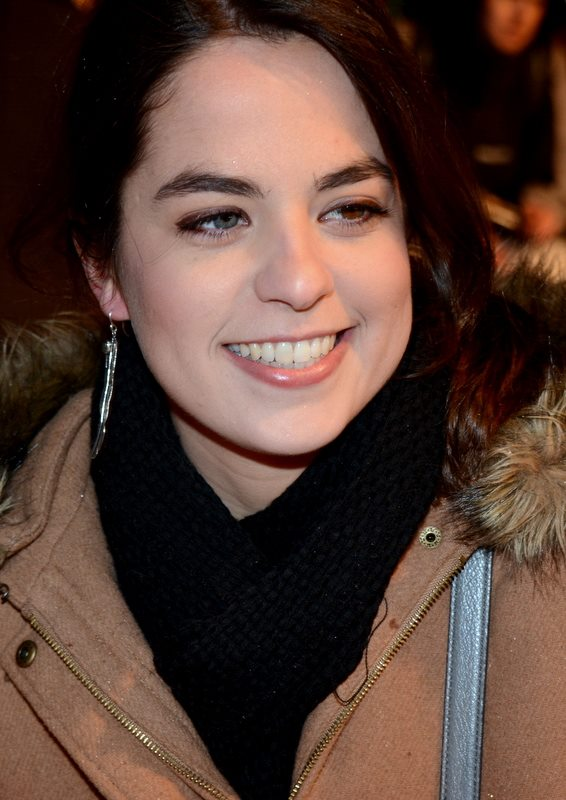
Anouchka Delon (née en 1990)
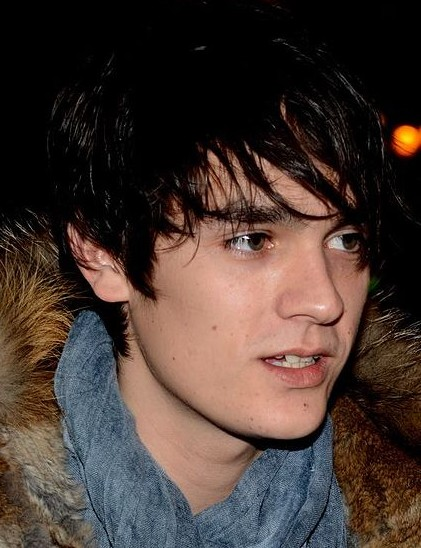
Alain-Fabien Delon (né en 1994)

#### Affaire Hiromi Rollin
Le 5 juillet 2023, ses trois enfants portent plainte contre celle qui est présentée comme la dame de compagnie de l'acteur, pour harcèlement moral, détournement de correspondances, maltraitance animale, violences volontaires, séquestration et abus de faiblesse,. Selon Anthony Delon, son père a demandé par écrit à Mme Rollin de quitter la résidence de Douchy-Montcorbon. Une enquête préliminaire est ouverte le 6 juillet. Le 7 juillet, Yassine Bouzrou, avocat d'Hiromi Rollin, affirme qu'elle conteste « l'intégralité des faits ». Par ailleurs, l'avocat ajoute que celle-ci déposera une plainte contre des membres de la famille Delon et des gardes du corps pour des violences volontaires aggravées subies le 5 juillet 2023. Dans le même temps, Hiromi Rollin écrit au procureur de Montargis une lettre dans laquelle elle conteste avoir été la dame de compagnie d'Alain Delon, disant avoir entretenu une relation intime avec lui depuis plus de vingt ans alors qu'elle indique dans une autre interview, « une relation d'amour de 33 ans ». Le procureur de Montargis classe sans suite les deux plaintes déposées par les trois enfants Delon à l'encontre de la sexagénaire, en raison d'infractions insuffisamment caractérisées. La plainte d'Hiromi Rollin, déposée en réponse contre les enfants Delon est également classée sans suite pour les mêmes motifs. L'avocat d'Hiromi Rollin annonce cependant que sa cliente prévoyait de déposer plainte avec constitution de partie civile afin de relancer les investigations. Anthony Delon, de son côté, entend se constituer partie civile contre Hiromi Rollin pour que « la vérité soit faite ».

#### Affaire Alain Delon
Le 4 janvier 2024, Alain Delon porte plainte contre son fils Anthony à la suite d'une interview accordée par celui-ci au magazine Paris Match. Anthony Delon évoque la santé fragile de son père et accuse sa demi-sœur Anouchka de manipuler son père à propos de l'héritage. Dans cet entretien, l'aîné révèle que son père est « affaibli » et qu'il « ne supporte plus de se voir comme ça, diminué ». Par la suite, Anthony Delon dépose une main courante contre Anouchka, lui reprochant de ne pas avoir informé la famille des résultats négatifs de cinq tests cognitifs effectués par leur père entre 2019 et 2022, après qu'il a été victime d'un grave AVC en 2019. Quant à Anouchka Delon, elle reproche à ses frères de mettre en péril la vie du patriarche et affirme avoir voulu emmener leur père en Suisse pour qu’il puisse continuer à y être soigné. Elle annonce ensuite porter plainte pour diffamation, dénonciation calomnieuse, menaces et harcèlement contre Anthony Delon. Par ailleurs, l'avocat d'Alain Delon affirme que son client « ne supporte pas l'agressivité de son fils Anthony qui ne cesse de lui dire qu'il est sénile ». Le 29 mars 2024, Anouchka Delon intente un procès à ses frères pour atteinte à la vie privée après la diffusion d'un enregistrement en janvier 2024, sur Instagram, d'une conversation entre elle et son père,. Anthony et Alain-Fabien seront ainsi jugés pour « utilisation, conservation ou divulgation d’un document ou enregistrement obtenu par une atteinte à l’intimité de la vie privée d’autrui ». Le procès est fixé en avril 2025 puis reporté à la demande d'Anouchka Delon,,. Affaibli physiquement par un cancer, Delon est placé en avril 2024 sous le régime de la curatelle renforcée par décision judiciaire, à la suite d'une audience tenue au tribunal de Montargis en présence des trois enfants de l'acteur,,,. Cette mesure accorde notamment au curateur désigné par le juge de pouvoir gérer ses dépenses et fait suite à une période où Delon est déjà placé sous sauvegarde de justice depuis le 25 janvier 2024,,.

#### Saisie d'armes
En 2024, lors d'une perquisition au domicile d'Alain Delon à Douchy-Montcorbon, les autorités saisissent soixante-douze armes à feu et plus de trois mille munitions, sans qu'aucune autorisation de détention ne soit délivrée à l'acteur,. Cette saisie entraîne l'ouverture d'une enquête pour dépôt d'arme illicite et acquisition illicite d'armes de catégories A (armes à feu et matériels de guerre) et B,. Ses enfants et employés indiquent que les armes étaient utilisées à des fins de loisirs dans un stand de tir présent sur la propriété. En juillet, le procureur de la République de Montargis annonce que la procédure engagée est classée sans suite,. Cette décision est entérinée sans que Delon ait été auditionné « compte tenu de sa vulnérabilité » et « après avis médical »,. Le procureur de la République ordonne également la destruction de toutes les armes saisies. Alain Delon a toujours affirmé sa passion pour les armes en collectionnant diverses pièces, dont son Colt Frontier 1873, le revolver qu'il utilisait dans le film Soleil rouge,. En 2014, une vente de ses armes de collection lui a rapporté 200 000 euros,.

### Santé
Delon est successivement soigné en 2012 et 2013 pour une arythmie cardiaque. Il est admis et opéré en 2014 à l'hôpital Lariboisière à Paris pour un « problème de nerfs du visage ». Février 2016, invité vedette du Bal de l'Opéra de Vienne, l'acteur renonce à se rendre en Autriche pour raisons de santé. Alain Delon est hospitalisé en juin 2016 à Montargis après avoir été victime d’une attaque cérébrale, puis en 2017 pour des problèmes de circulation, nécessitant un pontage.
En juin 2019, il est victime d'un nouvel accident cardio-vasculaire et d’une hémorragie cérébrale, ce qui conduit à son hospitalisation à l'hôpital de la Salpêtrière à Paris puis dans une clinique suisse. En septembre 2021, l’acteur subit un traumatisme crânien après une chute à son domicile. En outre, il est atteint d’un cancer du système lymphatique,,.
Selon une expertise médicale remise en janvier 2024, dans le cadre d’une enquête sur Hiromi Rollin, Alain Delon connaît une altération majeure de sa santé mentale et notamment une abolition totale du discernement,. Après cette expertise médicale, il est placé sous une mesure de sauvegarde de justice.

### Activités et passions

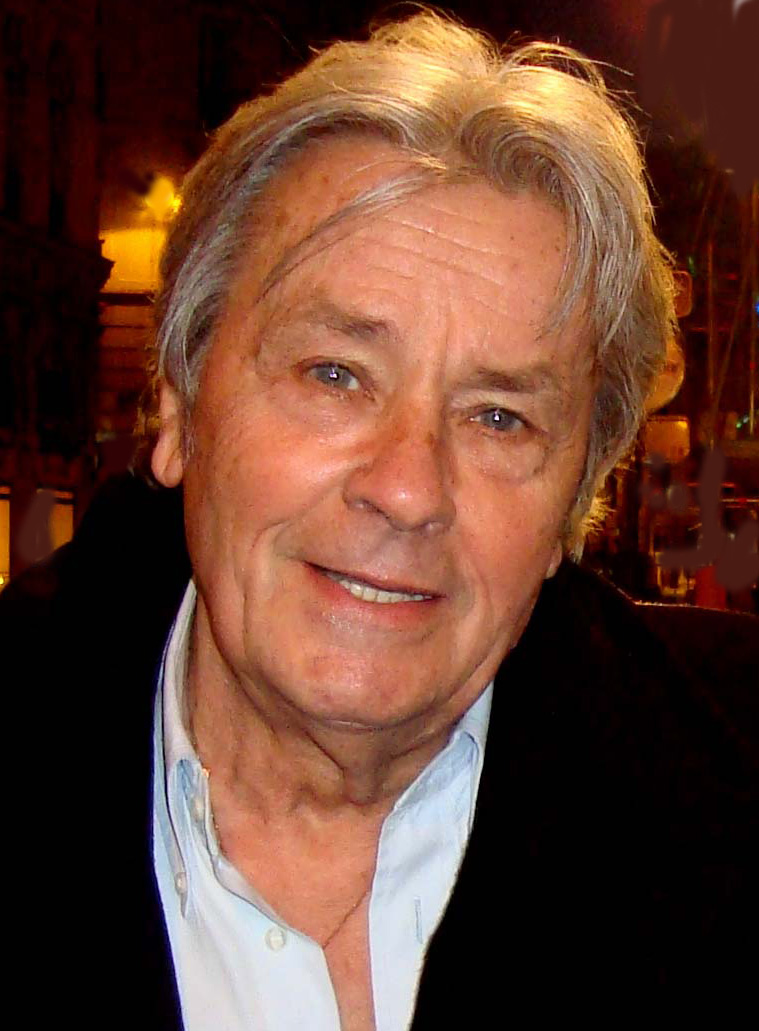
Alain Delon devant le théâtre des Bouffes-Parisiens en 2011.

#### Activités entrepreneuriales
En 1971, Alain Delon fonde une société d'hélicoptères. Il établit alors une base au Bourget et achète un Bell 206 JetRanger blanc, capable de transporter quatre personnes à une vitesse de pointe de 240 km/h. La société, baptisée Héli-Adel, loue ses appareils à des particuliers et entreprises, notamment pour des tournages. L’ambition s’élargit ensuite : Alain Delon projette une liaison régulière en hélicoptère entre Orly et l’héliport de Paris, puis entre Orly et Roissy. Ces projets sont toutefois refusés par les autorités, en particulier Aéroports de Paris. L’activité cesse à la fin de l’année 1977.
Alain Delon poursuit une carrière de chef d’entreprise à l’échelle internationale. Depuis longtemps, le cinéma ne suffit plus à satisfaire ses ambitions et il décide de regrouper ses activités sous une seule entité. Après avoir cédé ses compagnies aériennes et ses chevaux, il réunit ses capitaux pour créer sa société. En 1978, Delon crée à Genève sa société de diffusion de produits de luxe, Alain Delon Diffusion. L’une des premières initiatives de cette société consiste à lancer un parfum masculin, nommé Alain Delon. Ce parfum rencontre un succès mondial, atteignant un volume annuel de 1,5 million de flacons distribués dans 92 pays. Delon souligne alors sa satisfaction d’être présent dans des villes où aucun de ses films n’a été projeté. Le marché asiatique devient central pour cette activité florissante. Le Japon se positionne comme le principal débouché d’Alain Delon Diffusion, représentant certaines années plus de la moitié de son chiffre d’affaires. Lors d’événements organisés par sa société, les hôtesses portent des kimonos siglés AD. En 1984, un bureau nommé ADID (Alain Delon Information Desk) est ouvert à Osaka pour assurer la promotion de ses produits. Le tout est commercialisé sous le slogan : « The French élégance ». Sous son nom, on trouve un temps des parfums et des cigarettes jusqu'à ce qu'une partie des licences soit vendue. La société de l'acteur commercialise encore du champagne, du cognac, de la bière, des montres et bijoux, des lunettes, ainsi que des vêtements et des accessoires à son nom,. En 2006, Alain Delon Diffusion est remplacée par Alain Delon International Distribution (ADID), société basée à Genève, chargée de la promotion et distribution de produits associés à son nom, hors tabac, parfums et cosmétiques. Alain Delon en assure la présidence ; sa fille Anouchka est nommée vice-présidente, seule membre de la famille à y siéger. Anouchka Delon est depuis la mort de son père présidente de la société (Anthony Delon est également associé),.
Parallèlement, Delon devient l’égérie de Mazda pour la Capella et de Rémy Martin pour le marché asiatique. En 1984, Pierre Cardin lui propose 500 000 dollars pour porter ses costumes lors d’une tournée au Japon. Delon se lance également dans le mobilier, en se passionnant sur le design des meubles. Il s’associe avec la maison de décoration Jansen et Delon appose sur chaque meuble sa signature. Delon crée sa propre marque de meubles : ses affaires s’exportent dans une vingtaine de pays.
En 2009, Alain Delon prête son image au parfum « Eau Sauvage » de Parfums Christian Dior. La photo choisie est prise lors du film La Piscine par le photographe Jean-Marie Périer. Dior joue sur l'image intemporelle de la jeunesse d'Alain Delon. La cigarette présente sur la photo d'origine a été effacée.
De 1992 à 2018, des cigarettes Alain Delon sont commercialisées sur le marché asiatique en échange d'une rémunération. L'existence de la marque, quasiment inconnue en France, est révélée en 2013 par le documentaire « Tabac : nos gosses sous intox » sur le tabagisme des enfants au Cambodge.

#### Activités et passions sportives
Passionné de boxe depuis son adolescence, Alain Delon assiste à de nombreux combats, notamment celui de Marcel Cerdan contre Robert Charron en 1946, au Parc des Princes. L’acteur s’est impliqué dans plusieurs productions liées à la boxe, notamment Rocco et ses frères et Borsalino. Il suit de près la carrière de Jean-Claude Bouttier et, en 1973, se lance dans l’organisation du championnat du monde des poids moyens entre Bouttier et Carlos Monzón. Le coût de l’événement s’élève à 1,7 million de francs et Delon assure toute la logistique. Bouttier est accueilli pour son entraînement à Douchy, dans la propriété de Delon. Il y reste deux mois, encadré notamment par Mireille Darc. Delon évite d’intervenir sur le plan sportif, se concentrant sur l’organisation. Le 29 septembre 1973, le combat se déroule à Roland-Garros devant 15 000 spectateurs. Malgré la défaite, Delon annonce une nouvelle rencontre entre Monzón et José Nápoles. L’organisation de combats devient l’une de ses nouvelles passions.
En mars 1990, à la demande de Charles Colonna, il s’investit dans l’organisation d’un championnat du monde de boxe à Ajaccio, avec Juan Martin Coggi et José Luis Ramirez à l’affiche. Il veille à la logistique et obtient une retransmission télévisée. Le 24 mars, l’événement suscite un enthousiasme généralisé sur l’île.
Parallèlement, il se consacre au domaine équestre, passion né une décennie plus tôt sous l’influence de Jean Gabin. En août 1971, il acquiert un poulain pur-sang pour 340 000 francs. Il crée ses propres couleurs et dépose une demande auprès de la Société d'encouragement à l'élevage du cheval français, sans succès. Une seconde tentative, cette fois pour des chevaux de trot, aboutit en novembre 1972. Guidé par Jacky Imbert, il investit seul ou avec des associés dans une quinzaine de chevaux. Il constitue une écurie de chevaux de course et obtient le titre de champion du monde des trotteurs avec ses chevaux Equileo et Fakir du Vivier.

#### Amateur d'art

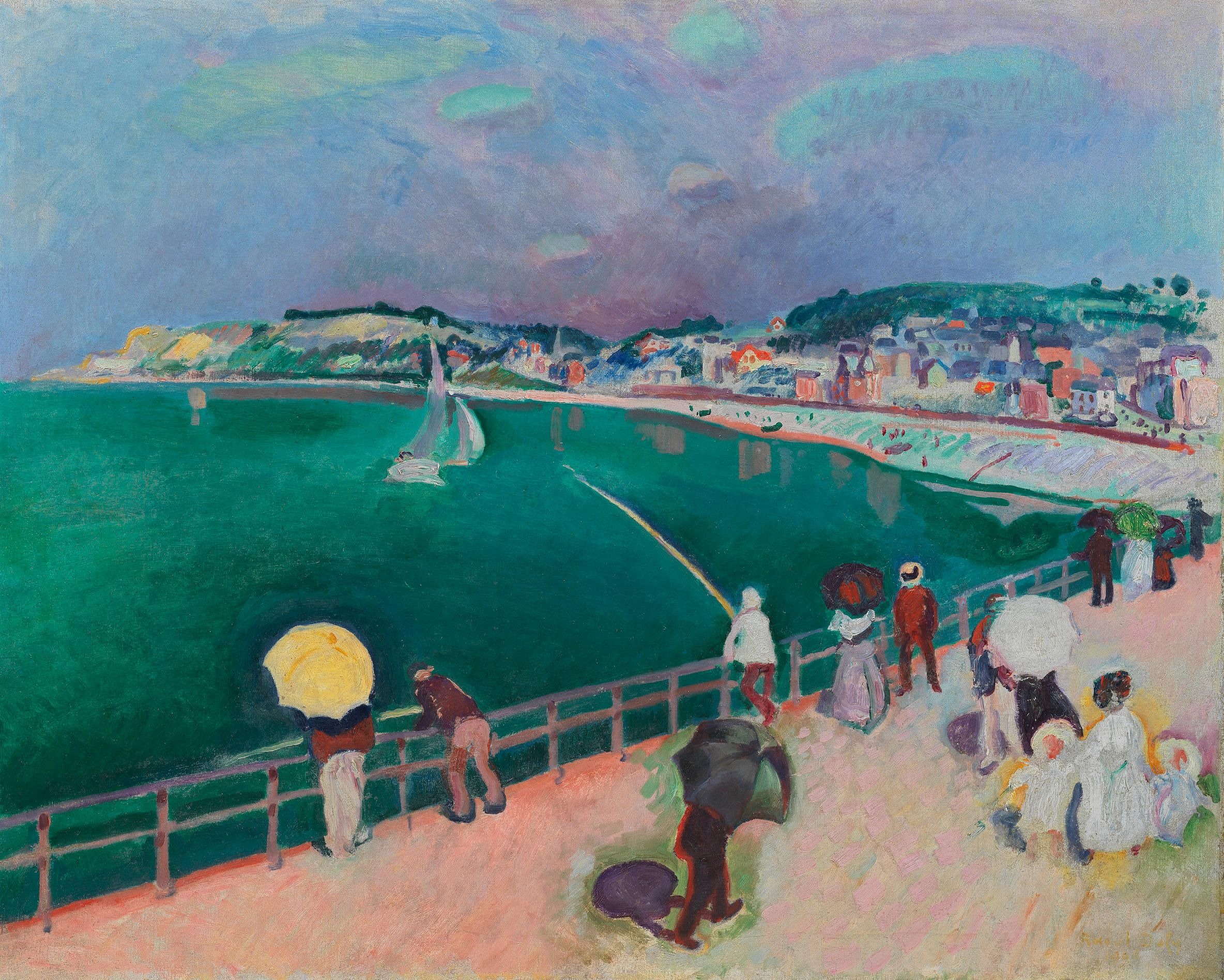
La Baie de Sainte-Adresse, un tableau de Raoul Dufy passé dans la collection d'Alain Delon.

Au fil des années, Alain Delon est devenu collectionneur d'œuvres d'art, dont des bronzes anciens, en particulier des sujets animaliers de Rembrandt Bugatti et de peintures. Sa collection comprend des œuvres d'Olivier Debré, Rembrandt Bugatti, Jean Degottex, Jean Dubuffet, Hans Hartung, Jean-Paul Riopelle, Pierre Soulages, Nicolas de Staël, Pierre Alechinsky, Zao Wou-Ki, Maria Helena Vieira da Silva, ainsi que deux bronzes d'Antoniucci Volti, les « Muses ». À la suite d'une exposition organisée par le galeriste Franck Prazan, il vend 40 toiles d'artistes de l'École de Paris et du mouvement,CoBrA lors d'une vente aux enchères à Drouot-Montaigne en octobre 2007. La vente totalise un peu plus de 8 millions d'euros. Dans un entretien de septembre 2018, il dit avoir récemment vendu une collection de bronzes de Bugatti, puis, un peu avant, une collection d’art contemporain. Il explique avoir gardé ce qu'il aime : « le XIXe siècle et le début du XXe siècle (...) Géricault, Millet, Delacroix ». Depuis 2013, Delon est également le parrain de Winn'Art, le supplément artistique du magazine Winner dirigé par Véra Baudey. Il met en vente plus de 80 œuvres de sa collection, la vente aux enchères a lieu le 22 juin 2023 et le prix dépasse les 8 millions d'euros.

### Engagements
Alain Delon s'engage notamment pour la cause animale. Il est particulièrement attaché aux chiens et en possède plusieurs dizaines. Sur le tournage de Plein Soleil à Ischia, il sauve et recueille une chienne blessée, qu'il nomme Nina,. Il participe exceptionnellement au téléfilm Le Chien de François Chalais simplement pour exprimer son amour envers cet animal. Il fait apparaître des chiens dans plusieurs de ses films, employant parfois les siens. Il aménage des chenils dans ses propriétés de Tancrou et Douchy.
Il met également sa notoriété au profit d'autres causes. En 2010, il devient parrain de l’opération « + de Vie », initiée par la Fondation des hôpitaux de Paris-Hôpitaux de France, visant à améliorer les conditions des personnes âgées hospitalisées. À la demande de Mireille Darc, il participe à une campagne télévisée. Il poursuit ensuite son engagement lors d’événements caritatifs, comme le Bal du printemps de Genève en 2014 pour la recherche en paraplégie, ou encore en tant que président d’honneur de la Fondation pour la recherche sur Alzheimer.

### Résidences
Au fil des années, Alain Delon constitue un patrimoine immobilier important, comprenant plusieurs propriétés, notamment en France, au Maroc et en Suisse.

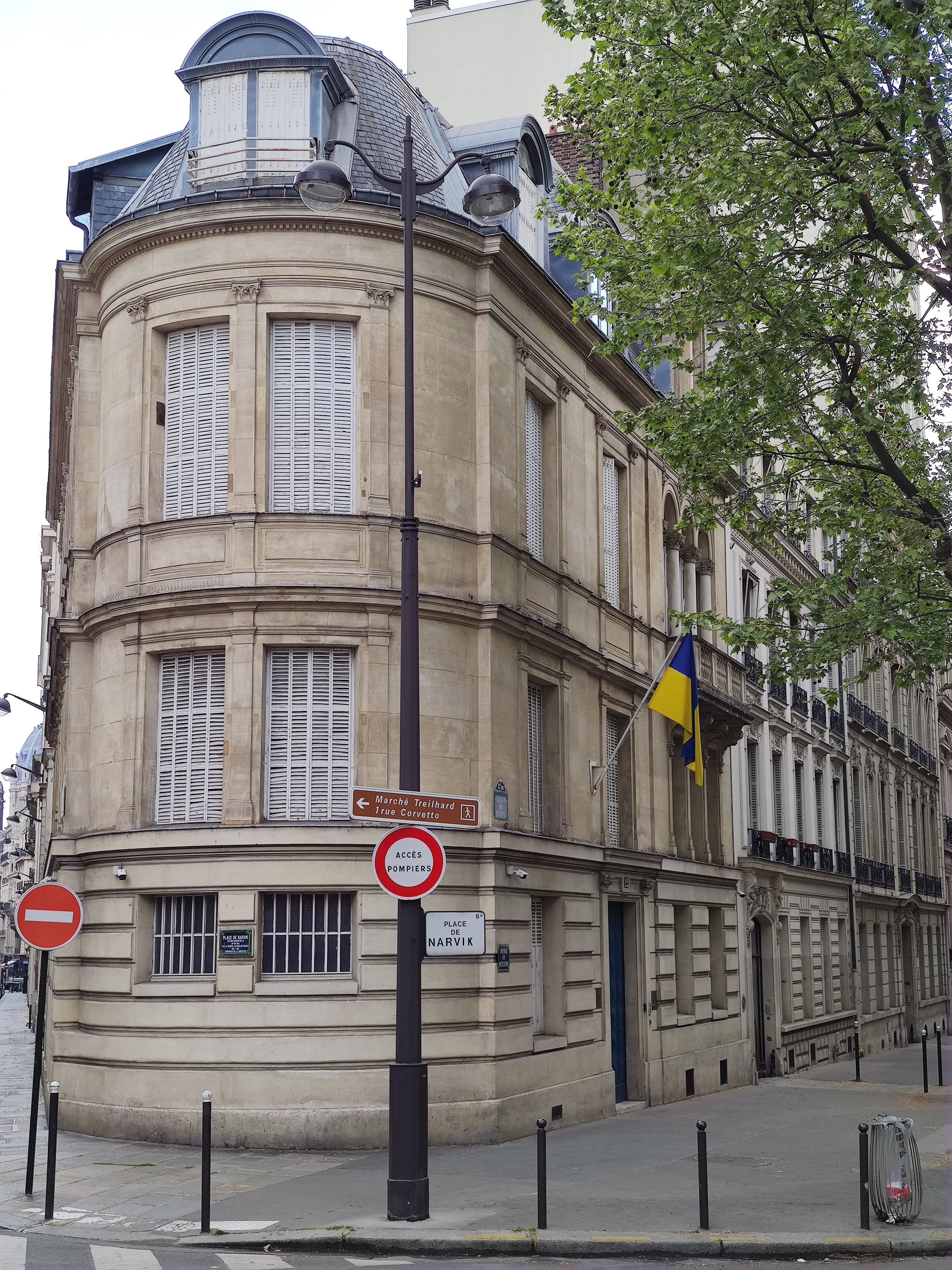
L'immeuble du 22, avenue de Messine, à Paris.

Dans les années 1960, il possède un hôtel particulier à Paris, situé 22, avenue de Messine, où il vit avec sa femme Nathalie Delon, qu'il revend en 1969.

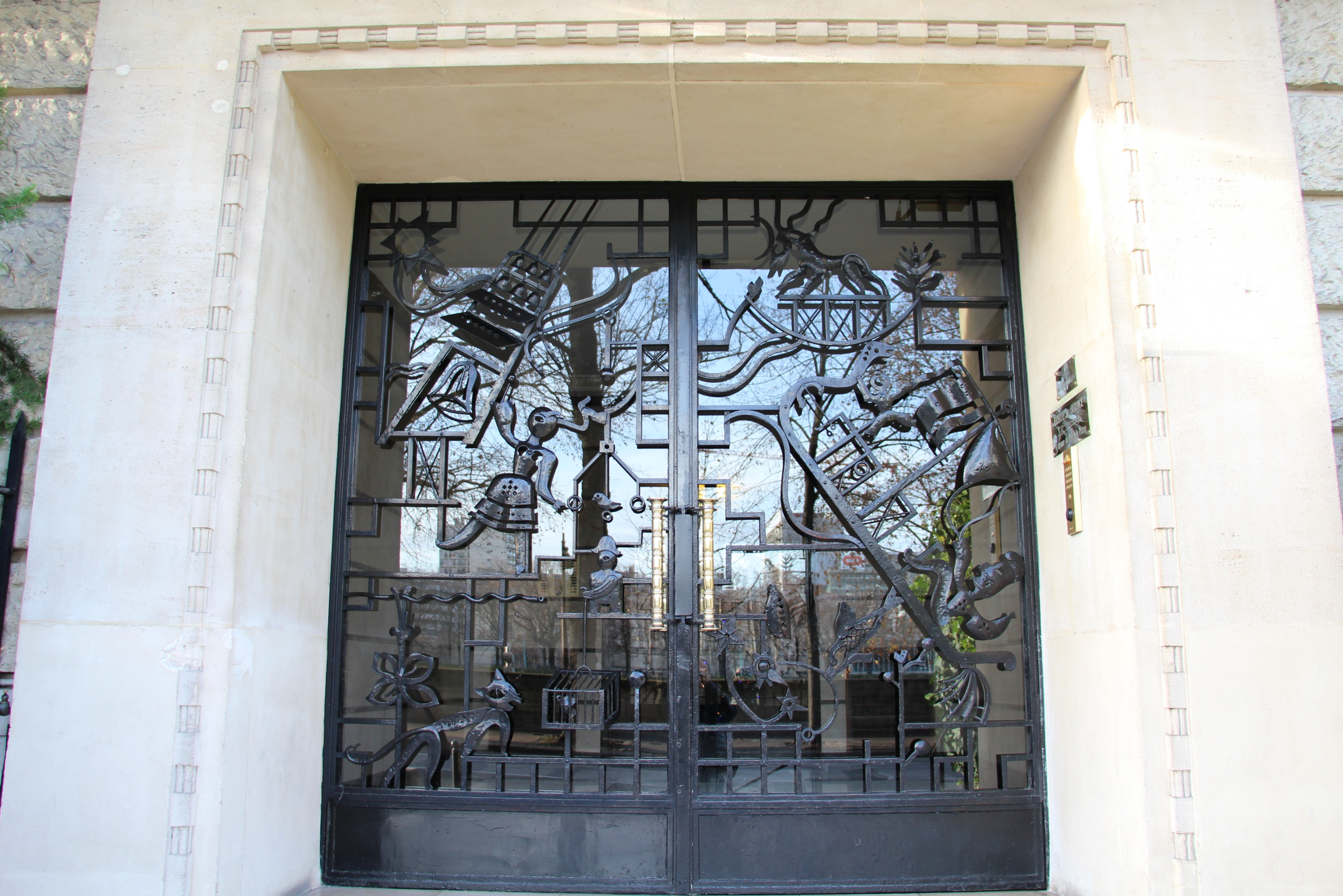
L'entrée du 42, avenue du Président-Kennedy, à Paris.

Dès les années 1960, Delon possède un grand triplex parisien au 42, avenue du Président-Kennedy dans le seizième arrondissement, en front de Seine et avec vue directe sur la tour Eiffel, où il vit avec Romy Schneider puis avec Mireille Darc, à partir de 1969. En 2012, il revend ce luxueux triplex parisien de 780 mètres carrés et en obtient 46 millions d'euros.
En 1968, il réside avec sa femme Nathalie Delon aussi au no 3, rue François-Ier à Paris.

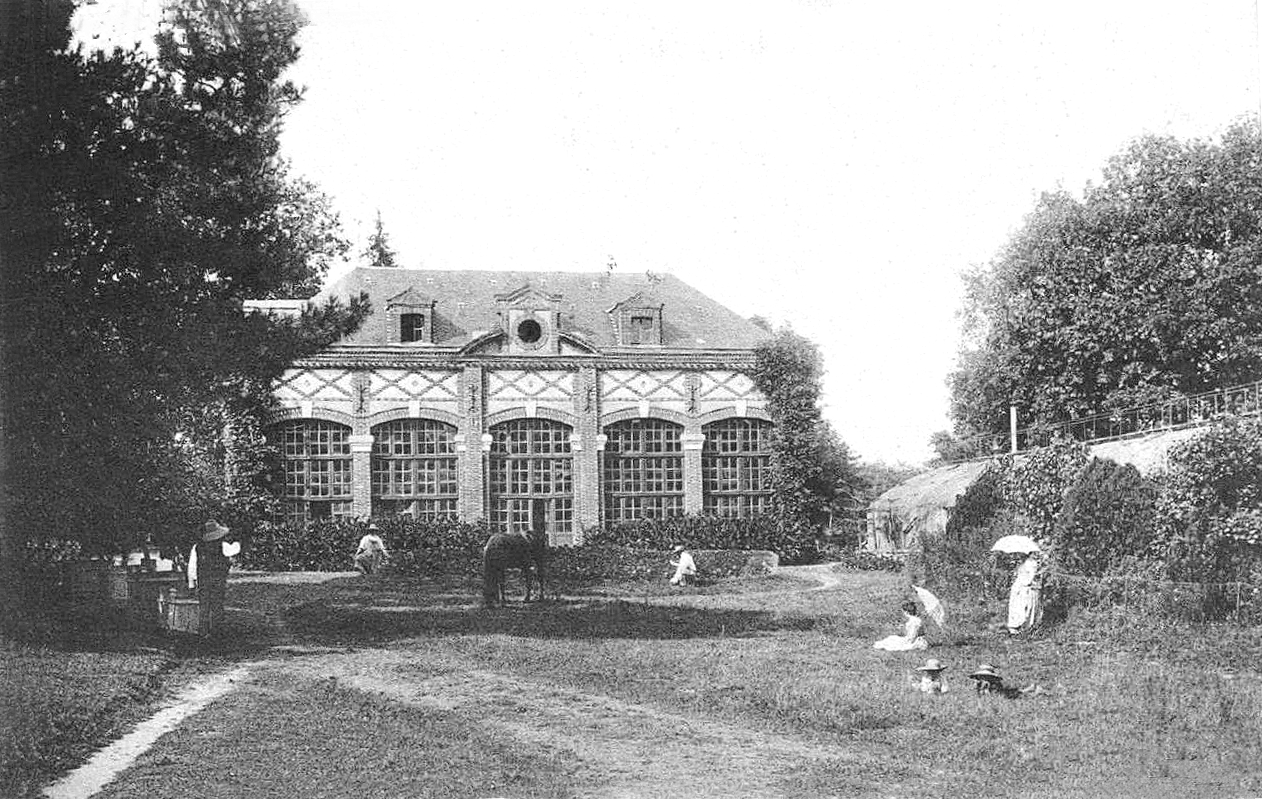
Le château de la Brûlerie à Douchy (vers 1900), détruit par Alain Delon.

En 1971, tout en conservant son duplex parisien, il achète le domaine de La Brûlerie à Douchy-Montcorbon, dans le Loiret, comprenant un terrain de 55 hectares. Il s'installe dès 1971 à Douchy avec sa compagne Mireille Darc dans l'une des dépendances du domaine et procède à de considérables et nombreux travaux.
Il fait détruire le château de la Brûlerie, pourtant inscrit aux Monuments historiques, puis fait creuser, à la place, un étang ; sa nouvelle demeure comprend un grand bureau, une salle de jeu, une salle de cinéma, une salle de sport, deux piscines, un cimetière et une chapelle dotée d’emplacements mortuaires dont celui de l’acteur. Comme il le déclare régulièrement à la presse et aux médias, il souhaite que sa dépouille repose dans la chapelle du domaine de Douchy, construite dans le parc à côté du cimetière canin où reposent ses 35 chiens, « ses plus fidèles compagnons ».
Le couple Darc- Delon découvre Marrakech durant les fêtes de fin d’année en 1981. Ils s’intéressent au palais de la Zahia, alors mis en vente par la comtesse de La Rochefoucauld. Subjugué par le lieu, Alain Delon décide de l’acquérir. Darc y trouve un refuge, contrairement à Delon, qui préfère Douchy. Le palais changera de mains en 1993 après leur séparation, devenant la propriété d’Arielle Dombasle et Bernard-Henri Lévy.
En 1985, il s'installe également en Suisse, à Chêne-Bougeries, une commune du canton de Genève. En 1990, il obtient le permis C (autorisation d'établissement),. Le 23 septembre 1999, le conseil communal de Chêne-Bougeries vote la naturalisation suisse d'Alain Delon, ainsi que de ses deux enfants, Anouchka et Alain-Fabien, âgés de huit et cinq ans à l'époque, puis le 13 mars 2000, il prête serment dans la salle du Grand Conseil de Genève.
En 2005, il revend sa villa de Chêne-Bougeries en Suisse pour 3,5 millions de francs suisses et déménage la même année dans un appartement situé dans le luxueux quartier de Champel-Florissant à Genève, qu'il acquiert pour 2,85 millions de francs suisses en 2017 et dans lequel sa fille Anouchka réside.
Amateur d'art averti, il a fait construire une galerie souterraine pour abriter sa collection de tableaux, dans le manoir de Douchy,.

## Travail d'acteur et personnalité

### Inspirations
Alain Delon puise son inspiration auprès de plusieurs acteurs, à commencer par Jean Gabin. Il cite régulièrement John Garfield comme son acteur préféré : « C’est le premier et le seul qui m’ait fasciné comme ça. J’ai vu ses débuts quand j’étais môme, et je me disais : "Si un jour je fais du cinéma, je voudrais être John Garfield." Oh, il était extraordinaire, physiquement et dans sa façon de jouer. Aujourd’hui, les gens ne savent même plus qui c’est »,.
Il admirait également le travail de Marlon Brando, Montgomery Clift, Franck Sinatra et Robert Walker : « J’appartiens à une génération qui a appris la vie avec John Garfield, Frank Sinatra et Marlon Brando – mes professeurs d’énergie. Ces trois-là avaient atteint un rang sans pareil dans mon idée du bonheur… »,.

### Vision sur lui-même
En 2018, il considère avoir été un « acteur » et non un « comédien ». Il différencie les deux ainsi : « Ma carrière n’a rien à voir avec le métier de comédien. Comédien, c’est une vocation. C’est la différence essentielle – et il n’y a rien de péjoratif ici – entre Belmondo et Delon. Je suis un acteur, Jean-Paul est un comédien. Un comédien joue, il passe des années à apprendre, alors que l’acteur vit. Moi, j’ai toujours vécu mes rôles. Je n’ai jamais joué. Un acteur est un accident. Je suis un accident. Ma vie est un accident. Ma carrière est un accident,. »
Par ailleurs, Alain Delon se considère selon ses propres mots ainsi : « Vous avez dit le mot “icône” mais je ne suis pas une icône. Je dis toujours : “Je suis un mythe mais vivant. [...] Il faut savoir que, venu d’où je suis venu et devenir ce que je suis devenu, c’était extraordinaire. Des carrières comme la mienne, on n’en fera plus beaucoup comme ça. »,.

### Un célèbre inconnu pour la Nouvelle Vague
Devenu un acteur de premier plan au tournant des années 1960, Alain Delon n'a quasiment pas collaboré avec les réalisateurs de la Nouvelle Vague, tels que François Truffaut, Éric Rohmer, Claude Chabrol, Jacques Rivette, Alain Resnais ou Jacques Demy,,. Ces cinéastes cherchaient à rompre avec le cinéma dit « de qualité » des années 1950, qu'ils jugeaient trop académique et artificiel,. Aux yeux de ces réalisateurs, Delon représentait justement cette industrie traditionnelle et n'était pas souhaité dans les distributions. Son ascension personnelle coïncidait pourtant avec l'émergence du mouvement de la Nouvelle Vague, né à la fin des années 1950 et qui a duré jusqu'à la fin des années 1960,. C'est bien après que Delon est sollicité par un réalisateur phrare de la mouvance : Jean-Luc Godard. Celui-ci lui propose en 1990 un rôle dans Nouvelle Vague et explique cette collaboration tardive : « On a vécu la même industrie cinématographique française chacun de son côté. Pendant longtemps, ça ne s'est pas passé, et puis là, j'avais un rôle dans lequel je ne voyais que lui ». Le résultat est mitigé. En 1995, Delon joue son propre rôle dans Les Cent et Une Nuits de Simon Cinéma d'Agnès Varda, cinéaste proche du mouvement dit « Rive Gauche » contemporain de la Nouvelle Vague. En plus d'être un échec au box-office, le film reste inconnu de la filmographie de Delon. L’acteur exprimera à plusieurs reprises des regrets quant à ce rendez-vous manqué : « (...) Tous ces films que je fais en France et en Italie, avec Visconti, Clément, c’est ce que la Nouvelle Vague n’aime pas. J’essaie, à l’époque, de tourner avec certains. Mais ils ont une telle aversion à mon égard… Le Delon de Rocco et ses frères, ce n’est pas pour les cinéastes de la Nouvelle Vague. Ils ont tellement cette conviction d’être le nouveau, le vrai et le seul cinéma que, pour eux, je suis un passéiste (...) »,. Alors que Delon admirait Truffaut et souhaitait tourner sous sa direction, celui-ci aurait confié à l'acteur français : « J'ai toujours aimé votre manière de jouer, si je ne vous ai jamais contacté, c'est que vous me faisiez peur ».

## Notoriété et influences

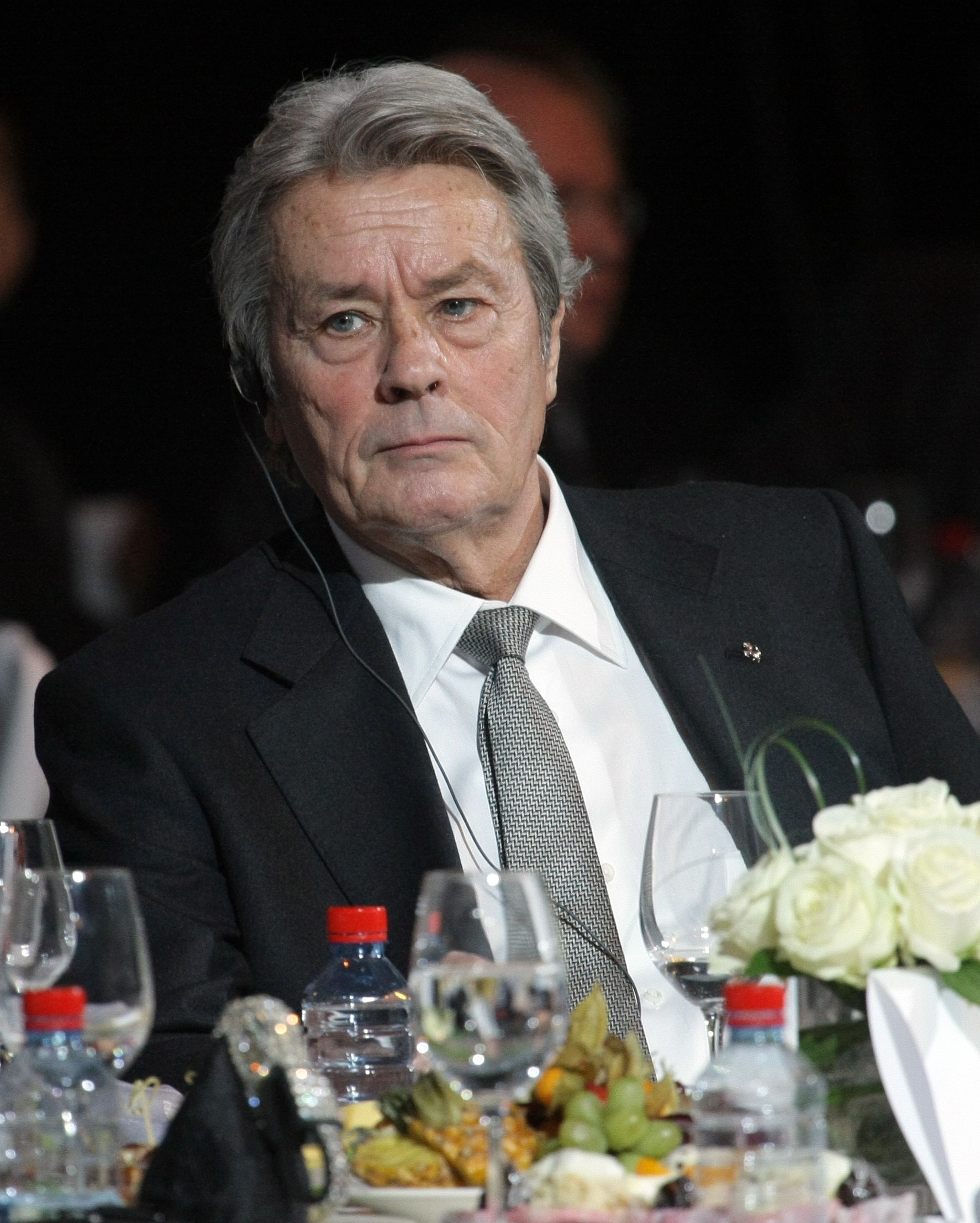
Alain Delon lors d'un concert de charité pour les enfants en Russie (2010).

### Influence cinématographique et reconnaissance de ses pairs
Parmi les acteurs français les plus célèbres à l'étranger,,,,, Delon est en outre considéré comme un « monstre sacré » du cinéma français et international, toutes générations confondues,,,,,. Il est reconnu à de multiples reprises comme l'une des personnalités les plus importantes et appréciées en France au cours des décennies 1980 à 2000. Selon une étude menée par le Ministère de la Culture en 2000, plus de 80 % des Français de plus de 18 ans le reconnaissent, ainsi que 70 % des jeunes de 12 à 17 ans,. À l'instar de Brigitte Bardot, il demeure encore aujourd'hui une figure du cinéma et de la mémoire collective en France,,,.
Nombre de cinéastes contemporains comme Jackie Chan, Michael Douglas,,, Jodie Foster, Stephen Frears, Jack Huston, Aaron Taylor-Johnson,, Meiko Kaji, Tony Lung,, Kyle MacLachlan, Charles Melton, Edward Norton, Nicolas Winding Refn, Mickey Rourke, Matthias Schoenaerts, Mark Strong, Quentin Tarantino, Bruce Willis, John Woo,, Harvey Weinstein,, ont ainsi exprimé du respect ou de l'admiration pour la carrière, les rôles, le style et la longévité d'Alain Delon,.
Leonardo DiCaprio considère Alain Delon comme l'un des acteurs les « plus cool dans l'histoire du cinéma »,,. L'acteur canadien Keanu Reeves affirme que Delon est son modèle d'acteur : « C’est un acteur tellement charismatique. Je pense qu’il a en lui quelque chose entre la tension et la mélancolie ». L’acteur britannique Clive Owen se dit fasciné par la « grâce naturelle » d’Alain Delon, le considérant comme l' « un des plus grands acteurs du monde »,. Matthew Vaughn compare l'acteur britannique Michael Caine à Alain Delon. Cette analogie suggère en effet l'influence cinématographique unique de ces deux acteurs dans leurs pays respectifs.
Jean-Michel Frodon, critique et historien du cinéma, souligne que Delon est une figure unique du cinéma français d'après-guerre, dont l'énergie et l'intelligence à l'écran ont été superbement exploitées par des cinéastes comme Jean-Pierre Melville. Ainsi, dans Le Samouraï, Delon (en tant que tueur à gages se nommant Jeff Costello) est en tête d'affiche d'un film cité comme l’un des plus influents de l’histoire,. Référence incontournable pour de nombreux cinéastes, Martin Scorsese (Taxi Driver et Les Affranchis), Paul Schrader, Quentin Tarantino, Jim Jarmusch (Down by Law), Michael Mann (Le Solitaire, Heat et Collateral), Johnnie To, David Fincher, Bernardo Bertolucci, Aki Kaurismäki, Takeshi Kitano, Georges Lautner, Nicolas Winding Refn (Only God Forgives), Luc Besson, Joel Coen et Ethan Coen ou Alain Corneau ont tous repris les motifs de ce long-métrage, tout en l’adaptant à leur style de mise en scène respectif,,,,,,,,,,,,,,,,,,. De nombreux films du Nouvel Hollywood et succès critiques tels que The French Connection (1971) de William Friedkin ou Conversation secrète (1974) de Francis Ford Coppola contiennent des références explicites au Samouraï et au personnage de Jeff Costello interprété par Delon,,,.

### Influence d'Alain Delon
Modèle d’identité artistique, Alain Delon est cité parmi les plus beaux acteurs de l'histoire du cinéma,,,,. Sa présence à l'écran et son physique lui ont conféré un statut d'« icône » et de « légende » du cinéma, tant en France qu'à l'étranger,,,,,,,,. Sa célébrité, liée autant à son physique qu'à son jeu d'acteur, a inspiré et continue d'influencer de nombreux acteurs internationaux. De la Corée du Sud à la Chine, de nombreux cinéastes se sont inspirés du parcours d'Alain Delon et particulièrement de son interprétation de Jeff Costello dans Le Samouraï (1967).
De nombreux musiciens ont intégré l'image d'Alain Delon dans leurs textes.

### Projets inaboutis ou refusés
Au cours de sa carrière, Alain Delon s'est vu proposer des rôles de plusieurs productions emblématiques, illustrant ainsi sa reconnaissance internationale. Il se voit proposer en 1979 le rôle de James Bond par Albert Broccoli. Delon décline l'offre,. L'acteur est également invité à incarner Sherif Ali dans Lawrence d'Arabie par le producteur Sam Spiegel,. Delon refuse néanmoins de porter des lentilles de contact brunes pour le rôle et quitte le projet,. Robert Evans a également envisagé pour Alain Delon le rôle de Michael Corleone dans Le Parrain : « Francis m'a dit : "On a un gros problème. Tu veux un type qui te ressemble, et je veux un type qui me ressemble.” Moi, je voulais Alain Delon, vous comprenez ? C'est comme cela qu'il était décrit dans le livre. Je me trompais. Francis a poursuivi : "Je veux Al Pacino, et c'est moi le réalisateur. Si tu ne le prends pas, je ne fais pas ce putain de film." J'ai répondu : "D'accord. Je l'engage, ton nabot ! »,,. Delon, de son côté, écarte d'emblée la proposition : « Il fallait que j’apprenne à parler anglais avec l’accent italien. Cela ne me plaisait pas. ».

#### Projets inaboutis
Alain Delon est envisagé à la fin des années 1950 par Luis Buñuel pour jouer le rôle d'Ambrosio, dans une adaptation du roman Le Moine de Matthew Gregory Lewis. Le film n'a jamais vu le jour en raison de désaccords entre les producteurs. Le projet est repris plus tard par Ado Kyrou, mais avec Franco Nero dans le rôle principal. Devenu une figure du cinéma français des années 60, Alain Delon est ensuite cité dans des projets variés. Roger Vadim pense à lui pour jouer face à Brigitte Bardot dans Le Repos du guerrier. Sa participation est annoncée par la presse, mais Vadim choisit finalement Robert Hossein, qu’il connaît mieux. Il est aussi envisagé dans Dragées au poivre, comédie inspirée des sketches de Guy Bedos. Le New York Times annonce, le 9 octobre 1964, la signature d’un contrat avec la MGM pour l’adaptation du roman L’Homme à cheval de Pierre Drieu La Rochelle. Delon se rend au Mexique pour effectuer des repérages, mais plusieurs éléments bloquent l’avancement du projet ; il sera finalement abandonné. Un autre projet est ensuite évoqué : Ready for the Tiger, à nouveau avec Peckinpah. Le scénario, signé Jack Neuman d’après un roman de Sam Ross, place l’action partiellement à Hong Kong. Delon signe un contrat le 8 octobre 1964 mais le film ne sera pas tourné. Robert Enrico projette d'adapter à l'écran Monsieur le Président, roman de Miguel Angel Asturias traitant d’une dictature sud-américaine. Alain Delon est envisagé pour le rôle de « Visage d’ange », homme de confiance du dictateur. Le projet stagne, puis est finalement abandonné par Robert Enrico. Delon évoque un projet avec Jean-Pierre Melville : Arsène Lupin. Melville renonce après avoir appris qu’un feuilleton est en préparation pour la télévision. Il envisage ensuite Une saison en enfer, avec Delon en Rimbaud et Brialy en Verlaine, mais ce projet ne voit jamais le jour. Pour une séquence parodiant le cinéma intellectuel, le réalisateur Jacques Baratier souhaite reformer le duo de L'Éclipse (Monica Vitti et Delon). Ce dernier étant indisponible, il est remplacé au dernier moment par Roger Vadim. Après Paris brûle-t-il ?, Columbia propose à Delon un film sur la jeunesse fictive de Cervantes. Il partage l’affiche avec Ava Gardner et Yul Brynner. Le projet retardé, il change de distribution et la Columbia abandonne le projet. Depuis Le Guépard, Luchino Visconti n’a signé qu’un seul film, Sandra. Il revient vers Delon pour un projet : une adaptation de L’Étranger d’Albert Camus. La réconciliation entre Visconti et Delon ne résistera pas aux divergences contractuelles avec le producteur Dino De Laurentiis ; Delon se retire et Visconti choisit Marcello Mastroianni. Pour Delon, ce sera l’un de ses « plus grands regrets de carrière ». Ce sera également sa dernière collaboration avec Visconti. Eddie Fisher, souhaitant devenir producteur, acquiert les droits d’un roman inspiré de l’affaire de la malle à Gouffé. Il imagine Delon dans le rôle principal aux côtés de Charlie Chaplin et Elizabeth Taylor mais le film ne se concrétisera pas.
Des années 70 aux années 2000, plusieurs projets s’enchaînent, parfois sans aboutir. À Nice, Delon entame la préparation d’un film sur Conrad Killian, géologue saharien, mais le projet est abandonné. Alain Resnais prépare Stavisky, qui relate les derniers mois de l’escroc éponyme. Bien que Delon ait été envisagé, Resnais opte pour Jean-Paul Belmondo. Anne Rice pense à Delon pour son scénario Interview with the Vampire, mais le projet échoue. Michel Deville, pour Le Mouton enragé, pense un temps à Delon avant de choisir Jean-Louis Trintignant. Un autre projet avorté concerne une collaboration avec Claude Lelouch. Une rencontre fortuite sur une route du sud de la France amène Lelouch à proposer un rôle à Delon dans Toute une vie. Mais l’évolution du scénario conduit le réalisateur à choisir un acteur plus jeune, André Dussollier. Un autre polar est proposé à Delon : Adieu poulet de Pierre Grannier-Deferre. Patrick Dewaere est finalement choisi en raison de sa jeunesse. Parallèlement, Alejandro Jodorowsky envisage Delon pour incarner Duncan Idaho dans son adaptation de Dune. Le projet échoue, les droits sont revendus à Dino De Laurentiis, et le rôle revient à Richard Jordan. Delon souhaite ensuite acheter les droits du L'Instinct de mort de Jacques Mesrine, mais apprend que ceux-ci ont déjà été acquis par Jean-Paul Belmondo. Le projet n’aboutira pas. André Téchiné prévoit de réunir à l'écran Delon et Isabelle Adjani sur l'adaptation cinématographique du roman Lunes de fiel de Pascal Bruckner. Des désaccords entre les deux acteurs conduisent à l'abandon du projet et Roman Polanski porte finalement Lunes de fiel à l'écran en 1992. Michel Audiard et Norbert Saada projettent une adaptation d’On ne meurt que deux fois de Robin Cook avec Delon et Rampling mais le rôle revient à Michel Serrault. Il est également envisagé pour La Doublure de Francis Veber, sans être officiellement contacté. C'est Nathalie Delon qui déconseille à Veber de proposer le rôle à son ex-mari, le jugeant « ingérable » ; le réalisateur choisira finalement Daniel Auteuil. Jean-Pierre Mocky imagine un long-métrage intitulé Impasse de l’espoir, réunissant Delon, Belmondo, Jane Fonda, Léa Seydoux, Jamel Debbouze et Omar Sy, autour du thème des sans-abri. Delon y incarnerait un marquis ruiné vivant sous les ponts de Paris, aux côtés de Belmondo, dans le rôle d’un roi des gueux. Ce projet ne verra jamais le jour. En 2014, un projet de film intitulé Patient est annoncé, un drame centré sur le génocide arménien, avec Delon ou Adrien Brody dans un rôle principal,,. Dustin Hoffman était également prévu à l'affiche. Ce projet n'a jamais abouti.
Selon l'American Film Institute, Delon est envisagé pour jouer dans Fanny de Joshua Logan (1961), Le Cher Disparu de Tony Richardson (1965), Propriété interdite de Sydney Pollack (1966), La Bataille de San Sebastian (1968) de Henri Verneuil (1968), et À nous la victoire, de John Huston (1981),.

#### Projets refusés
Delon se voit offrir la reprise de Les Parents terribles de Jean Cocteau, ainsi que le rôle de Saint-Exupéry dans un projet basé sur un scénario de Jules Roy. Il décline ces offres. Il refuse également Main pleine de Melville. Les parcours de Delon et Brialy se croisent à nouveau lorsque Roger Vadim envisage d’adapter Château en Suède, pièce de Françoise Sagan. Delon décline en raison d’un emploi du temps surchargé et le rôle sera finalement attribué à Brialy. Il décline plus tard Opération Opium, réalisé par Terence Young. Le film est une commande de l’ONU destinée à mettre en lumière son action mondiale contre le trafic d’opium. Si Delon est pressenti pour incarner un détective français, l’acteur refuse « l’acte publicitaire ». Il refuse à la même époque une nouvelle proposition de Melville : On a volé la Joconde. Delon mise plutôt sur des productions américaines. Plusieurs propositions arrivent, dont La Nuit de l’iguane et Propriété interdite, que Delon décline. À la fin des années 1960, Delon continue à être très sollicité.
Au début des années 70, Delon refuse plusieurs propositions de rôles, dont Raphaël ou le débauché de Michel Deville, Max et les ferrailleurs de Claude Sautet, et Le Dernier Tango à Paris de Bernardo Bertolucci, qu’il aurait accepté à condition d’en être coproducteur. Un autre rendez-vous manqué concerne La Gifle, projet initialement prévu pour réunir Delon et Ventura. Delon se retire du projet, peu convaincu par le scénario. Delon est également pressenti (parmi une longue liste d’acteurs) par Steven Spielberg pour incarner Claude Lacombe dans Rencontres du troisième type ; Delon refuse. Delon refuse Le Sauvage de Jean-Paul Rappeneau, tout comme Belmondo. Il décline aussi Le Cormoran de Costa-Gavras ; le projet n’aboutira pas. Bertrand Tavernier prépare La Mort en direct. Initialement, il envisage Philippe Noiret aux côtés de Romy Schneider, mais Noiret ne peut participer. Il se tourne alors vers Delon qui refuse la proposition, en raison de sa relation avec Schneider. Il refuse tout au long des années 80 plusieurs rôles : L’Addition de Denis Amar, Malone proposé par Christopher Frank, et Le Grand Frère, adapté par Francis Girod d’un roman de Sam Ross. Delon décline aussi Coup fourré de Gérard Vergez, qui deviendra Bras de fer. Il est également envisagé par Denys Granier-Deferre pour adapter Nécropolis de Herbert Lieberman, mais ne donne pas suite. Il refuse aussi un rôle dans Cotton Club, de Coppola, que Robert Evans lui propose. Jean-Pierre Mocky lui propose ensuite La Machine à découdre. Delon doit pour le rôle se raser la tête ; il refuse. L'acteur refuse Charlie Dingo de Gilles Béhat, tout comme Saxo de Francis Girod, et décline également un projet des producteurs de Mireille Darc : La Barbare.
Au milieu des années 90, Theo Angelopoulos propose à Alain Delon le rôle principal de Le Regard d’Ulysse, mais l’acteur décline. Delon refuse à nouveau une proposition de Jean-Pierre Mocky : Le Mari de Léon. Sa participation au film Une chance sur deux rappelle au public sa vitalité, ce qui attire l’attention de certains réalisateurs. Il est un temps pressenti pour incarner le Zorro vieillissant dans la nouvelle adaptation du Masque de Zorro par Martin Campbell. Toutefois, il refuse, souhaitant que le public garde de lui l’image d’un Zorro en pleine force : le rôle est finalement confié à Anthony Hopkins. Jean-Pierre Mocky, de son côté, prépare le film Vidange, d’abord intitulé Mise en examen. Il s’agit d’une critique du système judiciaire français. Isabelle Huppert est intéressée par le projet, à condition que Delon joue à ses côtés : ce dernier décline.
En 2009, Alain Delon est approché par le cinéaste hongkongais Johnnie To pour interpréter le rôle principal dans Vengeance, un polar tourné entre la France et Macao. L’acteur doit incarner un ancien tueur à gages reconverti dans la cuisine, venu venger le meurtre de sa fille et de ses petits-enfants. Après plusieurs mois de discussion, Delon décline l’offre. Le rôle est alors attribué au chanteur Johnny Hallyday. En parallèle, Olivier Marchal, connu pour ses polars, envisage un diptyque sur le gang des Lyonnais, avec Delon dans le rôle d’un Edmond Vidal vieillissant ; enthousiasmé par l’idée, l’acteur accepte. Le tournage est prévu pour début août 2009, mais le scénario accuse du retard. En février 2010, alors que Les Lyonnais est relancé, il annonce qu’il ne participera finalement pas au projet, évoquant des divergences de vue sur le script. La même année, le réalisateur Alexandre Astier propose à Alain Delon de tenir le rôle principal dans une comédie intitulée M. Karlsson, qui raconte l’histoire d’un « tueur à gages un peu fatigué, un peu drôle et surtout très classe ». Le film est envisagé comme un hommage à la fois au cinéma de Melville et à celui de Louis de Funès. Delon refuse finalement le rôle. Un autre projet avorté est Potiche, proposé par François Ozon. Il s’agit d’une adaptation de la pièce du même nom dans laquelle Alain Delon aurait retrouvé Catherine Deneuve. Il décline la proposition, et le rôle principal masculin revient à Gérard Depardieu.
D’autres projets associent Delon à des œuvres littéraires. Sur une adaptation de Chéri de Colette, Tony Richardson souhaite Simone Signoret, Natalie Wood et Alain Delon mais le projet est abandonné. Adolphe de Benjamin Constant, récit d’une relation amoureuse en déclin, est pressenti pour être porté à l’écran par Jean Delannoy, avec Jeanne Moreau et Delon dans les rôles principaux mais le projet reste sans suite. Plus tard, Luchino Visconti envisage une adaptation de Marcel Proust et pense à Delon pour la narration. Alors qu’il tourne Zorro, Delon profite de son séjour pour revoir Visconti. Celui-ci lui propose d’interpréter un rôle dans une adaptation de L’Innocent, projet que Delon décline en raison du déclin physique du réalisateur (il s'agit du dernier film de Visconti). Par la suite, un projet autour de Docteur Justice est évoqué. Alors que le héros de la bande dessinée ait été inspiré physiquement par Delon, ce dernier décline le rôle principal : c’est John Phillip Law qui l’endossera. Delon refuse par la suite Le Crabe-tambour de Pierre Schoendoerffer en raison de son aversion pour la mer, malgré un intérêt pour le scénario. Sergio Leone envisage de confier à Delon Voyage au bout de la nuit, mais ne concrétise pas ce projet ni celui sur Stalingrad ; il décède le 30 avril 1989. Les années 2000 voient encore affluer de nombreuses propositions. Delon envisage ensuite La Condition humaine d’André Malraux, que doit réaliser Michael Cimino avec un casting prestigieux mais le projet, censé se tourner en Chine, est suspendu à l’accord des autorités locales, qui tarde à venir.

Parmi les autres projets déclinés par Alain Delon figurent L'Aîné des Ferchaux de Jean-Pierre Melville, Viva Maria ! de Louis Malle, L'Ours et la Poupée de Michel Deville,Taxi Driver de Martin Scorsese, Marie-Antoinette de Sofia Coppola,, Pardonnez-moi de Maïwenn, Mesrine de Jean-François Richet et Salaud, on t’aime de Claude Lelouch,,,,.

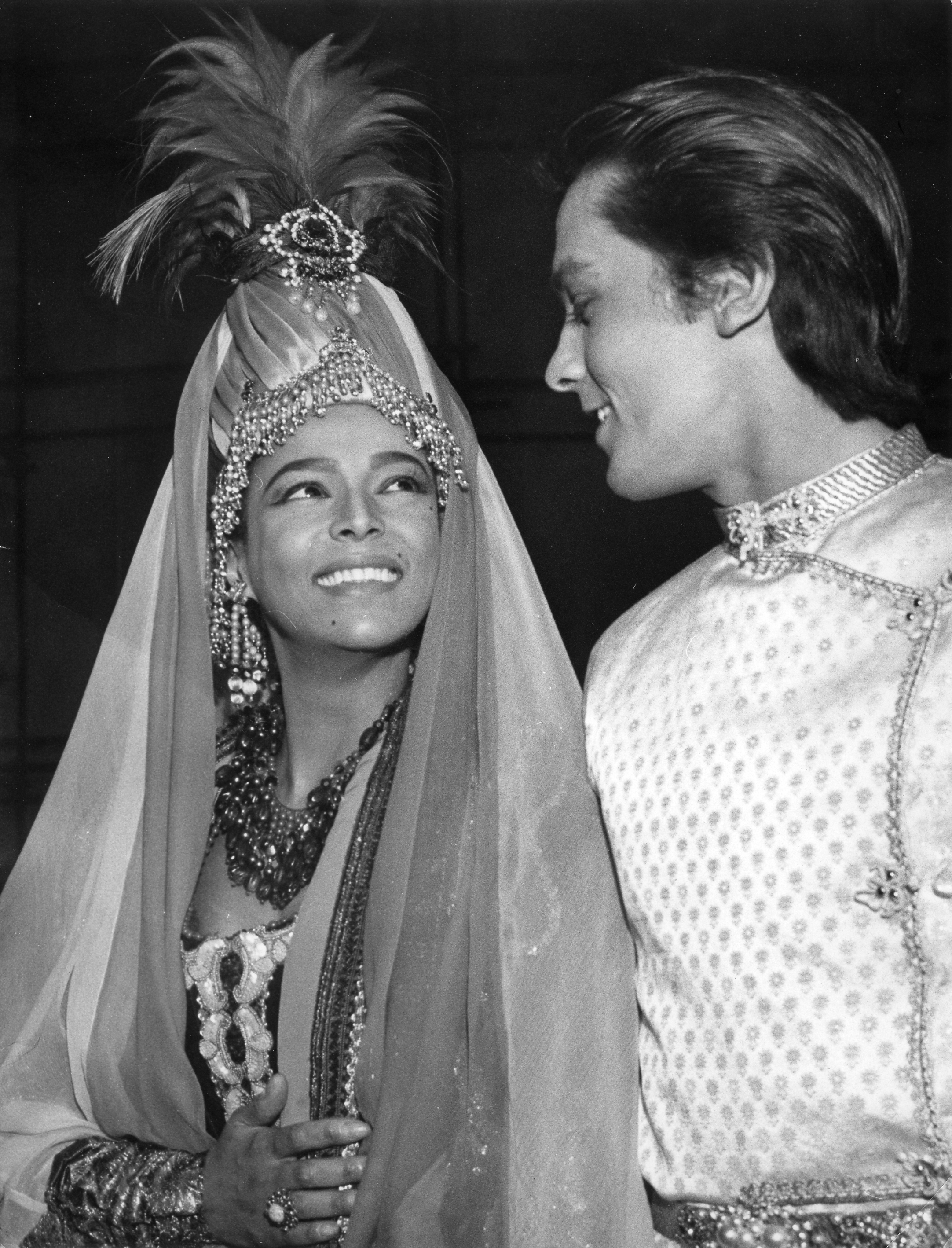
Stevan Kragujevic, Dorothy Dandridge et Alain Delon à Belgrade lors du tournage de Marco Polo (1962).

### Notoriété à l'étranger
La notoriété internationale d’Alain Delon s’est construite progressivement à partir des années 1960, notamment grâce à une série de collaborations avec des cinéastes majeurs du cinéma européen. C’est Plein soleil de René Clément (1960) qui révèle pour la première fois au public étranger la présence jugée « troublante » et « ambivalente » de Delon. Mais c’est surtout sa rencontre avec Luchino Visconti (celui-ci souhaite le rencontrer après avoir vu Plein Soleil) qui consacre son aura internationale, d’abord dans Rocco et ses frères (1960), puis dans Le Guépard (1963). En France, il devient un symbole du star-system, mais c’est son image de solitaire et ambigu, mise en valeur par Jean-Pierre Melville dans Le Samouraï (1967), qui lui confère un statut culte à l’international,. Cette reconnaissance mondiale s’est également consolidée par la diffusion massive de ses films à l’étranger, en particulier en Asie et en Union Soviétique, où Delon jouissait dans les années 1970 d’une popularité comparable à celle des grandes stars hollywoodiennes. Depuis, la notoriété internationale d’Alain Delon dépasse le simple cadre cinématographique et s’inscrit dans une reconnaissance culturelle planétaire,,.
Au Japon, sa popularité prend des allures de culte : surnommé « le Samouraï du printemps », il figure régulièrement parmi les célébrités les plus appréciées de 1961 à 1975 et réunit en 2007 plus de 22 millions de téléspectateurs lors d'une émission spéciale sur Fuji Television,. Il est encore au Japon une star indétrônable puisque son parfum reste dans le top cinq des ventes ». Cette notoriété a donné lieu au roman humoristique Alain Delon est une star au Japon de Benjamin Berton, publié en 2009 chez Hachette Littératures. Décrit par l'écrivain comme un « fantasme générationnel », ce dernier s'éloigne du style biographique pour mettre en scène l'acteur dans une histoire d'enlèvement de la part d'un couple d'admirateurs.
Alain Delon, fort de sa notoriété au Japon est devenu un nom familier en Corée, grâce à ses films populaires dans les grandes villes. Delon a ainsi souvent fait la une des magazines. Plein Soleil est particulièrement populaire en Corée et l'expression « beau comme Alain Delon » est devenue un phénomène culturel bien avant que les applications de messagerie ne deviennent à la mode.
En Chine, son rôle dans Zorro, l’un des premiers films européens diffusés après la Révolution culturelle (70 millions de spectateurs), a contribué à le faire connaître auprès du grand public,,. Il est selon un micro-trottoir du Petit Journal de Canal+ un des rares artistes français connus. Cette visibilité l’amène à être choisi comme parrain du pavillon français à l’exposition universelle de Shanghai en 2010, aux côtés de Carla Bruni et Nicolas Sarkozy. Symbole de l’ouverture occidentale et de la culture française en Chine, Delon est invité au dîner d'État lors de la visite de Hu Jintao en 2004. Il est à nouveau convié en 2019 lors de la visite de Xi Jinping, où il rencontre le président chinois en personne, ce dernier ayant personnellement demandé sa présence,.
Aux États-Unis, Alain Delon incarne selon Tina Rozier, professeur de cinéma à l'Université du Michigan l'élégance à la française et le sex-appeal intemporel : « Les Américains fantasment aussi sur le talent, brut, de l’acteur, mais également sur le fait qu’il représente l’homme français, classe, sexy et aussi un peu la vie française, avec la cigarette au bec, et les scènes sur la Côte d’Azur ou dans les rues de Paris, toujours bien habillé. Delon, il ne laisse pas indifférent, quels que soient l’âge et le sexe, c’est certain ! » En ce sens, le Film Forum de New York rend hommage à Alain Delon à travers une série de dix films intitulée Delon,. Sous la direction de Bruce Goldstein, directeur de la programmation du Film Forum, les projections des films d'Alain Delon ont rencontré un succès notable, attirant 1 500 spectateurs : « Le New York Times, le New Yorker et de grands médias ont parlé de l’évènement, mais Delon a toujours déclenché, et déclenche toujours une grande curiosité. Regardez la foule qui vient voir ses films, c’est vraiment incroyable, son charme séduit même ici, à plusieurs milliers de kilomètres de la France ! ».
En Italie, où il a travaillé avec des réalisateurs comme Luchino Visconti et Michelangelo Antonioni, Delon est toujours perçu comme une icône. Gian Luca Farinelli, directeur de la cinémathèque de Bologne, note que Delon « fait partie de l'élite des acteurs qui exercent une sorte de fascination, au-delà de leurs films. […] Aujourd'hui encore, il reste une icône et même les jeunes, qui ne le connaissent pas nécessairement, sont sensibles à sa beauté ».
À Moscou, Delon est considéré comme une incarnation moderne d'Apollon. Son nom est par ailleurs devenu en Russie synonyme d'un homme présomptueux et séduisant. En 1971, lors d'une rencontre avec le président ouest-allemand Willy Brandt en Crimée, Leonid Brejnev pose pour une photo en lunettes de soleil, survêtement bleu et t-shirt blanc, s'appuyant contre le côté de son yacht. Lorsqu'on lui montre la photo, il commente : « Je ressemble à Alain Delon. » Delon était en effet considéré comme un modèle d'Occidental attirant et décontracté. Ce phénomène s'explique par la diffusion mondiale de ses films et de son image, qui ont façonné une certaine vision du charme masculin à la française. Cette iconographie d'Alain Delon s'inscrit dans une longue tradition où les célébrités françaises, telles que Brigitte Bardot ou Jean-Paul Belmondo, voient leur nom incorporé dans les lexiques étrangers avec des connotations spécifiques.
En Roumanie, il est selon Fanny Chartres (Delon est intégré dans son roman Les inoubliables) une « [v]éritable légende du cinéma international pour un grand nombre de Roumains. (...) Pendant la période la plus dure du communisme, beaucoup de films étrangers étaient censurés, à l’exception de ceux avec Alain Delon. Classiques et inoffensifs aux yeux du régime, ils étaient tolérés… et adorés. C’est avec lui et Louis de Funès que les Roumains avaient supporté cette époque. ». Toujours en Europe de l'Est, le manteau en cuir « aléndelon », nommé d'après l'acteur français, est devenu un objet de désir et un signe de statut social, soulignant l'aspiration des adolescents à s'identifier aux valeurs occidentales face aux normes imposées par la propagande communiste durant les années 1970-80. Ce manteau est arrivé dans les années 1960 avec les films où Alain Delon apparaissait dans ce vêtement,.
Selon Vadym Omelchenko, ambassadeur d'Ukraine en France : « Alain Delon est perçu par les Ukrainiens comme l’image de la France, l’image de la culture française, de son art. Pour nous, la culture française a toujours occupé une place très importante. […] Alain Delon est très connu en Ukraine ». C'est pour cette raison que le centre culturel ukrainien se trouve au 22 avenue de Messine, hôtel particulier qui a appartenu à Alain Delon. Une salle est totalement dédiée à Alain Delon.
En 2012, le président arménien Serge Sarkissian accueille Alain Delon, présent pour la première du film Bonne année, mères à Erevan. Sarkissian note que les films avec la participation d'Alain Delon sont largement connus et très populaires en Arménie.
Alain Delon est une « immense star » en Argentine, pays où les cinéphiles admirent ses collaborations avec des réalisateurs comme Luchino Visconti (Le Guépard) et Michelangelo Antonioni (L'Éclipse). Nora Lafón, chroniqueuse culturelle, souligne que son succès dépasse sa beauté : « En plus de sa belle gueule, c'est un grand acteur. Les Argentins sont cinéphiles et le fait qu'il ait travaillé avec des réalisateurs d'envergure explique sa célébrité. » Delon s'est par ailleurs souvent rendu en Argentine, notamment en raison de son amitié avec le président Carlos Menem.
En Iran, il est admiré. Dans la culture populaire iranienne, son nom est entré dans le langage courant des gens de la rue : les Iraniens appellent Alain Delon quelqu'un qui est bien habillé. Ses films sont régulièrement diffusés à la télévision d'Etat. Les personnages d'Alain Delon sont doublés en iranien par Khosro Khosroshahi.
Hassan II, cinéphile et amateur du cinéma français appréciait notamment Catherine Deneuve, Louis de Funès ou encore Alain Delon.

#### Festivals
En 1978, Alain Delon préside le jury du Festival des films du monde de Montréal.
En 1981, Alain Delon reçoit un prix spécial lors de la cérémonie de remise des Golden Horse Awards à Kaohsiung (Taïwan),.
Alain Delon reçoit au côté d'Omar Sharif et Catherine Deneuve un prix pour l'ensemble de sa carrière lors du gala d'ouverture du 23e Festival international du film du Caire en Égypte,,.
Alain Delon reçoit en 1999 un « Georges d'honneur » pour l'ensemble de sa carrière au Festival international du film de Moscou. Il est aussi membre du jury et invité du festival Faces of Love Film (en) à Sotchi. En 2005, il reçoit un prix honorifique de ce même festival, la Flèche d’argent. Alain Delon est l’invité d’honneur de la 7e cérémonie des Armenian Music Awards où il reçoit en 2012 un prix spécial.
En 2000, Alain Delon inaugure en tant qu’invité d’honneur, la vingt-et-unième édition de la Mostra de Valence du cinéma méditerranéen et reçoit une palme spéciale lors de la cérémonie,,.
Alain Delon est honoré lors de la cérémonie des « Hommes de l’année 2001 », du trophée de « l'Acteur mondial 2001 » à Vienne, au palace Imperial Hofburg en Autriche. Diverses personnalités des domaines des arts (Steven Spielberg, Paul McCartney, Luciano Pavarotti), de l'économie et des médias (Ted Turner, Richard Branson) ont également été honorées pour leur « contribution exceptionnelle » à la société.
Alain Delon préside en 1995 et 2002 le Festival du film policier de Cognac.
Lors du gala du 10e anniversaire (1999) de TeleKamer (pl) à Varsovie, Alain Delon reçoit le prix du meilleur acteur étranger et pour l’ensemble de sa carrière. L'acteur se voit attribuer cette récompense à la suite d'un sondage organisé auprès des téléspectateurs polonais du pays.
Populaire au Maroc, Alain Delon se voit décerner en 2003 l'Étoile d'Or du Festival international du film de Marrakech pour l'ensemble de sa carrière.
Le 25e Festival international du film d'Istanbul remet à Delon (invité d'honneur) un prix pour sa carrière,.
À l’occasion de la 16e édition du DIVA - German Entertainment Award (2006) (de), Alain Delon à reçu en tant qu’invité vedette le DIVA Honorary Award, qui honore les artistes « qui ont laissé des traces avec leur travail et peuvent indiquer une œuvre qui restera dans l’oubli ».
Alain Delon reçoit des mains de la duchesse d’Albe Cayetana Fitz-James Stuart y de Silva le prix de l’Association nationale des éleveurs de chevaux de race espagnole de Séville,.
Alain Delon est en 2017 l'invité d'honneur de la onzième édition du Festival International du Film Policier de Liège.
Le Festival International La Rochelle Cinéma rend hommage à Alain Delon en 2022.

#### Rétrospectives
En 1990, Alain Delon inaugure en tant qu'invité d'honneur le Festival du film français de Sarasota (Floride), et est également honoré par une rétrospective de ses films.
En 1998 et 2016, le Festival du film de Thessalonique et sa sa cinémathèque proposent des rétrospectives en hommage à l'acteur.
En 2016, la Cinémathèque de Cuba à Ciego de Ávila (aujourd'hui installée à La Havane) présente un cycle d’hommage à l'acteur français, The Alain Delon We Didn’t Know, qui comprend 19 de ses films qui n’ont jamais été commercialisés à Cuba.
Les éditions 2014, 2015 et 2016 du festival français "Films on the Green" (produit chaque année à New York) ont projeté des films d'Alain Delon à Central Park (Cedar Hill),.En Californie, Le Festival international du film de Santa Barbara (SBIFF), par le biais de son Riviera Theatre projette le classique néo-noir Le Samouraï dans la perspective d'un micro-festival de films d’Alain Delon. Cette rétrospective donne lieu à la projection de 6 classiques de l'acteur.
Aux Pays-Bas, une rétrospective Alain Delon est organisée en 2019 au Musée du cinéma d’Amsterdam, seul musée du pays consacré au « Septième Art ».
Selon le site « France diplomatie », après la rétrospective à la Cinémathèque française de plus de cinquante films avec Delon, le ministère des Affaires étrangères souhaite présenter à travers ses services culturels une sélection des films retenus par l’artiste.
Une rétrospective de 12 des films les plus marquants d’Alain Delon est présentée en 2021 dans les Cinémathèques de Tel Aviv, Jérusalem, Haïfa, Sderot, Holon, Herzliya et au Centre Culturel de Savyon,,.
Une rétrospective (2023) des films d'Alain Delon est organisée au Musée d’art cinématographique de Pologne à Mokotów,.

## Opinions politiques

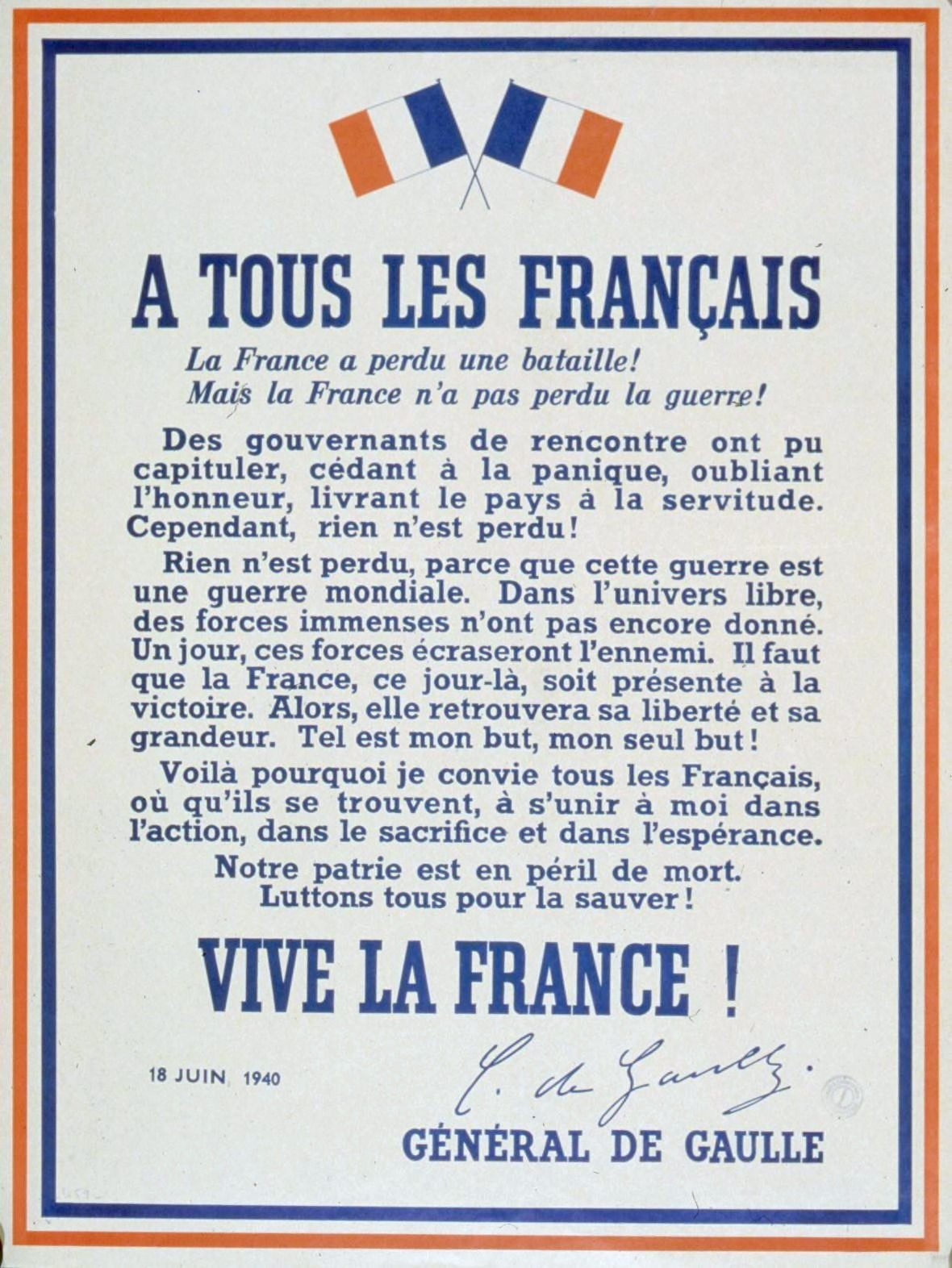
Affiche À tous les Français (18 juin 1940).

Alain Delon se définit comme gaulliste, expliquant avoir été « élevé dans l'esprit du général de Gaulle ». Il est ainsi engagé de longue date à droite. En décembre 1970, il fait l'acquisition du manuscrit du texte de l'affiche À tous les Français, que le général de Gaulle fit placarder sur les murs de Londres le 20 juin 1940, puis le fait remettre au chancelier de l'ordre de la Libération.
Tout comme beaucoup d'artistes, notamment Brigitte Bardot, il appelle à voter pour Valéry Giscard d'Estaing lors des élections présidentielles de 1974 et 1981,. En 1988, il soutient au premier tour la candidature de Raymond Barre.

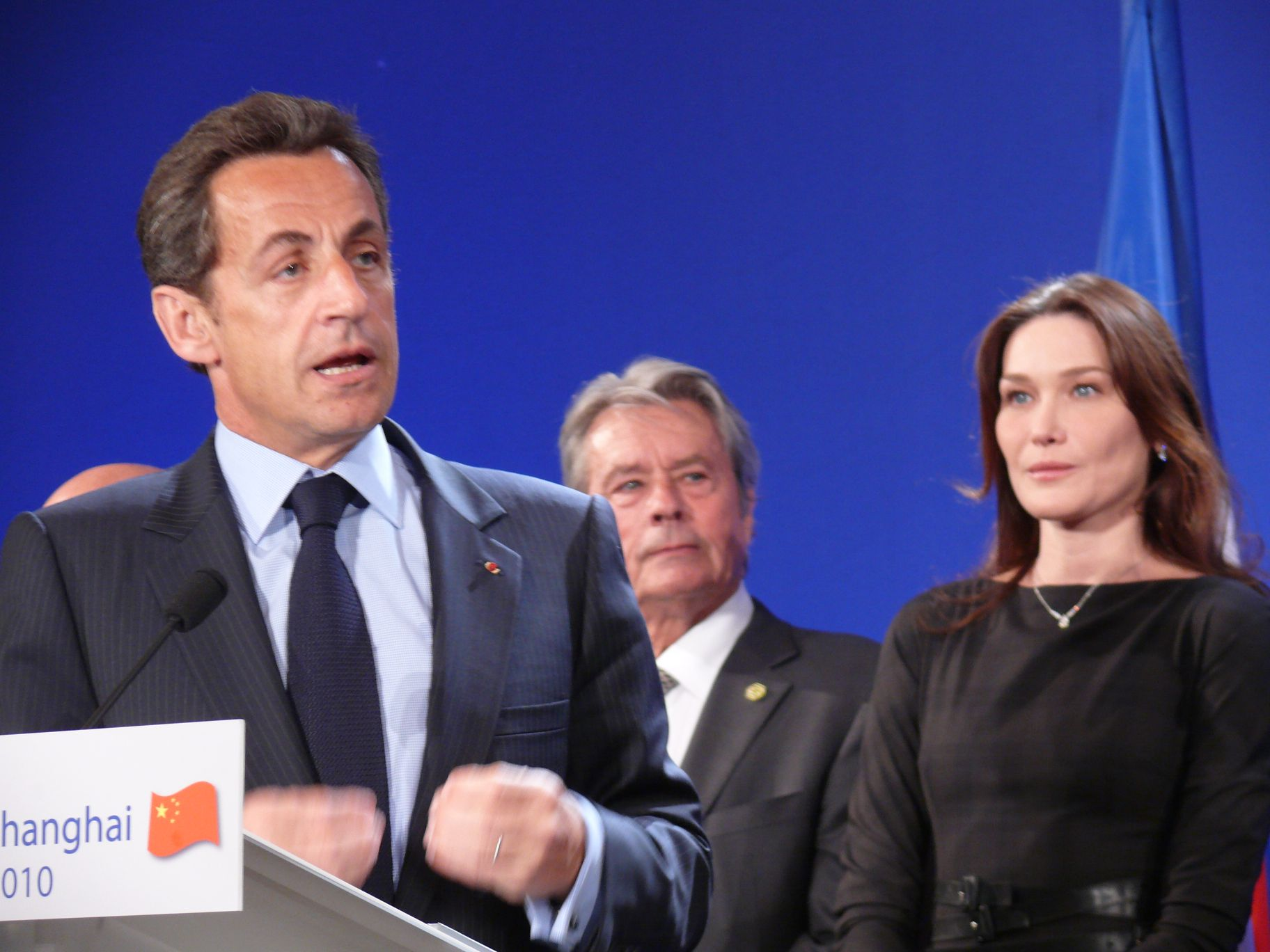
Alain Delon avec Nicolas Sarkozy et Carla Bruni, lors d'une réception pour les Français de Shanghai (2010).

À partir de la fin des années 1980, il fait état de son amitié et de sa sympathie pour Jean-Marie Le Pen,, tout en précisant que « des choses dans son programme [l]e satisfont et d'autres non ». Il précise que l'extrême droite « c'est quand même la droite » et qu'elle « regroupe quelques millions de Français », dont il faut tenir compte.
Il soutient Jacques Chirac dans la campagne présidentielle de 1995, assistant à plusieurs meetings.
En octobre 2013, il salue la progression électorale du Front national,,. Cette prise de position, dénoncée par le Comité Miss France, le conduit à démissionner de sa fonction de président à vie du jury ; il déclare alors : « Votre polémique est aussi absurde que narcissique et obsessionnelle. Votre attitude est un mépris à l'égard de votre public qui est en droit de voter pour qui il veut, un déni de réalité manifeste »,.
Il dit cependant préférer Nicolas Sarkozy au Front national. Dans la perspective des élections européennes de 2014, il exprime sa sympathie pour le mouvement Force Vie de Christine Boutin.
En septembre 2013, il affirme : « Il fut un temps où, dans la rue, on distinguait les hommes et les femmes. Maintenant, on ne sait plus qui est qui. Les rôles sont moins définis, ils se sont parfois même inversés, comme avec le congé paternité. Et puis, on a l'air de sous-entendre qu'être avec quelqu'un du sexe opposé ou du même sexe, c'est pareil. Ça, c'est grave. Je ne suis pas contre le mariage gay, je m'en fiche éperdument, mais je suis contre l'adoption des enfants. »
Alain Delon cultive des amitiés avec des personnalités dont les idées sont éloignées des siennes. Il tourne avec Luchino Visconti, proche du Parti communiste italien et soutient financièrement le film Monsieur Klein de Joseph Losey, banni de Hollywood pour ses sympathies communistes. En 1986, après la défaite de la gauche aux élections législatives, il insiste pour que ce soit l'ancien ministre de la Culture, Jack Lang (membre du Parti socialiste), qui lui remette les insignes de commandeur de l'ordre des Arts et des Lettres. Lors des élections municipales de 2014 à Paris, il soutient la candidate socialiste, Anne Hidalgo.
Dans le cadre de la primaire présidentielle des Républicains de 2016, il préfère Alain Juppé à Nicolas Sarkozy, estimant avoir été « quitté » et « largué » par celui-ci,. Le 20 avril 2017, il publie une lettre de soutien au candidat de la droite à l'élection présidentielle, François Fillon, en difficulté dans les sondages. Lors du second tour, qui voit s'opposer Emmanuel Macron et Marine Le Pen, il ne se déplace pas pour voter.
En 2018, aux côtés de 200 personnalités, il signe dans Le Monde la tribune « Le plus grand défi de l'histoire de l'humanité », « pour sauver la planète », face au changement climatique. Alors que le journal l'interroge en notant que « [son] nom en bas d’un texte est rarissime », Alain Delon répond : « C’est vrai, je signe rarement. La raison en est toute simple. […] Les hommes — je parle de ces abrutis de mecs — sont en train de tuer le monde ».
Alain Delon aurait voté pour le candidat démocrate Joe Biden face à Donald Trump lors de l'élection présidentielle américaine de 2020 : « […] J’ai une passion pour Biden. J’adore ce qu’il est, ce qu’il fait, son vécu, cette vie très dure qu’il a traversée… […] Je m’en fous de Trump. C’est un con, un mauvais acteur. Qu’il aille sur son golf et qu’il n’emmerde plus le monde ! Quand Biden viendra en voyage officiel en France… Vous m’appelez ! Et qu’il y aura un dîner d’État… J’y serai. ».
Il apporte son soutien à Valérie Pécresse en vue de l’élection présidentielle de 2022, déclarant qu’elle est « la seule femme » qu’il souhaiterait pour l’Élysée.

## Filmographie

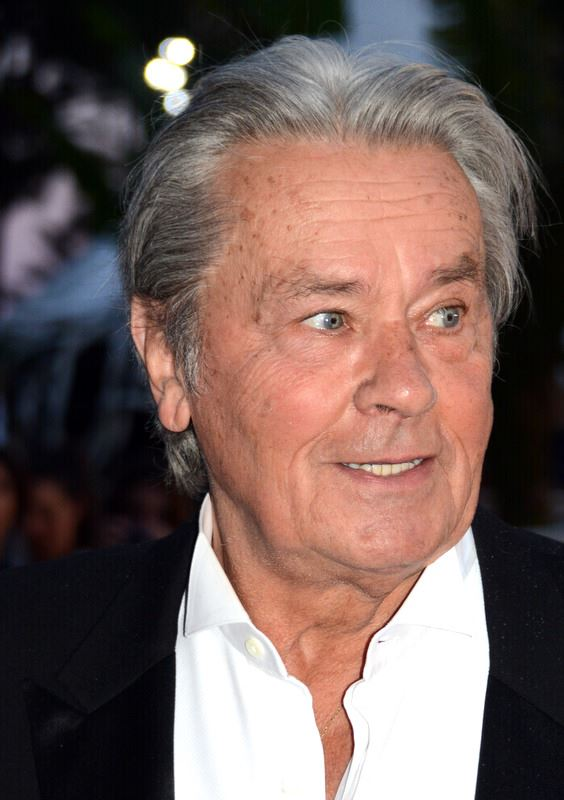
Alain Delon pendant la 66e édition du Festival de Cannes (2013).

## Théâtre

Alain Delon dans Dommage qu'elle soit une putain de John Ford, Théâtre de Paris, 1961.

- 1961 : Dommage qu'elle soit une putain de John Ford, mise en scène Luchino Visconti, avec Romy Schneider, Daniel Sorano, Silvia Monfort, Gisèle Gallois, théâtre de Paris
- 1968 : Les Yeux crevés de Jean Cau, mise en scène Raymond Rouleau, avec Marie Bell, Jacques Dacqmine, théâtre du Gymnase
- 1996 : Variations énigmatiques d'Éric-Emmanuel Schmitt, mise en scène Bernard Murat, avec Francis Huster, théâtre Marigny
- 1998 : Variations énigmatiques d'Éric-Emmanuel Schmitt, mise en scène Bernard Murat, avec Stéphane Freiss, reprise au théâtre de Paris
- 2004 : Les Montagnes russes d'Éric Assous, mise en scène Anne Bourgeois, théâtre Marigny
- 2007 : Sur la route de Madison d'après le roman de Robert James Waller, mise en scène Anne Bourgeois, avec Mireille Darc, théâtre Marigny
- 2008 : Love Letters d'Albert Ramsdell Gurney, mise en scène Alain Delon, avec Anouk Aimée, théâtre de la Madeleine
- 2011 : Une journée ordinaire d'Éric Assous, mise en scène Jean-Luc Moreau, théâtre des Bouffes-Parisiens
- 2013 : Une journée ordinaire d'Éric Assous, mise en scène Anne Bourgeois, tournée

## Discographie
- 1967 : Laetitia : B.O. du film Les Aventuriers
- 1968 : Les Moulins de mon cœur[553], éditée en 2013 dans Michel Legrand Anthology (coffret 15 CD EmArcy Records)[554],[555]
- 1973 : Paroles... Paroles... : duo avec Dalida, reprise de la chanson italienne Parole parole, un duo enregistrée par Mina et Alberto Lupo ; la chanson est enregistrée au Studio des Dames à Paris en 1972
- 1983 : Thought I'd ring you : duo avec Shirley Bassey
- 1985 : I Don't Know : duo avec Phyllis Nelson, bande originale du film Parole de flic
- 1987 : Comme au cinéma : musique de Romano Musumarra
- 2006 : Modern Style : duo avec Françoise Hardy (paroles et musique de Jean Bart), enregistré sur l’album (Parenthèses...), paru chez Virgin/EMI.

## Spectacles
- 1978 : La Cinéscénie (Puy du Fou).
- 2000, Alain Delon est la voix du narrateur dans le spectacle La Bataille du Donjon au Puy du Fou.
- 2016 : Génération de Gaulle de Christophe Marlard : collaboration à la création du film en mapping vidéo de la saison 4 du film De Gaulle en Grand projeté sur la croix de Lorraine au Mémorial Charles de Gaulle[556].
- 2017 : Génération de Gaulle, saison 2 de Christophe Marlard.
- 2018 : Génération de Gaulle[557], saison 3 de Christophe Marlard.

## Box-office

### France
Entre 1957 et 2019, Alain Delon a joué dans 83 films répertoriés, totalisant plus de 136 millions d'entrées en France. Cela le place au 10e rang des acteurs français les plus populaires au box-office national. De 1960 aux années 1980, l'acteur a également dominé le box-office international (en ce qui concerne la distribution des films français à l'étranger), devenant l’un des acteurs les mieux rémunérés de l’histoire du cinéma français,. À cette époque, il perçoit plus d’un million de francs par film — l’équivalent d’environ un million d’euros aujourd’hui,.

### Union soviétique
A l’instar de Jean-Paul Belmondo, Jean Marais ou Pierre Richard, Alain Delon fait partie des acteurs français les plus populaires en Russie. Ses films cumulent un total de plus de 300 millions d'entrées (avec 13 films recensés). Il convient de noter que ce nombre est minime, car les résultats au box-office des films sortis en Union soviétique tels que Le Choc, La Piscine, Pour la peau d'un flic, Monsieur Klein, Un flic, Le Clan des Siciliens, Le Cercle rouge (etc.) ne sont pas disponibles. Son succès en Union soviétique constitue un phénomène unique : une vedette occidentale capable de rivaliser en popularité avec les plus grands acteurs soviétiques,.

### Italie
Alain Delon a entretenu une relation privilégiée avec le cinéma italien, collaborant avec des réalisateurs de renom tels que Luchino Visconti, Michelangelo Antonioni ou encore Valerio Zurlini,,. L'une de ses premières incursions dans le cinéma italien est Rocco et ses frères (1960). Visconti, convaincu par Delon, a choisi ce dernier pour incarner Rocco, déclarant : « J'avais besoin de cette candeur... Si on m'avait contraint à prendre un autre acteur, j'aurais renoncé à faire le film. D'autant qu'il a la mélancolie de qui se sent forcé de se charger de haine quand il se bat, parce que, d'instinct, il la refuse.. ». Le film est considéré comme un classique du cinéma européen et totalise plus de 10 millions d'entrées en Italie. En 1963, Delon retrouve Visconti pour Le Guépard pour une fresque historique ou il y interprète Tancrède Falconeri, un jeune prince sicilien. Le film est considéré comme un autre œuvre importante du cinéma. Par ailleurs, trois films avec Alain Delon dans un rôle principal (Rocco et ses frères, Le Guépard et L'Éclipse) figurent sur la liste des 100 films italiens à sauver, une initiative du Ministère de la Culture italien visant à préserver les œuvres qui ont « changé la mémoire collective du pays entre 1942 et 1978 ». À sa mort, l'Italie salue un acteur faisant partie intégrante de son histoire cinématographique,. 

### États-Unis
Le parcours de Delon aux États-Unis est modeste. Dans les années 1960, il s'installe à Los Angeles et tourne trois films, notamment un western parodique et Les Tueurs de San Francisco de Ralph Nelson. Ces films ne rencontrent pas le succès escompté, et Delon met fin à son contrat après environ un an, retournant en France. Paradoxalement, Delon refuse de grands rôles à Hollywood, de James Bond au Parrain.

## Distinctions

### Décorations et médailles
- Officier de la Légion d'honneur (remise par Jacques Chirac en 2005[575] ; chevalier en 1991, remise par François Mitterrand[576])
- Officier de l'ordre national du Mérite (nommé directement officier en 1995)[577]
- Commandeur de l'ordre des Arts et des Lettres (26 mai 1986)[578]
- Commandeur de l'ordre du Ouissam alaouite (septembre 2003, remise par le Prince Rachid ben El-Hassan Alaoui)[579],[580]
- Grande médaille de Vermeil de la ville de Paris, remise par le maire Bertrand Delanoë (2006)[581],[582]
- Chevalier 3e classe de l'ordre du Mérite ukrainien pour une contribution personnelle significative au renforcement de la coopération interétatique, au soutien de la souveraineté de l’État et de l’intégrité territoriale de l’Ukraine, à la popularisation de l’État ukrainien dans le monde (par décret du Président Zelensky daté du 4 septembre 2023)[583],[584],[585]
- Médaille de la Fondation de la France libre (2018)[586]

### Honneurs
- Premier parrain de la Patrouille de France (1988)[587]
- Citoyen d'honneur de la Ville de Colmar (2009)[588]
- Une rue dans le quartier du Val-de-Moine à Cholet (Maine-et-Loire), est baptisée d'après le nom de l'acteur (2020)[589],[590].
- Une impasse Alain Delon a été créée à Sarlat-la-Canéda, ainsi qu’une autre dans la commune de Bouc-Bel-Air, après la mort de l’acteur.

### Récompenses

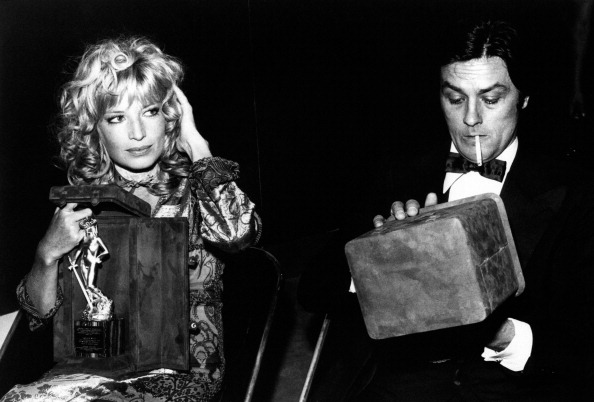
Monica Vitti remettant en 1972 un David di Donatello spécial pour sa carrière à Alain Delon.

Depuis les années 1960, Alain Delon a été récompensé dans différents pays : Allemagne, Argentine, Belgique, Égypte, Espagne, Italie, Maroc, Mexique, Pologne, Suisse, Roumanie, Russie, Sénégal, Taïwan, Turquie, Ukraine, souvent pour honorer l'ensemble de sa carrière.
- Prix Ciak d’oro 1961 : Récompensé avec Monica Vitti[592] pour l'Eclipse[593]
- Étoiles de cristal 1962 : meilleur acteur pour Quelle joie de vivre
- Victoires du cinéma français 1963 : meilleur acteur français pour Mélodie en sous-sol
- David di Donatello 1972 spécial
- Valentino d'Oro 1974 : Prix de l'acteur de l'année[594]
- Kangouro d’Or : Prix décerné en 1977 à Dakar[595]
- Cérémonie des Golden Horse Awards 1981 : Prix spécial[596]
- César 1985 : César du meilleur acteur pour Notre histoire
- Bambi Awards 1987 : Bambi International[597],[598].
- Festival du film de Taormine 1989 : Prix pour l'ensemble de sa carrière[599]
- Prix Sant Jordi du cinéma 1991 : Prix spécial du jury du meilleur film (Le Guépard), remis par le Ministre espagnol de la Culture Jordi Solé Tura[600],[601]
- Berlinale 1995 : Ours d'or d'honneur
- Festival international du film de Mar del Plata 1997 : Prix pour l'ensemble de sa carrière, remis par Norma Aleandro[602],[603],[604]
- Goldene Kamera 1998 : Caméra d'Or (pour l'ensemble de sa carrière ; Belmondo reçoit la même récompense le même jour)[605],[606]
- Festival international du film du Caire 1999 : Prix pour l’ensemble de sa carrière
- Festival international du film de Moscou 1998 : Georges d'honneur pour l'ensemble de sa carrière[607]
- Prix Flaiano 1999 : Prix pour l'ensemble de sa carrière[608].
- Telekamery Awards (en) : Prix pour l’ensemble de sa carrière[609],[610]
- Mostra de Valence du cinéma méditerranéen 2000 : Palme spéciale[611]
- Trophée de l’Acteur mondial 2001, remis par Mikhaïl Gorbatchev lors de la cérémonie des Hommes de l’année 2001[612]
- Prix international de l'ONU et de l'Unicef comme Meilleur acteur de l'année (2003)[613]
- Festival international du film de Marrakech 2003 : Étoile d'Or[614]
- Festival Faces of Love Film (en) 2005 : Flèche d'argent
- Festival internatinoal du film d'Istanbul 2006 : Prix pour l'ensemble de sa carrière
- DIVA – Prix allemand du divertissement 2006 : DIVA Honorary Award[615]
- Prix de l'Excellence française 2009
- Brutus du cinéma 2009 : Meilleur César
- Prix de la chaîne de télévision Telezvezda 2011 : Prix spécial en tant qu'invité d’honneur[616]
- Festival du film (es) d’Acapulco 2011 : Prix spécial[617]
- Festival international du film de Locarno 2012 : Lifetime Achievement Award
- Armenian Music Awards 2012 (en) : Prix spécial
- Gérard du cinéma 2012 : Gérard du rôle de sa vie
- Festival international du film de Transylvanie 2017 : Prix pour l'ensemble de sa carrière[618],[619],[620]
- Festival de Cannes 2019 : Palme d'honneur

### Nominations
- Golden Globe de la révélation masculine de l'année pour Le Guépard
- Laurel Awards 1964 : 13e Top Male New Face[621].
- César 1977 : César du meilleur acteur pour Monsieur Klein
- César 1978 : César du meilleur acteur pour Mort d'un pourri
- Jupiter Awards 1982 : Meilleur Acteur International pour Trois Hommes à abattre[622]

### Documentaires

#### En français
- Alain Delon, cet inconnu, Philippe Kohly, 2015[623].
- Alain Delon, la beauté du diable et les femmes, Antoine Lassaigne, 2018[624].
- Alain Delon, la solitude d’un fauve, Laurent Allen-Caron, 2019[625].
- Alain Delon, l'ombre au tableau, Daisy d'Errata, Karl Zéro, 2021[626].
- Romy et Alain, les éternels fiancés, Olivier Monssens, 2022[627].
- Alain Delon, confidentiel, Fabrice Babin, 2022[628].
- Delon, l’explosion d’une famille, Yves Couant, Jérémie Paire, Stéphanie Zenati, David Couloume et Fabrice Babin avec Manuela Braun et Floriane Soyer, 2024[629].
- Alain Delon : la guerre fratricide, Nathalie Renoux, 2024[630].
- Le Mystère Alain Delon, Nabila Zaknoun, 2024[631].

#### En anglais
- Discovering Alain Delon, Lyndy Saville, 2015[632].

#### En russe
- Vsevolod Tarasov et Marianna Pozdirka, Ален Делон. Мужчина на все времена (Alain Delon. Un homme pour toutes les saisons), 2010[633].
- Ален Делон. Уникальный портрет (Alain Delon. Un portrait unique.), 2024.

#### Articles
- Édouard Launet, « Un mythe vivant autoproclamé Alain Delon », Le petit livre des gros égos, Presses Universitaires de France, 2015, p. 9-12.
- Ginette Vincendeau, The perils of trans-national stardom: Alain Delon in Hollywood cinema, article pour la revue Mise au point, 2014[455].
- Sébastien Le Pajolec, « Les vies télévisuelles d’Alain Delon (1959-2003) », Télévision, vol. 6, no 1, 29 juin 2015, p. 63–80[634].
- Pierre Chédeville, « Alain Delon », Médium, vol. 51, no 2, 7 avril 2017, p. 67–75[635].